# Anagnorisis

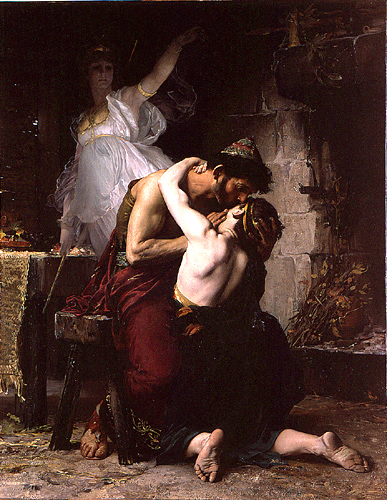
La reconnaissance d'Ulysse et de Télémaque. Tableau d'Henri-Lucien Doucet (1880). Paris, École Nationale Supérieure des Beaux-Arts.

L’anagnorisis (mot féminin ; pluriel anagnoriseis) est proprement l'action de reconnaître ou la « reconnaissance », c'est-à-dire la découverte tardive d'une identité que l'on n'a pas su percevoir de prime abord ; elle est le moment décisif de ce que la narratologie moderne appelle la scène de reconnaissance. Le mot français « anagnorisis »  n'est rien d'autre que le calque du grec ancien ἀναγνώρισις / anagnôrisis, substantif souvent remplacé, à partir de l'époque hellénistique, par son doublet masculin ἀναγνωρισμός / anagnôrismos ; les deux termes sont dérivés du verbe ἀναγνωρίζειν / anagnôrizein « reconnaître », et ont pour quasi-synonyme ἐπίγνωσις / epignôsis, du verbe ἐπιγι(γ)νώσκειν / epigi(g)nôskein. L'équivalent latin du grec ἀναγνώρισις ou ἀναγνωρισμός est recognitio, ou son synonyme moins courant agnitio, qui a donné en français « agnition », synonyme (rare et recherché) de « reconnaissance ».
Thème universel, l'anagnorisis stricto sensu (ou mieux anagnorismos) figure dans de très nombreuses œuvres littéraires de tous temps, pays et langues. Elle est actuellement l'objet d'investigations multiples et variées dans divers domaines (littérature et narratologie avant tout, mais aussi — avec alors une préférence pour le sens large —, sciences religieuses, sociologie, philosophie). Des chercheurs de tous horizons l'étudient par auteur, par genre littéraire, par époque, par pays, etc. La présente notice, pour le moment simple esquisse limitée à l'Occident depuis Homère jusqu'à la fin du Moyen Âge, ne prétend aucunement couvrir toutes les aires, époques et cultures où le thème a été traité, mais il est souhaitable qu'elle tende ultérieurement à ce but en mobilisant de nombreux collaborateurs qui permettront de relever un tel défi.

## Sens strict et sens large
Depuis la Poétique d'Aristote, anagnorisis est un terme technique du langage littéraire et plus précisément narratologique. Au sens propre, il désigne l'action de reconnaître (ἀναγνωρίζειν : « connaître en remontant » [sens de la préposition grecque ἀνά], en remontant aux sources de l'erreur, à la situation antérieure à la méprise), et très exactement la reconnaissance en train de s'accomplir ; il est peu employé dans cette acception après Aristote, et les Anciens lui préfèrent presque toujours ἀναγνωρισμός / anagnorismos pour désigner proprement le thème littéraire de la reconnaissance. L'anagnorismos est le résultat de l'action récognitive, la reconnaissance accomplie, laquelle est toujours celle d'une personne méconnue, jamais (contrairement à ce qui se produit parfois pour le terme anagnorisis) la prise de conscience rétrospective d'une erreur, propriété que les tenants modernes du sens large oublient trop souvent. Le sens large est admissible tant qu'on parle de la Poétique d'Aristote, mais ne l'est plus dès qu'on pense en termes d'Histoire littéraire et que l'on tient compte du jargon des Anciens. L'anagnorisis/anagnorismos en matière de narratologie post-aristotélicienne désigne donc exclusivement, au moins depuis Ménandre, le moment, dans un récit de fiction ou dans une pièce de théâtre, où un personnage ayant quitté son milieu d'origine et ayant changé d'aspect au point de devenir méconnaissable, est enfin identifié par un parent, un conjoint ou un proche qui ne l'avait pas reconnu initialement. Cette découverte se produit assez souvent au terme d'une scène tendue qui tient le spectateur ou le lecteur en suspens : elle met alors fin à un quiproquo exaspérant pour le public informé de la vérité, périlleux ou scabreux pour les intéressés, et qui aurait dû entraîner un crime particulièrement impie (meurtre familial ou inceste). Les retrouvailles que déclenche l'anagnorisis donnent lieu habituellement à de grandes effusions de tendresse (exclamations, embrassements, larmes de joie, etc.).

Un passage de la Poétique d'Aristote (11, 1452a, 33-36) envisage une extension de sens du mot anagnorisis appliqué à un objet ou bien au fait de découvrir qu'une action a été (ou n'a pas été) accomplie par quelqu'un. Cette acception large et dérivée s'oppose à la définition précise (précision exprimée par l'adverbe μάλιστα dans la phrase suivante) de l'anagnorisis comme d'un procédé bien adapté (ou intégré) « à l'histoire, c'est-à-dire à l'action » : ἡ μάλιστα τοῦ μύθου καὶ ἡ μάλιστα τῆς πράξεως (Poétique, 11, 1452a, 36-37). Même s'il est possible, et sans doute stimulant, d'étendre le sens du terme, ou de l'approfondir — comme cela parfois a été fait pour les comédies de Ménandre, ou bien à travers le concept de « reconnaissance intérieure » (inner recognition) désignant la révélation du vrai caractère à travers l'action —, les Modernes n'ont généralement pas opté pour cette acception élargie et préfèrent le plus souvent (indéniablement au bénéfice de la clarté) limiter l'emploi du terme anagnorisis, ou de sa traduction « reconnaissance », à la découverte tardive d'une identité dissimulée, ce qui est le sens exact et unique du mot anagnorismos ; ou bien de ne parler que d'anagnorismos quand il s'agit du motif littéraire, et de bien préciser, lorsqu'on use du terme conceptuel « anagnorisis », si on le fait stricto sensu ou lato sensu. 

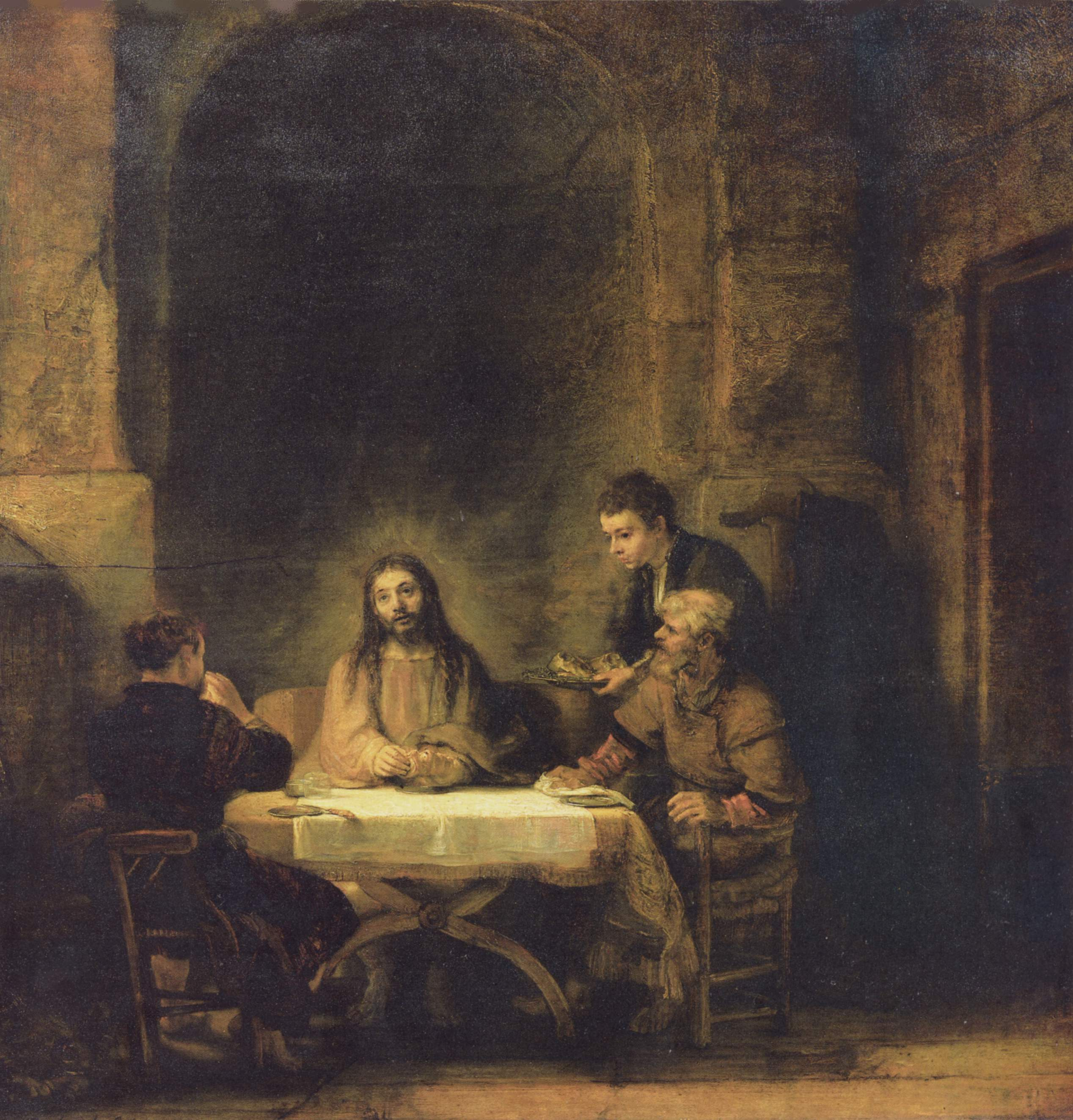
Le Christ se fait reconnaître par les deux pèlerins à Emmaüs. Tableau de Rembrandt van Rijn (1648). Paris, Musée du Louvre.

L'expression moderne « scène de reconnaissance » ne devrait être employée que pour l'anagnorismos proprement dit ; il est très discutable, par exemple, de l'appliquer à l’Hélène d'Euripide, pièce qu'Aristote, du reste, ne cite jamais dans ses propos sur l'anagnorisis. De même, le passage de l’Évangile selon Jean où l'incrédule Thomas est invité par Jésus ressuscité à toucher du doigt ses blessures, n'est pas une scène de reconnaissance, malgré l'importance que prend ici la révélation de l'identité véritable (anagnorisis si l'on veut, mais au sens large) dans l’Évangile de Jean. En revanche, le récit de la rencontre et du repas d'Emmaüs qu'on lit dans l’Évangile selon Luc offre bien une scène de reconnaissance stricto sensu, où l'anagnorisis — que les esprits religieux préféraient appeler épignose —, survient au moment de la fraction du pain (24, 31-32).

## La définition aristotélicienne
L'anagnorisis a été théorisée par Aristote dans sa Poétique, aux chapitres 11, 14 et 16. Le Stagirite la considère comme une des trois parties constitutives du mythos, c'est-à-dire de l'histoire racontée, les deux autres parties étant la péripétéia (« péripétie » ou plus exactement « coup de théâtre ») et le pathos (« événement pathétique » ou « effet violent »). Il définit d'emblée l'anagnorisis d'un point de vue à la fois intellectuel et social (plutôt que psychologique) : elle est « un renversement (μεταβολή) qui fait passer de l'ignorance à la connaissance, ou bien à l'alliance ou à l'inimitié, dans la catégorie des renversements définis par référence au bonheur ou au malheur » (Poétique, 11, 1452a, 29-30). Le « renversement » tel que le conçoit Aristote n'est pas seulement intellectuel et interne au personnage, il influe sur l'action, et c'est même là, sans doute, son utilité principale : « La plus belle reconnaissance, c'est lorsque les péripéties se produisent simultanément, ce qui arrive dans l’Œdipe »,,
Cette reconnaissance est tantôt unilatérale (quand l'identité d'un des deux personnages est connue de l'autre dès le début), tantôt bilatérale, lorsque chacun des deux découvre l'identité réelle de l'autre (Aristote, Poétique, 11, 1452b, 3-7). Aristote ne cite d'exemple (Iphigénie en Tauride, Aristote, Poétique, 5-8) que pour la reconnaissance bilatérale en deux temps, donc (en fin de compte) seulement pour la succession de deux reconnaissances unilatérales. L'anagnorisis mutuelle simultanée (type Éthra et ses petits-fils dans l’Iliou persis ou Télégonos dans le Cycle épique) ne suscite de sa part aucun commentaire. Aristote privilégie l'intellect et surtout l'action dramatique, et cela dans une perspective « cathartique » ; il ne semble guère s'intéresser à la dimension scénique et actoriale du théâtre.
Le Stagirite se réfère évidemment aux genres littéraires connus de son temps, essentiellement l’épopée et la tragédie. Se réservait-il d’examiner aussi sous ce rapport, dans le second livre (perdu) de sa Poétique, la comédie ? La perte de cette partie de l'œuvre ne permet pas d'en être sûr. Richard Janko, pour sa part, incline à répondre négativement à cette question : il pense qu'Aristote ne traitait dans son second livre que de l'Ancienne Comédie, où, comme on sait, l'anagnorisis était rare.
Aristote hiérarchise nettement les procédés de reconnaissance. Il fait peu de cas de l'anagnorisis consistant dans un « simple artifice du poète » et qui se fonde sur des objets de reconnaissance montrés au bon moment (Poétique, 16, 1454b, 30-31) : de tels expédients lui paraissent « dépourvus d'art » (ἄτεχνα / atechna), et il leur préfère la reconnaissance « qui résulte des faits eux-mêmes » (16, 1455a, 17-18), c'est-à-dire celle qui est amenée naturellement par l'intrigue de la pièce, comme dans l’Œdipe roi de Sophocle ou dans l’Iphigénie en Tauride d'Euripide (id., ibid.).

Iphigénie reconnaît Oreste et Pylade. Gravure de H. Romberg (1827) pour l’Iphigénie en Tauride de Goethe (1779).

 Pour comprendre cette axiologie, il faut la rapporter à la conception aristotélicienne de l'essence de la tragédie, qui repose sur les notions de mimesis (« imitation » ou « représentation ») et de catharsis (concept très discuté : « élimination par purgation » / « soulagement », ou bien « décantation », ou encore « action purifiante » etc. ?). La bonne anagnorisis est celle qui, n'étant pas amenée d'une façon gratuite ou fortuite mais au contraire « selon la vraisemblance ou selon un enchaînement inéluctable » (11, 1452a, 24 : κατὰ τὸ εἶκος ἢ ἀναγκαῖον), favorise le mieux la catharsis des passions (pitié et peur). Mais l'aspect intellectuel se révèle également capital dans la reconnaissance telle que la définit Aristote : l'anagnorisis étant passage de l'ignorance à la connaissance (11, 1452a, 30 : ἐξ ἀγνοίας εἰς γνῶσιν), ou de l'erreur à la vérité, elle est non seulement objet de réflexion philosophique, mais encore acte philosophique en elle-même. Un auteur comme Ménandre — disciple de Théophraste et ami d'Épicure —, n'en eût pas disconvenu, qui conçut, pour incarner le Prologue de sa comédie La Tondue (où la reconnaissance joue un rôle essentiel), une personnification nommée Ignorance (Ἄγνοια). À cette victoire de la raison et de l'intelligence qu'est l'anagnorisis, le poète doit donner une occasion raisonnable et intelligible et ne pas la déclencher par caprice ou arbitrairement.

## Modalités de l'anagnorisis
La reconnaissance comme motif littéraire peut être ou représentée ou dite (racontée / mentionnée), en d'autres termes elle peut être l'objet soit d'une « scène de reconnaissance », soit d'un récit. Au théâtre, les dramaturges de tous les temps ont le choix entre ces deux formules : le tragique grec Euripide préfère la scène de reconnaissance (qui a lieu devant le public), le comique latin Térence préfère le récit de reconnaissance (faisant savoir au public l'événement survenu « en coulisse »). Les genres littéraires relevant du récit (épopée, roman, etc.) offrent eux-mêmes le choix entre d'une part un récit circonstancié et quasi scénique, et d'autre part un récit distancié ou une simple mention. De même, chaque auteur, indépendamment du genre choisi, est libre de mettre dans la « séquence de reconnaissance » (qui s'étend de la naissance du malentendu jusqu'à la solution de ce malentendu par l'acte récognitif) toute la tension et tout le pathos qu'il souhaite.
Dans la littérature antique et médiévale, la scène de reconnaissance, et plus généralement la thématique de la reconnaissance, tendent à prendre des formes stéréotypées.

### Les acteurs de l'anagnorisis
L'anagnorisis suppose une situation initiale où un personnage A rencontre un personnage B qui l'a connu jadis mais qui ne le reconnaît pas, pour telle ou telle raison (A est devenu adulte, ou a beaucoup changé, ou s'est déguisé, etc.). Appelons A « le méconnu » et B « le méconnaisseur ». L'anagnorisis fait passer le personnage A, volontairement ou non, du statut d'inconnu/méconnu à celui de reconnu, et le personnage B, du statut de méconnaisseur à celui de reconnaisseur. Dans l'anagnorisis bilatérale ou mutuelle, qu'on peut aussi appeler « double reconnaissance », A et B sont à la fois méconnu et méconnaisseur. Il peut exister aussi des situations d'ignorance bilatérale débouchant sur une anagnorisis unilatérale, quand un seul des deux personnages "masqués" découvre la véritable identité de l'autre.
Le changement de statut induit par l'anagnorisis modifie évidemment le sort de l'ancien méconnu, dans un sens ordinairement positif : reconnu par B et par les siens, A retrouve son environnement naturel et favorable (famille, conjoint, proches, amis...). Souvent, sa reconnaissance tire le méconnu d'une situation délicate, dangereuse ou scabreuse, car en ne le reconnaissant pas, on le traitait ou on allait le traiter comme un étranger ou un ennemi : un étranger avec qui l'on allait s'unir (inceste évité), un ennemi qu'on allait tuer (parricide évité).
Reconnu et reconnaisseur peuvent être plus ou moins passifs. Il arrive qu'un personnage soit reconnu contre son gré, et qu'un autre reconnaisse à regret. Ce genre d'anagnorisis ne résout évidemment pas la crise, et peut même l'aggraver ou provoquer une crise là où il n'y en avait pas. Un tel cas de figure — à vrai dire très rare dans la littérature classique —, a été illustré avec éclat par Sophocle dans son Œdipe roi, où il s'agit plutôt, d'ailleurs, d'une auto-reconnaissance dans laquelle le fils de Laïos apprend sa véritable identité et sa double faute.
Le reconnaisseur n'est pas nécessairement unique. Dans l’Électre d'Euripide (v. 558-576), le vieillard aide grandement Électre à reconnaître Oreste ; dans les comédies de Térence, le processus de reconnaissance est souvent une entreprise collective.
Notons enfin que, si le reconnu est toujours un être humain dans les textes littéraires, il arrive parfois que le reconnaisseur soit un animal : un chien — comme Argos dans l’Odyssée (17, 291-327) ou Husdent, le braque de Tristan, dans la Folie Tristan de Berne (fin du XIIe siècle) —, ou un cheval, comme dans Guillaume de Palerne (début du XIIIe siècle), où le héros est reconnu non point par son père, le roi de Rome, mais par la monture de ce dernier, Brunsaudebruel.

### Les vecteurs de l'anagnorisis
L'anagnorisis peut s'effectuer soit au moyen d'une déclaration (« Je suis un tel ») — condition rarement suffisante car le méconnaisseur, sceptique, demande alors des preuves (en grec τεκμήρια / tekmeria, σύμβολα / symbola, etc.) —, ou d'un récit convaincant (contenant le détail révélateur ou les preuves d'identité), prononcé tantôt à dessein par un personnage voulant que la vérité éclate, soit (cas le plus fréquent) en vertu d'un heureux hasard et sans volonté anagnoristique, soit à l'issue d'une enquête menée par un ou plusieurs personnages, soit enfin par la perception ou l'exhibition d'un signe (σημεῖον / sêmeion) ou d'un objet révélateur (γνώρισμα / gnôrisma). Ce dernier est tantôt un objet concret, tantôt une marque corporelle. Aristote, nous l'avons dit, catalogue comme factices et « sans art » à la fois l'anagnorisis par déclaration et celle qui résulte d'un signe (Poétique, 16, 1454b, 20-21 et 30-32), et il note la fréquence de la seconde (« celle qu'on utilise le plus souvent, faute de mieux » : ibid., 20-21).

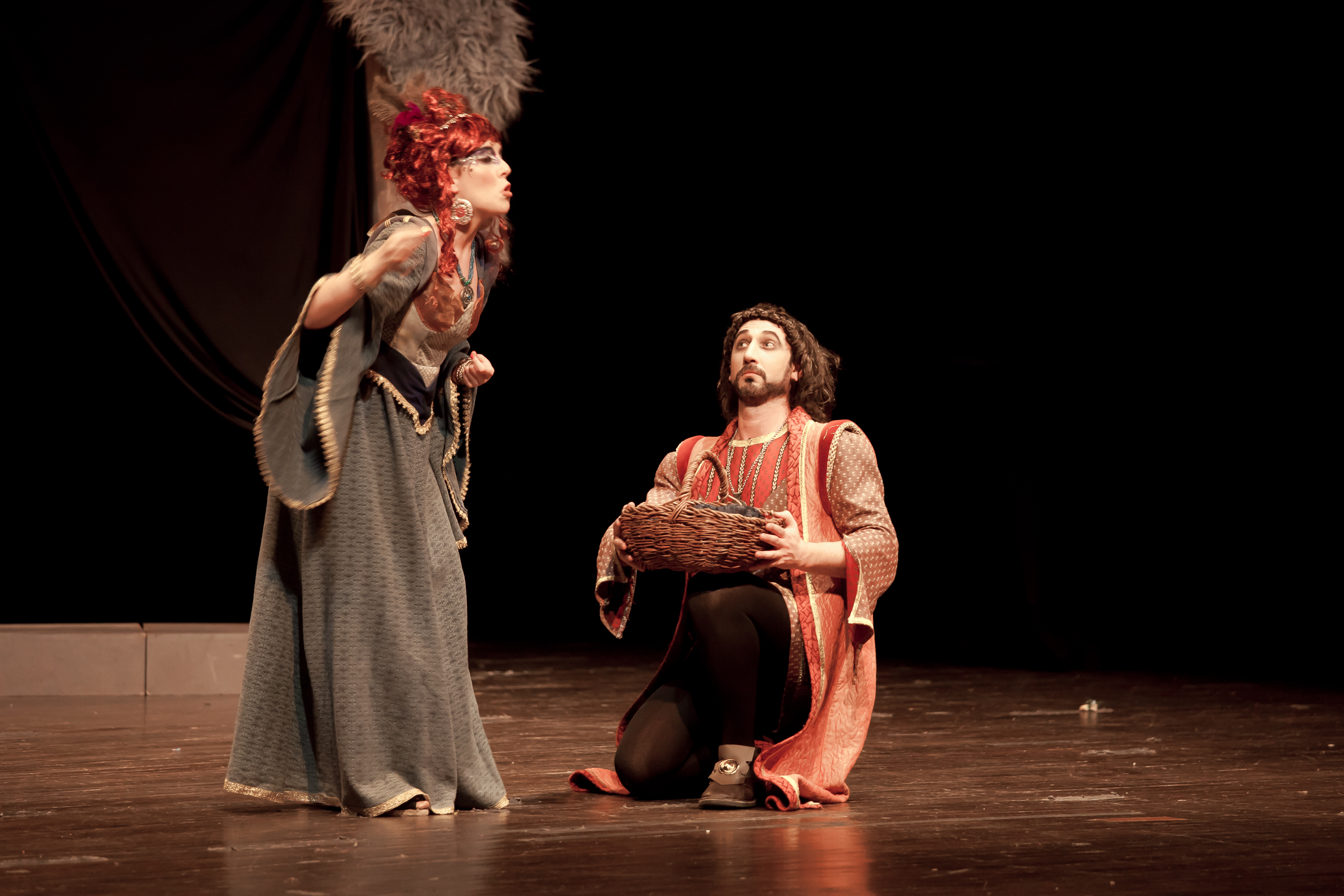
Représentation de la Cistellaria de Plaute à Madrid, sous la direction de Susana Verdú (juillet 2011).

Dans certains cas, la reconnaissance est l'aboutissement d'une enquête ou d'une recherche de la vérité, même quand cette recherche doit beaucoup au hasard et à d'heureuses coïncidences. L'investigation peut être menée par une partie prenante, un chercheur de vérité conscient et actif, comme Œdipe dans l’Œdipe roi de Sophocle, Chrysothémis et Électre dans Électre du même poète, l'héroïne seule dans la pièce homonyme d'Eschyle ou encore le vieillard Hégion désireux de retrouver ses deux fils dans les Captifs de Plaute. Dans la comédie, il n'est pas rare que l'enquêteur-type soit un esclave (ou une personne de rang inférieur) intelligent et dévoué, comme la courtisane Habrotonon dans l’Arbitrage de Ménandre, Lampadion dans la Cistellaria de Plaute ou Messénion dans les Ménechmes du même auteur (v. 1081-1134).
L'anagnorisis par enquête n'exclut aucunement le recours aux signes et objets de reconnaissance (gnôrismata), au moins à titre de confirmation, encore que ceux-ci puissent parfaitement être mentionnés ou vus par les personnages en dehors de tout contexte d'investigation et d'une manière fortuite ou plutôt quasi providentielle. Le gnôrisma est un accessoire très fréquemment utilisé dans les histoires de reconnaissance, tous genres littéraires confondus et à toutes les époques. Quand il prend la forme d'un objet matériel, il peut être humble ou luxueux, mais, quelle que soit sa nature, il se révèle toujours « parlant » et certain, dans la mesure où il est lié personnellement à l'individu méconnu et à lui seul : jouet d'enfant, hochet, berceau (ou plus exactement moïse), vêtement de bébé, étoffe rare, bague, bracelet, cachet ou sceau, cadeau exceptionnel… La boucle de cheveux qu'Oreste se coupe et dépose en offrande sur le tombeau d'Agamemnon, et qui prépare sa reconnaissance par Électre, se trouve d'abord dans l’Orestie de Stésichore, puis sert à Eschyle (Choéphores, 168-200), lequel à son tour est imité par Sophocle (Électre, 900-906) et, non sans de cinglantes critiques, par Euripide (Électre, 90-91, 515, 520-531) ; elle inspire enfin au comique Aristophane une comparaison évidemment un peu moqueuse (Nuées, 534-536). Dans le cas — cher aux dramaturges et aux romanciers — des enfants abandonnés à la naissance ou en bas âge, l'objet identificateur fait partie de ceux qu'on a volontairement laissés auprès du nouveau-né au moment de l'« exposition » (ἔκθεσις, en latin expositio).

Le signe révélateur physique est le plus souvent une marque corporelle (tache de naissance, nævus, cicatrice, etc.). La cicatrice, en particulier, eut une belle fortune littéraire. Sa vertu anagnoristique fut prouvée/éprouvée d'abord par l'Ulysse d'Homère, et cela à trois reprises (Odyssée, 19, 388-393 ; 21, 217-221 ; 24, 331-332) : elle est le souvenir, au-dessus du genou, des boutoirs d'un sanglier poursuivi jadis par le héros sur le Mont Parnasse. 

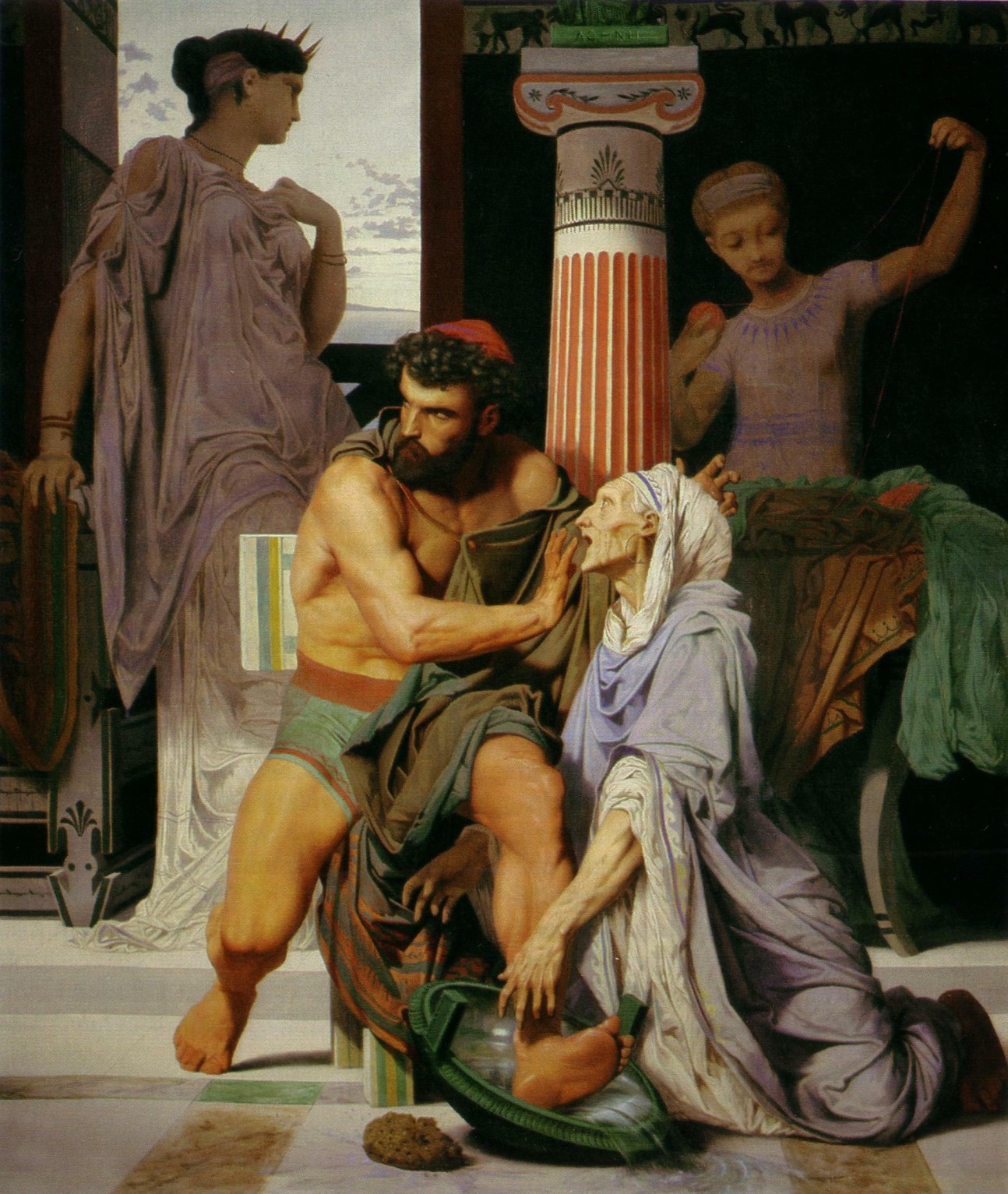
Euryclée reconnaît Ulysse à sa cicatrice. Tableau de Gustave Boulanger (1849). Paris, École Nationale Supérieure des Beaux-Arts

Ce thème odysséen inspira nombre d'auteurs postérieurs, avec des variations dans l'origine et la localisation. La cicatrice probante émigre à proximité du sourcil pour l'Oreste d’Euripide, chez qui elle est le stigmate d'une chute survenue en chassant un faon (Électre, 573-575); elle redescend sur la main gauche de l'Agorastoclès du Poenulus (v. 1072-1075) de Plaute, qui la doit aux dents d'un singe et dont elle confirme l'identité devant son oncle Hannon ; elle remonte jusqu'au cou du général Placidas/Eustathe alias « saint Eustache », identifié grâce à cette blessure de guerre d'abord par les soldats envoyés à sa recherche, puis par son épouse (Vie de saint Eustathe [BHG 641], II, 14. 17) ; et ainsi de suite pour une longue série de personnages de tous les temps et de divers genres littéraires.
Les signes révélateurs devinrent un lieu commun, et par là un instrument de rivalité ou un sujet de compétition entre les dramaturges, voire l'occasion d'une parodie comique comme dans le cas de la morsure de singe imaginée par Plaute. Euripide, dans la scène d'anagnorisis de son Électre, fait critiquer par l'héroïne elle-même le manque de vraisemblance des « preuves » imaginées par Eschyle dans ses Choéphores. Bien entendu, Euripide ne nomme pas Eschyle, mais il le fait en quelque sorte parler par la bouche du gouverneur d'Agamemnon, un vieillard un peu niais ou un peu gâteux pour lequel des boucles de cheveux ou des empreintes de pieds sont des indices sûrs permettant d'identifier le visiteur comme une personne du même sang qu'Électre (Électre, v. 509-523), et qui s'attend naïvement à voir Oreste adulte porter encore sur lui les vêtements d'enfants que sa sœur autrefois lui avaient tissés et brodés (v. 538-540). La réfutation plutôt sèche que fait Électre de ces tekmeria si fragiles (v. 524-531 pour cheveux et traces, et 541-546 pour l'étoffe) vise en réalité, avec une irrévérence patente et sans doute une bonne dose de mauvaise foi, l'auteur des Choéphores.

### Les enjeux de l'anagnorisis
L'anagnorisis restitue à un individu son identité aux yeux des autres et parfois même à ses propres yeux. Son enjeu n'est donc rien de moins qu'une nouvelle vie : nouveau nom, nouvelles relations familiales et sociales, nouveau statut, ou retour à toutes ces réalités après une période où elles avaient été mises entre parenthèses.
En soi, ce changement radical n'exige pas comme préalable un contexte terrible, une situation de menace ou de grand péril à laquelle il apporterait un remède ou une réponse. Dans l'histoire du retour d'Oreste vengeur d'Agamemnon, illustrée au théâtre par les Choéphores
d'Eschyle, l’Électre d'Euripide et celle de Sophocle, la reconnaissance d'Oreste par sa sœur, qui a lieu assez tôt dans l'intrigue des deux premières pièces, et qui n'en constitue dans aucune des trois le dénouement, n'a guère d'enjeu pour le statut du personnage. Ses retrouvailles privées avec Électre ne réhabilitent pas Oreste et ne transforment pas davantage sa sœur, qui reste passive et ne devient rien de plus qu'une complice non indispensable. Quelles que soient les différences de son caractère d'un dramaturge à l'autre (par exemple sa plus ou moins grande fermeté), Oreste n'a pas besoin d'être reconnu d'Électre pour accomplir sa vengeance.
Dans leur quête essentielle (du moins selon Aristote) de coups de théâtre et d'effets violents, les dramaturges ne pouvaient se contenter longtemps d'une anagnorisis purement sentimentale. Le goût croissant pour le pathétique spectaculaire, qui gagna aussi l'épopée post-homérique, inspira l'idée de placer le méconnu en danger de mort, de crime ou de faute grave (inceste). On donna volontiers dans la surenchère. Non content de mettre Oreste à deux doigts d'être immolé par sa sœur dans Iphigénie en Tauride, Euripide, dans Ion, combine les situations de victime et de bourreau : Ion méconnu manque d'être empoisonné par sa mère méconnue Créüse, puis veut punir de mort celle-ci pour une telle tentative d'homicide. Nous avons vu plus haut avec quelle ingéniosité « le plus tragique des poètes » se complut à de telles situations, qui donnait pleine satisfaction aux amateurs de sensationnel. L'imminence du crime familial engendrait une extrême émotion dans le public, et faisait attendre avec angoisse la reconnaissance. Plutarque en est témoin à propos de la scène du Cresphonte qui avait déjà frappé Aristote, celle où Mérope a déjà levé sa hache pour frapper son fils Æpytos, qu'elle n'a pas reconnu et prend pour le meurtrier de son fils : les spectateurs bouleversés se levaient soudain dans les gradins. Mais Euripide lui-même ne faisait que sacrifier à une tendance illustrée avant lui par Eschyle et par Sophocle, auteurs chacun d'une tragédie intitulée Les Mysiens et ayant pour sujet les dangereuses retrouvailles d'Augé avec son fils Télèphe. Dans cette intrigue déjà marquée par la surenchère, on faisait craindre au spectateur une superposition des deux transgressions suprêmes, l'inceste et le meurtre du fils : la reconnaissance, survenant quand Télèphe et sa mère ont déjà franchi le seuil de la chambre nuptiale, prévient à la fois les deux fautes, puisque Augé voulait tuer son nouvel époux sitôt l’union consommée.

Dans la comédie antique, le contexte est évidemment fort différent, du moins en principe. Le thème de la mise en danger faute d'anagnorisis n'est pas absent, et Aelius Donatus, dans son commentaire sur les pièces de Térence, mentionne le periculum auquel sont exposés les personnages non encore reconnus, mais ses occurrences sont moins paroxystiques : chez Plaute, Hégion compte seulement tuer à la tâche, de mort lente, l'esclave qu'il fait travailler comme carrier et dans lequel il n'a pas encore reconnu son fils Tyndarus (Captivi, v. 728-753), ou encore Daemones voit avec indifférence une jeune naufragée, qui est en réalité sa fille Palaestra, échapper de justesse à la noyade (Rudens, v. 162-183). Toutefois, l'essentiel est ailleurs. La révélation de la véritable identité par l'anagnorisis comique a le plus souvent pour effet de rendre possible le mariage espéré par le jeune homme (autour duquel est généralement construite l'intrigue) ou parfois, à l'inverse, de rendre impossible une union (redoutée ou désirée): elle établit que la jeune fille convoitée, jusqu'alors inaccessible en raison de son statut d'esclave ou de sa pauvreté d'orpheline présumée, est en réalité de naissance libre et a pour père un personnage riche et de haut rang, en général un citoyen d'Athènes. Ce faisant, l'anagnorisis contribue à la réconciliation ou à l'union de maisons jusqu'alors ennemies. 

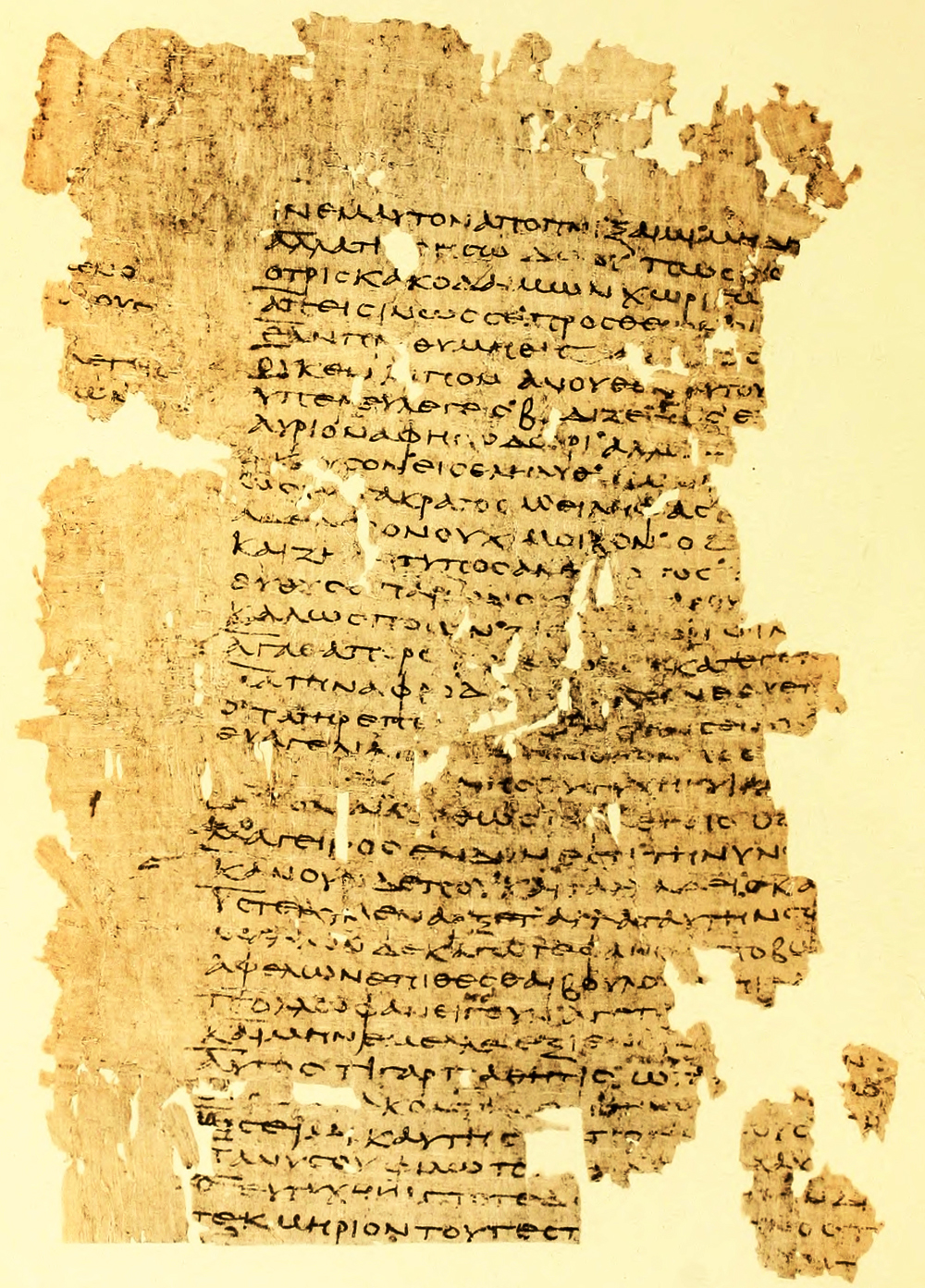
Fragment de la Tondue de Ménandre (v. 396-430) dans un papyrus d'Oxyrhynque (P. Oxy. II 211).

Ainsi, dans la Tondue (Περικειρομένη) de Ménandre, Polémon peut épouser Glykéra, qui s'est révélée être la sœur de Moschion et la fille de Pataikos, riche Corinthien. Imitateurs de la Nouvelle Comédie grecque, les Latins ne furent pas plus de reste sur ce point que sur les autres : l'anagnorisis a de semblables conséquences matrimoniales chez Plaute, notamment dans la Casina (Euthynicus peut épouser Casina), le Curculio (Phaedromus / Planesium) ou le Rudens (Pleusidippus / Palaestra), et chez Térence, dans l’Andrienne (Pamphilus / Glycerium) ou l’Eunuque (Chaerea / « la jeune fille »).
Il arrive cependant à la reconnaissance comique de perpétuer le thème tragique de l'inceste évité : l'anagnorisis survenue à point nommé épargne ainsi au vieux paysan d'épouser sa fille dans le Laboureur (Γεωργός) de Ménandre, ou au jeune Stratippoclès d'épouser sa sœur dans l’Epidicus de Plaute. Dans la Tondue, Ménandre joue assez subtilement avec l'idée d'une pulsion incestueuse unilatérale et contrôlable : l'esclave Glykéra (tout comme les spectateurs, dès le prologue) sait que Moschion est son frère, mais, comme elle croit que leur extraction commune est obscure et misérable, ne souhaite pas le lui révéler, pour le laisser dans l'illusion qu'il est issu d'une famille noble et riche ; elle n'en fréquente pas moins tendrement le jeune homme (qui quant à lui, dans son ignorance, est certainement amoureux d'elle). Ayant été surprise dans les bras de Moschion, elle est tondue par son rude maître Polémon en proie à une jalousie infondée. Les péripéties se succèdent jusqu'au moment où l'on découvre la vérité avec le vieux Pataikos, qui comprend que Glykéra et Moschion sont ses enfants et permet au bouillant (mais non point méchant) Polémon d'épouser Glykéra, désormais dotée.

### Gestuelle et pathos anagnoristiques
Dans les genres littéraires relevant du récit (le théâtre étant donc exclu), s'instaura un code descriptif du comportement et des émotions jugés adéquats aux scènes de reconnaissance. La tradition épique, de l’Odyssée à Quintus de Smyrne, tendit ainsi à traduire l'anagnorisis par une gestuelle pathétique et larmoyante. Les personnages d'Homère pleurant volontiers, même les héros, comme on sait, il n'y a pas lieu de s'étonner de les voir verser force larmes chaque fois qu'ils retrouvent un être cher après une longue séparation. De plus, loin de se garder du stéréotype, l'aède se complaît dans une phraséologie répétitive. Ainsi, pour exprimer la longue durée des sanglots de retrouvailles, il use de la formule récurrente καί νύ κ' ὀδυρομένοισιν ἔδυ φάος ἡελίοιο (« Et ils auraient sangloté de la sorte jusqu'au coucher du soleil » : Odyssée, 16, 220 ; 21, 226 ; cf. 23, 241).
Les scènes d'anagnorisis du théâtre comportent elles aussi des conventions gestuelles (qu'on peut déduire des propos échangés) et surtout des exclamations récurrentes et formulaires, dont la plus fréquente est sans doute Ἔχω σε, « Je t'ai ! » (c'est-à-dire : « Tu es dans mes bras »), qui passe de la tragédie à la comédie, puis au roman grec profane et de là au roman chrétien que sont les Homélies pseudoclémentines. Ces brèves exclamations pouvaient être, à l'occasion, prolongées dans des discours célébrant la puissance des sentiments familiaux. Vers la fin de l’Arbitrage de Ménandre, l'esclave Onésimos (v. 765-766) déclame deux vers de l’Augé (perdue) d'Euripide (« Ainsi l'a voulu la nature, qui ne se soucie en rien des lois ; c'est même pour cela que la femme est naturellement constituée »), et menace plaisamment l'avide vieillard Smikrinès, qui ne veut pas croire que l'enfant soit celui de son fils et de sa bru, de lui réciter toute la tirade de l'héroïne (v. 767 : τραγικὴν ἐρῶ σοι ῥῆσιν ἐξ Αὐγῆς ὅλην). Malheureusement pour nous, il ne met pas sa menace à exécution.
L'aspect larmoyant des retrouvailles s'accentue dans le roman d’époque impériale, où les pleurs dans l'anagnorisis non seulement ne font jamais défaut, mais tendent même — tant le roman antique est tributaire de l'esthétique du théâtre —, à devenir des rituels collectifs et publics auxquels s'associe « la foule » (spectateurs ou citoyens), comme on le voit chez Chariton (VIII, 6, 8) quand Hermocrate retrouve sa fille Callirhoé qu'il croyait morte. Même « publicité » et même théâtralisation de la reconnaissance chez Héliodore (X, 16, 1-2), avec une longue analyse des sentiments éprouvés, sous les yeux de leurs sujets, par les royaux parents de Chariclée : trouble extrême chez Persinna, émotion contenue chez son époux Hydaspe. La scène est plus intime, mais non moins pathétique, dans l’Histoire d'Apollonius roi de Tyr avec d'abord la reconnaissance d’Apollonius et de sa fille (chap. 45), puis celle du même roi et de son épouse (chap. 49).
Cette propension à « donner en spectacle » l'émotion se retrouve chez les hagiographes, et pas uniquement dans les passages qui, comme celui des retrouvailles de Clément et de Mattidia, semblent calquer un modèle profane. Ainsi, l'auto-révélation de sainte Eugénie jusqu'alors travestie en « abbé Eugène » — scène étonnante où l'héroïne, pour prouver qu'elle est une femme, et donc qu'elle est innocente du viol dont on l'accuse, dévoile publiquement ses seins et son identité au préfet qui la juge, et qui n'est autre que son père —, a lieu devant la foule, dans un tribunal plein à craquer. Quant aux récits où l'anagnorisis reste privée et intime, ils n'en insistent que plus sur la gestuelle pathétique, dont l'évocation tend alors à se figer en formules stéréotypées.
Dans le type hagiographique de l’anagnorisis après dissimulation unilatérale, la réaction ordinaire est la stupeur, comme chez le père de sainte Apollinaria et celui de sainte Hilaria; dans les reconnaissances in articulo mortis, représentées par sainte Euphrosyne et saint Jean Calybite, l'étonnement est douloureux et la consternation devient prostration, tandis que la douleur débouche sur de longs thrènes fortement rhétoriques dans les diverses recensions byzantines de la Vie de saint Alexis. Ailleurs, ce ne sont que larmes de bonheur, exclamations de joie, étreintes passionnées. L'évanouissement sous l'effet de l’émotion (qui faisait aussi partie des scènes de retrouvailles du roman grec), est présent dans quatre des douze textes hagiographiques les plus anciens et traduit tantôt une joie excessive, tantôt une douleur intolérable. Dans toutes les pièces considérées, l’anagnorisis s’accompagne évidemment de larmes.
Toujours dans le corpus hagiographique, certaines réactions s’enchaînent d'une façon constante d’un texte à l’autre, selon une sorte de rituel à peu près invariable. On se « tombe sur le cou » (sic : ἐπιπίπτειν ἐπὶ τοῦ τραχήλου) ; on s’étreint (περιπλέκειν) ; on se couvre de baisers (καταφιλεῖν) ; on pleure (δακρύειν, κλαίειν) ou plus précisément on pleure sur (δακρύειν ἐπὶ) le parent retrouvé ; enfin, l’on rend gloire (ou grâces) au Dieu bienfaisant qui a voulu ces retrouvailles. Plusieurs textes comportent entre eux de frappantes affinités gestuelles et lexicales. On se lève (ἀνιστάναι) dans Eustathe (2e reconnaissance), Xénophon (2e), Phocas ; on s’étreint dans Eustathe (2e et 3e), Xénophon (2e), Phocas ; on tombe ou pleure « sur le cou » dans Eustathe (3e), Hilaria, Jean Calybite et Xénophon (2e, avec seulement l’étreinte du cou) ; on se couvre de baisers dans Eustathe (1er, 2e et 3e) et dans Xénophon (2e).

En dépit de quelques ressemblances avec les scènes analogues des romans profanes, il est clair que deux modèles étrangers à la littérature païenne ont été utilisés par les hagiographes pour la représentation (choix et ordre des attitudes) et la rédaction (choix et forme du vocabulaire). La référence première est biblique : on a fondu (ou superposé) deux passages, l’un de l’Ancien, l’autre du Nouveau Testament. 

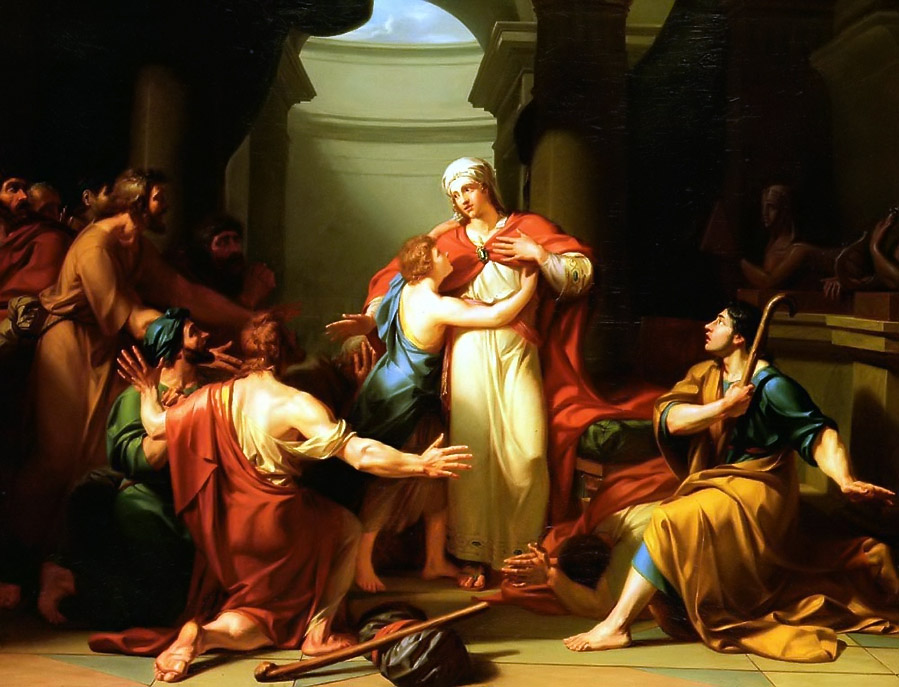
Joseph est reconnu par ses frères. Tableau de Jean-Charles Tardieu (1788). Paris, Hôpital Cochin.

 Le souvenir vétérotestamentaire est la reconnaissance de Joseph, fils de Jacob, et de ses frères, en particulier Benjamin, dans la Genèse (45, 3-15), seule scène d’anagnoris familiale que comporte l’Écriture : « Et il tomba sur le cou de Benjamin, son frère, et pleura sur lui, et Benjamin pleura sur son cou » (Genèse, 45, 14 dans la version des Septante). Un seul des textes hagiographiques antiques examinés à ce sujet renvoie explicitement à ce modèle vétérotestamentaire : la Vie copte d’Hilaria. Mais plusieurs autres de nos pieux auteurs l’ont manifestement à l’esprit et le mêlent à une scène néotestamentaire, celle des retrouvailles du « Fils prodigue » avec son père. On lit en effet dans ce dernier passage (Évangile selon Luc, 15, 20-21) : « Son père le vit et ses entrailles s'émurent : il courut, il lui tomba sur le cou et il le couvrit de baisers » (Εἶδεν αὐτὸν ὁ πατὴρ αὐτοῦ καὶ ἐσπλαχνίσθη, καὶ δραμὼν ἐπέπεσεν ἐπὶ τὸν τράχηλον αὐτοῦ καὶ κατεφίλησεν αὐτόν). Cette double réminiscence scripturaire caractérise la Vie de Jean Calybite et celle d’Eustathe dans sa 3e reconnaissance. Le second modèle, qui semble médiat (car il faut probablement le faire remonter, lui aussi, au double prototype biblique), est la deuxième reconnaissance du roman pseudoclémentin, celle qui réunit Faustinus et Faustinianus avec leur mère Mattidia : « Ils se levèrent (ἐγερθέντες) et la prirent dans leurs bras en versant force larmes et en la couvrant de baisers ». Aux gestes mentionnés dans le texte de la Genèse, le rédacteur des Homélies pseudoclémentines ajoute l’idée de « se lever » : « Tandis que la mère, comme Pierre l'y avait invitée, faisait ce récit, les enfants, qui l'écoutaient, n'y tenaient plus : ils se levèrent et se jetèrent dans ses bras en pleurant à chaudes larmes et en la couvrant de baisers. Elle s'écria : "Qu'est-ce que cela signifie ?". Pierre répondit : "Préparez votre esprit avec fermeté, pour jouir de vos enfants : car ces jeunes gens sont Faustinus et Faustinianus, vos fils (...)" ». Cette action de se lever (ἐγείρεσθαι) passa ensuite, par imitation et à travers un synonyme (ἀνιστάναι), dans les Vies d’Eustathe, de Xénophon et de Phocas.

### Fonction dramatique de la reconnaissance
Nous avons vu qu'Aristote, en matière d'anagnorisis, s'intéressait moins à la psychologie qu'à l'aspect intellectuel et surtout au pouvoir que possède la reconnaissance de faire avancer l'action en s'associant à un coup de théâtre (peripéteia). Cette fonction dramatique est à la discrétion du « scénariste » et ne se révèle jamais la même d'une œuvre à l'autre. Selon le type d'intrigue dans lequel elle s'insère, l'anagnorisis a une place et une importance très variables. Une telle variabilité s'observe même dans les cas de trame identique, tant la liberté de l'auteur est grande. Ainsi, la reconnaissance d'Oreste par Électre a lieu assez tôt dans l'action des Choéphores d'Eschyle et de l’Électre d'Euripide, deux pièces où le meurtre est le véritable sommet du mythos, mais elle est retardée dans l’Électre de Sophocle, où c'est avec elle que culmine l'intrigue, et où le personnage d'Électre n'a, pour parler franc, aucune utilité dramatique. Dans les intrigues où, en revanche, la reconnaissance survient dans un contexte grave, lorsque la méprise met en danger la vie ou la pureté du personnage (Iphigénie en Tauride ; Ion ; Cresphonte ; Mysiens ; Éthiopiques d'Héliodore ; Histoire d'Apollonius roi de Tyr ; Vie d'Abraham de Qiduna ; etc.), l'anagnorisis a bien sûr un effet résolutif : elle met fin à la crise et prévient l'irréparable, mais là encore, elle peut constituer ou ne pas constituer le point culminant de l'histoire. La comédie antique (Ménandre, Plaute, Térence) donne presque toujours — il y a bien sûr des exceptions —, une fonction conclusive à la reconnaissance, qui lève les obstacles et garantit une fin heureuse prenant généralement la forme d'un mariage, même si la nécessité de cet effet résolutif n'empêche pas certains auteurs de rechercher la variation et l'originalité, témoin Ménandre, et même si un comique comme Térence se plaît, avec ses intrigues doubles, à ne pas confier le rôle résolutif à la seule anagnorisis et à prolonger le dénouement. La fonction dénouante de l'anagnorismos se retrouve dans le roman grec, bien qu'il arrive parfois que la reconnaissance ne mette pas fin aux ennuis des héros, comme on le voit par exemple chez Chariton. L'hagiographie ancienne, en revanche, innove radicalement en faisant suivre les douces retrouvailles par un nouveau départ, un voyage ultime dont la destination est la sainteté. Cette sainteté se conquiert tantôt par le martyre commun, tantôt, chacun de son côté, par l'ascèse individuelle : l'anagnorismos hagiographique ainsi conçu « ne clôt plus le parcours du héros, mais le prolonge dans une direction nouvelle », qui se révèle finalement être la rencontre avec Dieu.

## L'anagnorisis par genre littéraire

### Épopée homérique
Les Grecs situaient l’origine de l’anagnorisis dans l’épopée, en pensant évidemment non pas à l’Iliade, qui ne comporte pratiquement aucune scène de reconnaissance, mais à l’Odyssée, où l'on en compte une petite quinzaine, impliquant presque toutes le héros Ulysse. La seule reconnaissance non odysséenne concerne Télémaque, reconnu par Ménélas et Hélène en 4, 138-154.

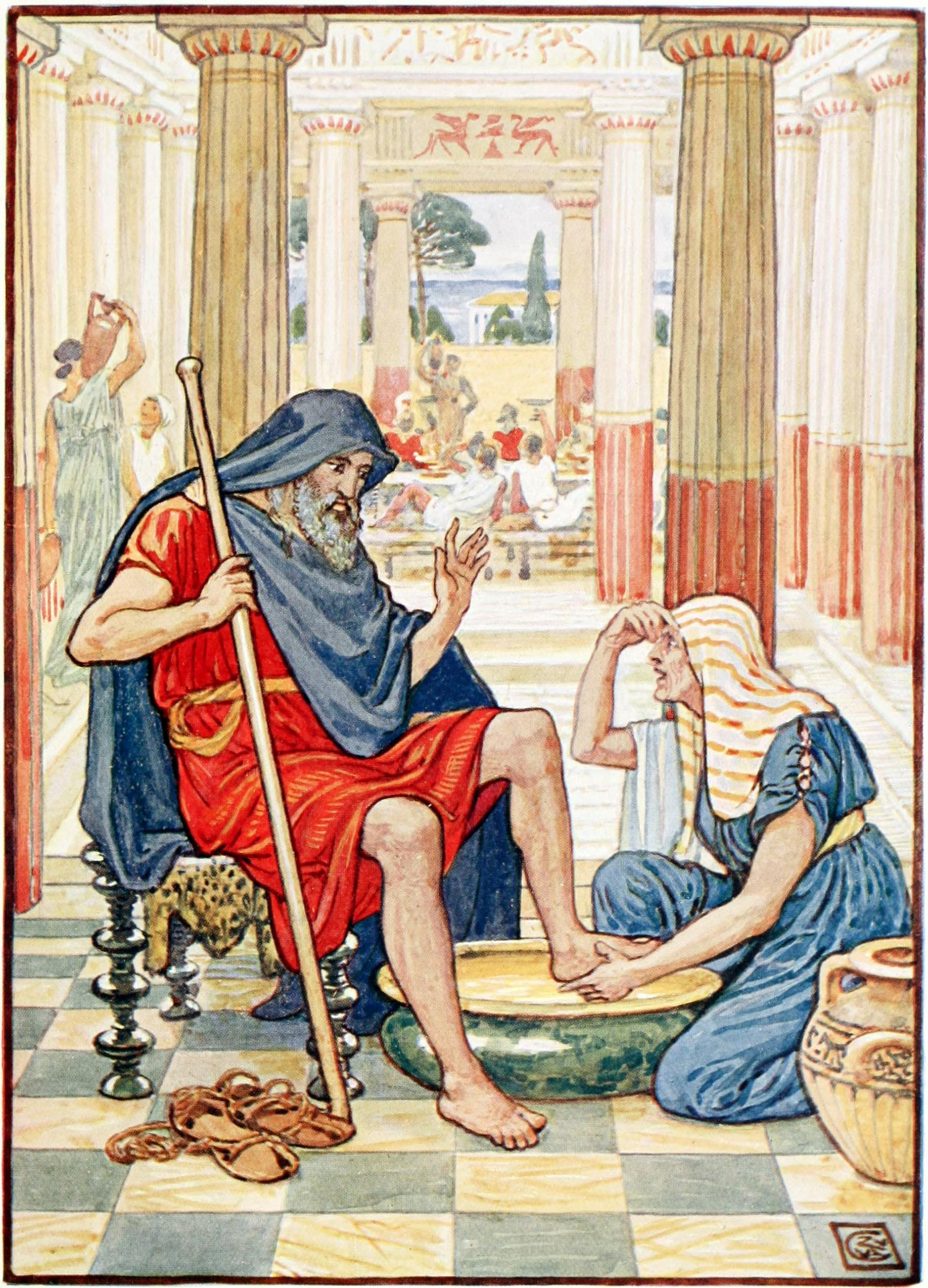
Euryclée reconnaît Ulysse. Illustration de Walter Crane (1845-1915) pour Mary McGregor, The Story of Greece told to Boys and Girls (New York, Frederick A. Stokes Co., 1914).

 Dans les autres, Ulysse est reconnu successivement par une série de personnages (que nous marquons d’un astérisque quand ils reconnaissent spontanément) : *ses compagnons, redevenus humains après avoir été métamorphosés en cochons par Circé (10, 395-399); les âmes des Enfers, notamment celle de sa mère Anticlée (11, 84-89 ; 152-154) ; Télémaque (16, 186-218 ; sur le conseil d’Athéna, qui a signifié à Ulysse qu’il était temps de se faire connaître de son fils, ibid., 167-171) ; *le vieux chien Argos (17, 291-327) ; *la vieille nourrice Euryclée (19, 386-475) ; le porcher Eumée et le bouvier Philétios (21, 188-227) ; les prétendants (22, 35-44 ; mais rien ne dit qu’ils aient déjà vu le roi d’Ithaque, disparu depuis vingt ans) ; *les servantes (22, 490-501) ; Pénélope (23, 85-110 et 173-240) ; Laërte (24, 226-348). L'avant-dernière reconnaissance donna son nom au chant XXIII « Anagnorismos d’Ulysse par Pénélope » (selon les scholiastes et Eustathe de Thessalonique).
Cette fréquence est une des marques distinctives de l’Odyssée, œuvre dont Aristote a pu dire qu’elle était « d’un bout à l’autre, reconnaissance » (Poétique, 24, 1459b, 15-16). On peut discuter l’expression « d’un bout à l’autre » dans la mesure où les reconnaissances odysséennes figurent presque toutes dans la quatrième partie de l’épopée, la Vengeance d’Ulysse ; mais il est incontestable que le récit tout entier (d’où peut-être le διόλου aristotélicien) tend à, et s’achève par, la reconnaissance du héros. En outre, les anagnoriseis odysséennes se signalent par leur ampleur, leur diversité et leur profondeur, qui offrent une riche matière au commentaire et à la critique.

Chacune de ces reconnaissances possède son caractère propre : cette diversité dans la fréquence épargne au lecteur la lassitude que pourrait provoquer la répétition et l’emploi de formules récurrentes. La plupart des reconnaissances sont voulues par le héros, mais non point celle du vieux chien Argos et d’Euryclée. 

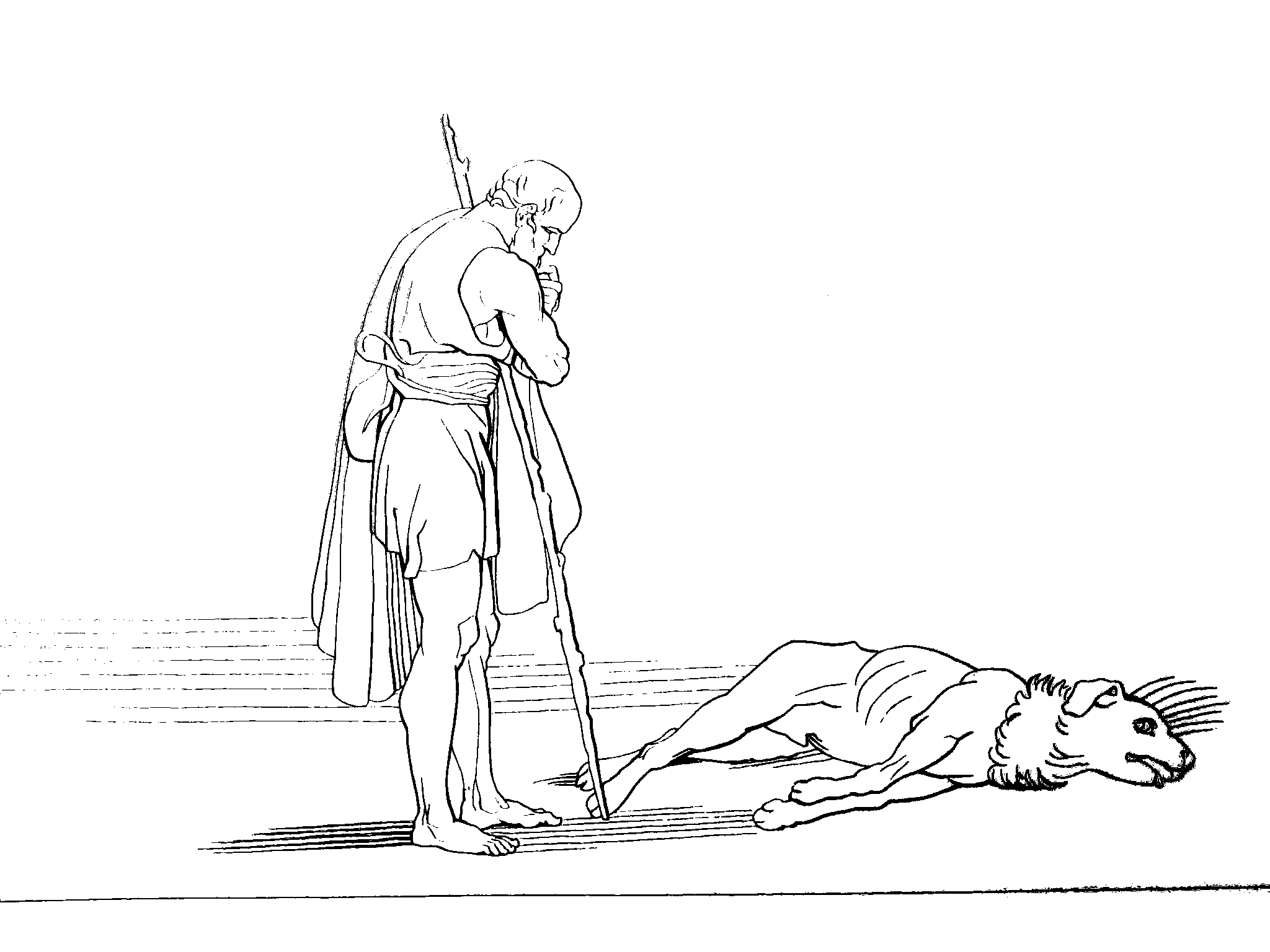
Le chien Argos reconnaît son maître Ulysse et meurt de joie. Dessin de John Flaxman (1835), dans The Odyssey of Homer. Houghton, Mifflin & Co., Riverside Press, vol. III, 1905, p. 124.

 Certaines sont des moyens (Ulysse a besoin d’alliés comme Eumée et Philoetios pour combattre les prétendants), tandis que la reconnaissance familiale (du moins celles de Pénélope et de Laërte ; celle de Télémaque est particulière, puisque Ulysse trouve aussi en son fils un allié) apparaît comme un but en soi.
L'anagnorisis devient un jeu subtil quand elle s'opère à mots couverts, sans que le reconnaisseur et le reconnu lèvent le masque (tel est le cas des retrouvailles entre Ulysse et Eumée), ou quand le reconnaisseur ne veut pas admettre illico qu’il a reconnu (Pénélope). La dissimulation et l’incrédulité réelle ou feinte pimentent ainsi la plupart des retrouvailles ; la spontanéité du chien Argos représente à cet égard une sympathique exception. Qu’il soit montré involontairement, spontanément ou sur demande, le signe de reconnaissance (γνώρισμα / gnôrisma) varie. La cicatrice qui convainc les serviteurs (Eumée, Philoetios et Euryclée) laisse la place à (ou est complété par) une preuve plus abstraite et plus individuelle, à savoir la mention d’une réalité connue seulement des deux protagonistes : le châlit inamovible d’Ulysse pour Pénélope ; les arbres donnés par Laërte à son fils. Dans les deux cas, ce γνώρισμα personnalisé rétablit l’intimité du rapport longtemps interrompu.
Le but d’Ulysse est, comme chacun sait, de rentrer chez lui et de retrouver les siens. Là se trouve son bonheur : « Oh non, rien n’est plus doux que patrie et parents...! » (9, 34-35). Il ne l’oublie jamais, ou presque (l’exception étant 10, 469-475), et chaque jour soupire après sa patrie, comme il le confie à Calypso (5, 219-220). Nonobstant toutes les interprétations subtiles qui en ont été données, l’Odyssée reste, au premier degré, le prototype du nostos (νόστος), l’épopée du retour au foyer, l'histoire de la reconquête d’une puissance et d’un bonheur essentiellement domestiques. Préalable indispensable, l’identification physique se révèlera malaisée : le héros est méconnaissable, après vingt ans d’épreuves et surtout après le vieillissement ou la transformation que lui fait subir Athéna (13, 429-438) ; en outre, on le croit mort. Pour comble de difficulté, un de ceux dont il veut se faire reconnaître ne l’a jamais connu : Télémaque, encore nouveau-né lorsque son père partit (4, 144-145). Mais il s’agit aussi d’une reconnaissance politique et sociale : le « roi » Ulysse entend recouvrer ses droits sur son domaine et sur sa femme, double objet des convoitises des prétendants.
Selon Aristophane de Byzance et Aristarque de Samothrace, l’Odyssée primitive avait son τέλος / télos — c’est-à-dire, selon toute apparence, sa fin —, au vers 296 du chant XXIII, donc après la reconnaissance d’Ulysse par Pénélope. Le nom antique de la partie qui lui faisait suite, ultime section du poème, était La Paix (d'après les scholiastes et Eustathe de Thessalonique) ou Chez Laërte (selon Élien). Bon nombre d’homérisants contemporains rejettent cette théorie alexandrine et considèrent la section en question comme partie intégrante du poème.

Ce débat entre partisans et adversaires de l’unité a pesé lourdement sur les recherches concernant la scène de reconnaissance entre Ulysse et Laërte (24, 226-360) : la question de l’authenticité conditionnait en effet l’étude des caractéristiques propres de la scène. Rappelons la substance et les caractéristiques de cette scène. 

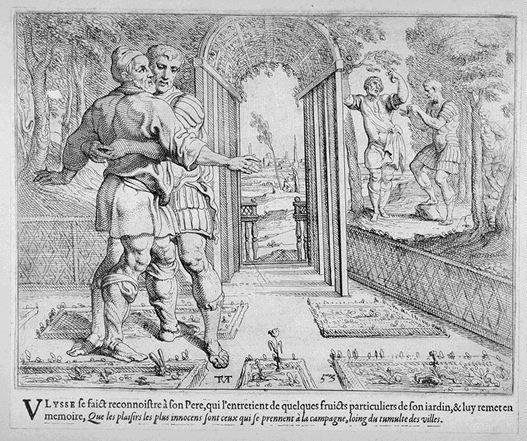
Ulysse se fait reconnaître par Laërte. Gravure de Theodoor van Thulden (1606-1669). San Francisco Museum.

Après ses retrouvailles avec Pénélope, au matin, le héros annonce sa décision de revoir son vieux père (23, 359-360), et l’exécution de cette intention n’est différée que par la deuteronekuya (24, 1-205). La scène de la visite (v. 205-360 si l’on s’arrête à la reconnaissance) commence par une brève description du domaine campagnard de Laërte ; Ulysse donne ensuite à ses compagnons l’ordre d’entrer dans la demeure pour préparer le repas, tandis que lui-même ira au jardin « mettre à l’épreuve » son père. Laërte s’y trouve en effet ; ses loques sales contrastent avec la bonne tenue des lieux. C’est par cette remarque qu’Ulysse commence à s’adresser au vieillard ; puis il lui demande de qui il est serviteur, et il feint de douter d’être bien à Ithaque ; enfin, il révèle qu’il espérait trouver là le maître des lieux, le fils de Laërte, à qui jadis il avait donné l’hospitalité. Laërte ému lui fait alors part de la disparition d’Ulysse et de l’invasion du palais par les prétendants. Il demande son identité au visiteur ; celui-ci lui répond être Épèritos, fils du roi (fictif) Aphydas, et fait derechef mention du séjour d’Ulysse chez lui. Le vieillard éclate en sanglots ; Ulysse se fait connaître. Mais Laërte, incrédule, veut une preuve. Le visiteur lui montre alors sa cicatrice et raconte que son père lui avait offert jadis, quand il était enfant, certains arbres du jardin, qu’il énumère. Ses doutes dissipés, Laërte tombe dans les bras de son fils et tous deux s’étreignent longuement en pleurant.
Quand les « séparatistes » (χωρίζοντες / chorizontes) soulignent, dans cette scène, les nombreuses irrégularités de langue ou de métrique, l’inopportunité dramatique et l’« invraisemblance psychologique », les unitaristes quant à eux font valoir que la scène a été annoncée de loin, qu’elle est à la fois simple dans son déroulement et savamment composée, et que sa justesse descriptive et psychologique n’est pas indigne des meilleures passages des parties incontestées du poème. De fait, l’attitude dilatoire et les mensonges d’Ulysse sont toujours conformes à la psychologie du personnage, homme temporisateur et rusé, qui donne toute la mesure de sa finesse dans la subtile « reconnaissance couverte » avec le porcher Eumée.
Plutôt que de se faire connaître aussitôt, Ulysse préfère donc mettre son père à l'épreuve par des paroles destinées à le secouer (ou « injurieuses », « blessantes », « agressives », éventuellement « railleuses »). Le traducteur hésite, en ce vers 240, quant au sens précis de l’expression κερτομίοις ἐπέεσσιν, pourtant usuelle. L’épithète κερτόμιος, qui signifie en général « injurieux », « insultant » — mais parfois aussi « mordant », ou même simplement « véhément » —, ne convient qu’à une partie des propos d’Ulysse, à savoir le reproche touchant la tenue négligée du vieillard et la question sur l’identité de son maître (248-257). On peut donc y voir, sinon une cheville (qui serait du reste bien imparfaite d’un point de vue métrique, puisqu’elle viole ici la « loi de Wernicke »), du moins un remploi mécanique à la pertinence approximative. Et quel sens donner à l’« épreuve » (πειρηθῆναι) ? Certes, Ulysse et les autres personnages de l’Odyssée sondent volontiers leur interlocuteur, et le récit mensonger — ou, comme disent les Allemands, le « discours trompeur » (Trugrede) —, fait partie des moyens par lequel le héros de retour « teste » la fidélité de ceux qui sont restés à la maison. D’autre part, l’hésitation entre l’attente et l’interrogation (4, 116-119 : Ménélas devant Télémaque), ou entre l’interrogation et le baiser de retrouvailles (23, 85-87 : Pénélope devant Ulysse), se voit ailleurs dans le poème. Mais la question demeure : qu’est-ce donc qu’Ulysse veut mettre à l’épreuve en Laërte ? D’une manière qui peut paraître paradoxale, les Anciens voyaient dans l’insistance d’Ulysse une volonté de ménagement : pour Porphyre de Tyr et le scholiaste, l’homme aux mille tours veut éviter que son vieux père, dans l’émotion de trop rapides retrouvailles, connaisse le même sort que le chien Argos et meure de joie. Une telle interprétation, assurément, ne doit pas faire sourire ; toutefois, il faut bien avouer que rien dans le texte du poème n’offre le moindre appui à cette hypothèse. À l’opposé, l’explication proposée par certains critiques contemporains, à savoir une volonté d’incitation et de stimulation, un dessein psychagogique, est trop partielle : si certains propos d’Ulysse (la partie « injurieuse », i.e. les v. 248-257) peuvent effectivement viser à « réveiller » son père, à le tirer de son isolement et de son apathie, cela n’est pas vrai du reste du discours. Au reste, ces quelques paroles de blâme ne semblent pas toucher Laërte : rien en effet, dans la réponse de celui-ci, n’y renvoie.
L’explication la plus obvie et la plus adéquate du délai ne paraît être ni la psychagogie, ni le ménagement. Mieux vaut, en effet, ne pas se polariser sur la formule peu claire κερτομίοις ἐπέεσσιν, mais considérer le passage où Ulysse, quelques vers plus haut, exposait lui-même son intention à ses compagnons : « Moi je vais éprouver si mon père me reconnaîtra, si ses yeux me révéleront à lui ou s’il ne reconnaîtra pas un fils parti depuis si longtemps » ; le verbe « éprouver » est répété trois vers plus loin (24, 221 : πειρητίζων), et se devine sous le pseudonyme improvisé Épèritos (v. 306 : αὐτὰρ ἐμοί γ’ ὄνομ’ ἐστὶν Ἐπήριτος). Après avoir sondé chez Eumée la fidélité dans le service, chez Pénélope la fidélité dans la conduite conjugale, Ulysse sonde chez Laërte la fidélité (ou la constance) dans l’amour paternel. À la cohérence psychologique du délai s’ajoute son utilité pathétique. Comme l’a noté H. Erbse, si Ulysse avait immédiatement fait connaître son identité à son père, le public eût été privé du moment intense où Laërte manifeste son désespoir, et où le héros ému met fin à l’épreuve et jette le masque (v. 315-326). On pourrait ajouter que la scène de reconnaissance met en œuvre un double pathos : elle permet d'abord d'exhiber les sentiments avant l'identification (ainsi, Laërte confie à l'étranger son amour pour son fils disparu), puis, grâce à l'effet de contraste, d'augmenter l'intensité de la joie explosant à la fin de l'épisode.
Cette interprétation n’est pourtant pas la raison d’être du délai, mais plutôt un habillage plausible de ce dernier. La psychologie — certes bien présente et consciente dans le texte que nous lisons —, justifie après coup l’atermoiement, mais elle n’est pas ce qui l’a causé. En différant le dévoilement, l’auteur paraît bien avoir voulu avant tout suivre une règle narrative, à savoir le report de l’action. Cette règle, qu'il faut évidemment replacer dans le cadre de l'oralité originelle du conte, est absolue dans l’épopée homérique : l’événement important est annoncé par avance au public, puis longuement différé. Le but du poète se laisse deviner sans grand risque : il s’agit de tenir en éveil l’auditeur, qui, même s’il sait d’avance la matière, ignore encore la manière, ou bien, s’il connaît aussi la manière — et tel devait être souvent le cas des destinataires de l’épos —, est invité par le délai à savourer celle-ci. Cette tendance, bien mise en lumière par G.E. Duckworth, est déjà sensible dans l’Iliade et se renforce dans l’Odyssée, où elle épouse le sujet même du récit : un retour toujours annoncé et toujours retardé. En tant que composante du nostos sans cesse compromis et ajourné, l’anagnorisis exige le délai : pour cette raison, elle est différée d'une façon presque automatique. C’est dans un second temps que le poète, éventuellement, allègue un motif interne et psychologique, comme pour cacher son artifice. Le procédé de suspens devient alors une épreuve (πεῖρα, πειρῶμαι) pour celui qu’on a reconnu mais dont on ignore les sentiments actuels, ou pour celui qu’on n’est pas sûr d’avoir reconnu. Les mobiles prêtés aux personnages qui diffèrent leur identification sont variés. Ainsi, le jeune Télémaque tarde à se faire connaître de Ménélas parce qu’il est timide et réservé (4, 158-160) ; Ulysse l’avisé veut sonder préalablement la fidélité d’Eumée (15, 305-307) et de Pénélope (16, 335-336) — attitude défiante à laquelle l’encourage son digne fils Télémaque à propos des servantes (16, 316-317) — ; la fine Pénélope veut (ou feint de vouloir) s’assurer que l’étranger est son époux, en avoir une preuve indubitable (23, 181). Dans notre texte, on conçoit fort bien qu’Ulysse désire voir si Laërte ressent vraiment le chagrin que lui a décrit l’âme d’Anticlée (11, 187-196) : la fable des vers 266-279 sur Ulysse se justifierait ainsi, mais il n’y a là qu’une légitimation a posteriori. Pour le poète épique, l’important est de reporter l’action, de tenir l’auditoire dans l’attente (προσδοκία) du fait annoncé, et par là de stimuler son attention (προσοχή).
Dans cette perspective, la mise à l’épreuve de Laërte par Ulysse a pour pendant et pour réponse celle d’Ulysse par Laërte. Exiger un gnôrisma pour confirmer les dires, comme l’avait fait Pénélope avec Ulysse à propos du lit conjugal, paraissait vraisemblable aux Anciens ; le procédé odysséen sera imité par les auteurs tragiques, notamment Euripide (Iphigénie en Tauride, 808-830). Quant à l’épreuve imposée à Laërte, quelque dure qu’elle soit, elle cadre bien avec le tempérament soupçonneux et « artificieux » d’Ulysse : on ne s’étonne point que l’égoïsme du héros prenne le pas, ici comme ailleurs, sur les plus élémentaires sentiments de piété filiale et, plus simplement, d’humanité. La vraisemblance psychologique est donc sauve. On a critiqué la pertinence de la scène dans son contexte diégétique : cette longue épreuve a semblé fort peu opportune à un moment où le héros, non sans raisons, s’attend à une rapide vengeance des familles des prétendants ; elle se distinguerait par là des autres reconnaissances de l’Odyssée, que le poète parvient à insérer sans qu’elles paraissent intempestives. Mais ne pourrait-on justement attribuer cette « impertinence » à un autre dessein psychologique, et même à un double dessein : créer un climat de suspens menaçant autour des retrouvailles, et prouver que l’artificieux Ulysse sait aussi prendre des risques ?

### Épopée post-homérique
Dans Le Sac de Troie (Iliou persis ; probablement de la fin du VIIe siècle) placé sous le nom d'Arctinos de Milet, volet du Cycle épique qui raconte la destruction de Troie par les Grecs, figurait probablement une scène de reconnaissance qui se retrouve dans la Petite Iliade (début du VIe siècle) de son épigone Leschès de Pyrrha et dans les autres versions de cette tradition, et dont nous avons conservé intégralement la forme élaborée que lui donna, probablement au IVe siècle de notre ère, Quintus de Smyrne dans une scène assez longue de sa Suite d'Homère : c'est l'anagnorisis et la libération de la vieille Éthra, veuve d'Égée et mère de Thésée, par ses petits-fils Acamas et Démophon, après le sac de Troie, alors qu'elle a déjà été enchaînée et intégrée au groupe des captives (version donnée par Arctinos, la Petite Iliade de Leschès et « Dictys »), ou pendant la prise de la ville selon une autre version (Épitomè de la Bibliothèque d'Apollodore et Quintus de Smyrne).
Dans la Télégonie d’Eugammon de Cyrène (VIe siècle av. J.-C.), dont le sujet a été repris par Sophocle dans une tragédie perdue, l'anagnorisis survient trop tard : Télégonos, fils d’Ulysse et de Circé, tue son père, qu’il n’a pas reconnu. Ayant été jeté par la tempête sur les côtes d'Ithaque sans savoir où il se trouvait, il était allé faire des vivres avec ses compagnons. Ceux-ci se livrèrent au pillage et Ulysse, à la tête des Ithaciens, accourut pour les repousser : un combat s'engagea sur le rivage, et Télégonos frappa Ulysse d'une lance dont l'extrémité était faite du dard venimeux d'une raie pastenague. Ulysse, mortellement blessé, se souvint alors d'un oracle qui l'avait averti de se méfier de la main de son fils. Dans un dernier effort, il demanda à son adversaire de lui dire son nom et son origine : ayant ainsi reconnu Télégonos, il mourut dans ses bras.

### Tragédie grecque
Eschyle usa du thème de l'anagnorisis tantôt dans un registre sentimental et sur un mode quasi « romanesque », tantôt dans un contexte paroxystique. La première tendance est illustrée par les Choéphores, deuxième volet de son Orestie : cette pièce comporte une scène de reconnaissance (v. 212-224 pour l'anagnorisis proprement dite) qui est sans doute la plus célèbre de toute la tragédie grecque. 

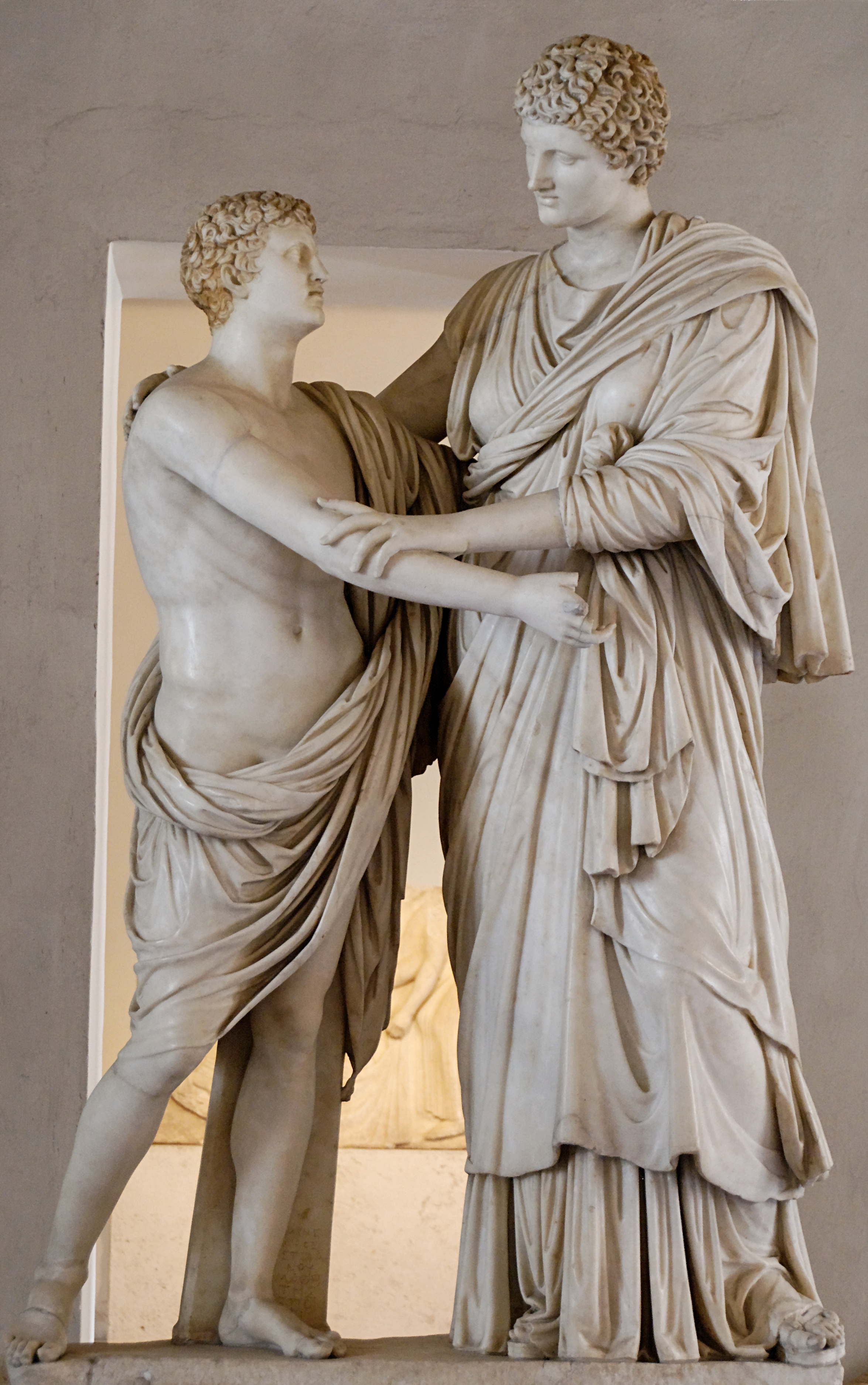
Oreste et Électre (sans doute au moment de leur anagnorisis). Œuvre du sculpteur Ménélas (Ier siècle s. av. J.-C. ?), dite « Groupe Ludovisi ». Rome, Musée National Romain.

Électre y reconnaît son frère Oreste après qu'il est revenu de son exil à Argos, sur la tombe de son père Agamemnon, qui avait été assassiné par leur mère Clytemnestre. Électre se laisse convaincre qu'Oreste est son frère au vu de trois preuves : la mèche de cheveux de ce dernier déposée sur le tombeau, les empreintes de ses pas visibles sur les lieux et un morceau d'un tissu qu'elle a brodé jadis. Les empreintes et les cheveux sont identiques aux siens. Mise en présence de son frère, Électre comprend aussitôt qu'il est la seule personne pouvant l'aider à venger la mort de leur père (v. 235-245). Le traitement sombre et scabreux du thème, de son côté, est représenté chez Eschyle par la tragédie perdue Les Mysiens, dont le canevas fut sans doute suivi par Sophocle dans sa pièce homonyme (également perdue). Il s'y produit, entre la prêtresse Augé et son fils Télèphe, un signe surnaturel puis une anagnorisis, et ces deux événements successifs empêchent, au dernier moment, l'union incestueuse des deux personnages et le meurtre programmé du jeune homme par sa mère.
Sophocle, pas plus qu'Eschyle, n'a dédaigné la reconnaissance de type pathétique et sentimental, qu'il traite à propos du retour d'Oreste dans son Électre (v. 1174-1287) — où il s'inspire des Choéphores comme fait (avec la critique en plus) son contemporain Euripide, mais en dédoublant la scène anagnoristique (Chrysothémis la première avait reconnu Oreste, mais n'avait pas convaincu Électre) et en insistant d'une manière nouvelle sur les effusions du frère et de la sœur dans une scène « purement lyrique ». Comme l'était l'anagnorisis d'Ulysse et Laërte dans l’Odyssée, mais pour des raisons différentes, la scène de reconnaissance de l’Électre sophocléenne est fort délayée : Oreste, à partir du moment où il a reconnu sa sœur, attend longtemps avant de tomber le masque, alors que la fausse nouvelle qu'il apporte a sur la jeune femme un effet dévastateur, qui se manifeste notamment dans le long et célèbre thrène des vers 1126-1170. On ne saurait certes parler ici de « cruauté » du personnage, mais force est de reconnaître que le fils d'Agamemnon prolonge le supplice au-delà du nécessaire. La raison en est double, et renvoie dans les deux cas non pas au rapport entre les deux personnages, mais à celui de l'auteur avec son public : retarder l'anagnorisis permet d'abord de procurer au spectateur un plus long plaisir à contempler la douleur d'Électre, en donnant plus d'aliment au « voyeurisme de la douleur » — ou plus généralement à la contemplation cathartique du pathos —, qui caractérise le théâtre antique (« Regardez comme elle souffre ! »). Ensuite, toujours vis-à-vis du public, le dramaturge, en montrant Oreste qui tarde à rompre avec la stratégie de ruse et de mensonge qu'il avait adoptée, fait mesurer toute la force du combat intérieur qui se déroule dans ce héros écartelé entre son plan de vengeance filial et son amour fraternel (« Voyez comme il lui en coûte, et combien il aime sa sœur ! »). Sophocle utilisa à nouveau les ressources pathétique de l'anagnorisis dans son Égée, mais la pièce malheureusement ne nous est point parvenue.
L'apport principal de Sophocle ne réside pas, toutefois, dans le traitement émotionnel des retrouvailles, mais dans l'innovation qui consista à donner à l'anagnorisis la dimension d'une auto-reconnaissance : telle est, en effet, la matière de son Œdipe roi, que cite souvent et élogieusement Aristote en sa Poétique. Le quatrième épisode de cette pièce (v. 1110-1185) montre le héros découvrant avec horreur, au cours de son enquête, qu'il est le fils du roi Laïos, sa victime, et de la reine Jocaste, devenue sa femme. Toujours dans la veine des retrouvailles sombres, Sophocle adapta à la scène la terrible histoire de Télégonos qui blesse mortalement son père Ulysse faute de l'avoir reconnu à temps.
Euripide, « le plus tragique des poètes » selon Aristote, est incontestablement celui qui recourut le plus à la scène de reconnaissance. Le soin et la fréquence avec lesquels il cultiva l'anagnorisis ont attiré l'attention du Stagirite, qui mentionne souvent, en particulier, l’Iphigénie en Tauride. Pour l'auteur de la Poétique, la reconnaissance atteint sa plénitude quand elle est accompagnée d’un coup de théâtre (11, 1452a, 32-33), ou quand elle en résulte (ibid., 16, 1454b, 29-30) ; cette situation, la meilleure à ses yeux, produit une intrigue « complexe » (ibid., 10, 1452a, 16-18). 

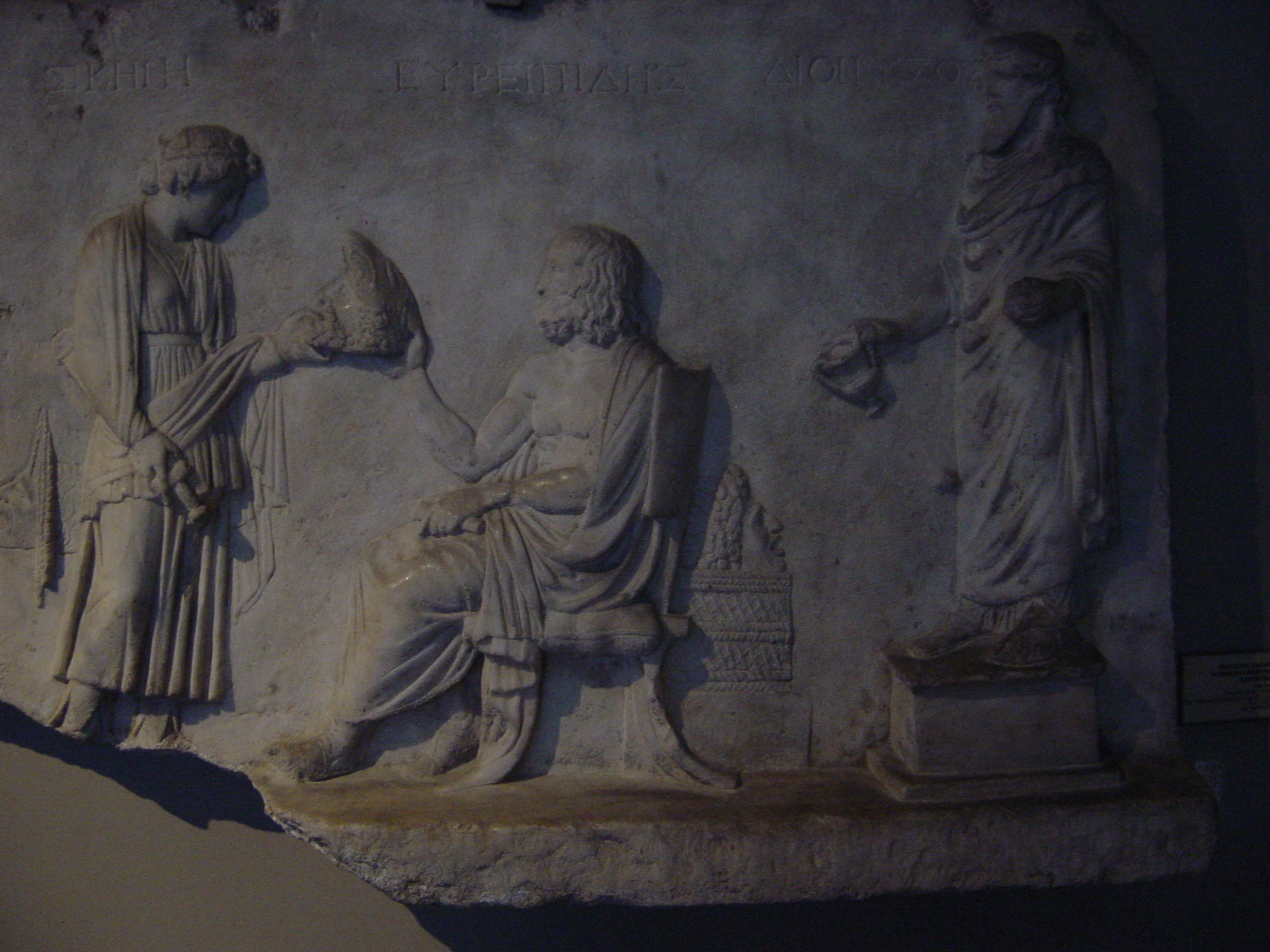
Relief hellénistique tardif (Ier siècle siècle av. J.-C. ?) rendant hommage à Euripide. Istanbul, Musée archéologique.

 Or les tragédies euripidéennes offrent maint exemple de scènes où la reconnaissance empêche in extremis un crime familial : dans Alexandros, Déiphobos découvre que celui qu’il allait égorger est son frère Pâris; dans Hellé (nom que donne Aristote à une pièce qui est sans doute la même que Phrixos, tragédie dont Euripide écrivit deux versions et dont il nous reste quelques fragments), « le fils s'apprêtant à livrer sa mère la reconnaît » (Poétique, 14, 1454a, 7-8) ; dans Ion, le héros, prêt à condamner à mort Créüse qui a voulu l'empoisonner, est reconnu à temps par celle-ci ; dans Iphigénie en Tauride, l’anagnorisis épargne à Oreste d’être immolé par sa sœur Électre ; dans Cresphonte — qu'Aristote mentionne comme un modèle sur ce point, à l'égal d′Iphigénie en Tauride —, Mérope découvre qu’Æpytos est son fils à l’instant où elle va le frapper d'un coup de hache ; dans Égée, Thésée portant à ses lèvres la coupe empoisonnée est soudain reconnu par son père. Enfin, l'anagnorisis empêchait peut-être l’inceste entre père et fille dans Alcméon. Parmi les reconnaissances euripidéennes non périlleuses, la plus connue est sans doute celle d’Électre où Oreste est reconnu d'abord par le vieillard qui l'a élevé, puis par sa propre sœur (v. 553-579) ; mais il faut aussi mentionner celle d’Hypsipylé, œuvre à succès où l'héroïne reconnaît ses deux fils au moment où ils sont proclamés vainqueurs d'une épreuve de course.

### Comédie grecque
« Maintenant qu’ils se sont reconnus (mot-à-mot : « Maintenant que l'anagnorismos a eu lieu »), tout va bien » constate l'esclave Onésimos à la fin de l’Arbitrage de Ménandre, nous indiquant ainsi la fonction essentielle de la scène de reconnaissance dans ce genre d'histoire. L'aptitude de l'anagnorisis à résoudre une crise d'une manière heureuse explique sa faveur auprès des poètes comiques. Ce succès, à dire vrai, ne fut pas immédiat : à l'époque de la Comédie Ancienne, la scène de reconnaissance n'était pas encore un ingrédient habituel, comme le montre le cas d'Aristophane, qui manifestement, même s'il paraît être le premier à l'avoir introduite, ne l'a guère utilisée ou chez qui elle n'était tout au plus qu'un sujet de plaisanterie ou un prétexte pour parodier la tragédie.
L'anagnorisis effective ne devint fréquente qu'à partir de la Moyenne Comédie avec Eubule (Antiope ; Augé ; Neottis) — qui semble avoir fait office de transmetteur de ce motif —, Antiphane (La Joueuse de flûte ou Les Jumeaux ; Hydria ; Neottis) et Alexis, et atteignit son apogée dans la Nouvelle Comédie, courant « bourgeois » et sentimental avec l'esprit duquel elle s'accordait parfaitement.
Son succès devint dès lors si grand qu’un scholiaste de l’époque hellénistique a pu la définir comme le dénouement comique par excellence. Ménandre usa de l’anagnorisis familiale dans le Μισούμενος, l’Arbitrage (Ἐπιτρέποντες), la Tondue (Περικειρομένη), Le Sicyonien ou Les Sicyoniens (v. 280-281 et 361-362) et sans doute dans bien d'autres pièces perdues. Il parvint à introduire de la variété là où le procédé aurait pu devenir mécanique et répétitif. On a vu dans la reconnaissance ménandrienne une imitation du modèle tragique ou un défi à celui-ci. L'apport le plus frappant de Ménandre au traitement de l'anagnorisis consiste toutefois dans son intellectualisation : le gnôrisma visuel ne suffit plus, il doit être interprété et servir à une reconstitution satisfaisante des faits. L'invention de l'objet de reconnaissance est ainsi complétée par une longue enquête ; dans l’Arbitrage, par exemple, « la reconnaissance devient un processus qui s'étale sur l'ensemble de la pièce ».
Dans la Nouvelle Comédie, l'anagnorisis fut également cultivée par le prolifique Philémon (et ce, avec savoir-faire d'après Apulée), et par le non moins fécond Diphile, qui inspira à Plaute (comme ce dernier le dit lui-même dans ses prologues) la Casina et le Rudens, avec leurs scènes de reconnaissance.

### Comédie latine
Héritière consciente et proclamée de la Nouvelle Comédie, la comédie latine du type palliata ne pouvait qu'adopter à son tour le procédé de l'anagnorisis. Les scènes de reconnaissance abondent donc dans les pièces de Plaute et de Térence, dont les sujets, du reste, sont presque toujours tirés de modèles grecs. Parmi les vingt-et-une comédies de Plaute qui nous ont été intégralement conservées, onze comportent une reconnaissance. Sur les six pièces de Térence, cinq contiennent une reconnaissance, mais celle-ci est souvent peu mise en valeur : elle voit son importance diminuée par l'existence — comme dans plusieurs comédies de Ménandre —, d'une double intrigue, auquel cas invariablement elle ne conclut qu'une des deux intrigues ; elle se produit très graduellement et à l'issue d'une série de prises de conscience survenant dans plusieurs personnages ; elle peut même advenir en coulisse et n'être mentionnée que par un récit.
Chez Plaute — comme dans la Nouvelle Comédie de ses modèles grecs —, la reconnaissance est souvent annoncée à l'avance ou du moins préfigurée par des allusions, en vertu du principe dramaturgique de l'anticipation (προαναφώνησις), que les spectateurs antiques appréciaient alors qu'elle rebute le public moderne, friand de suspens. Térence, en revanche, s'abstient d'une telle anticipation et laisse la surprise au spectateur.

### Roman grec antique
Dans le corpus romanesque grec que l'Antiquité nous a légué (six romans grecs complets, deux résumés détaillés et un roman latin traduisant presque à coup sûr un original grec perdu ; sans parler des fragments divers), l'anagnorisis occupe une place non négligeable.
Malgré leurs particularités et leurs nuances propres, presque toutes les intrigue des romans grecs peuvent se résumer à un schéma commun : des êtres unis par des liens conjugaux, familiaux ou affectifs (couples ; enfants et parents) sont séparés par la fortune pour une durée plus ou moins longue et exposés à des aventures périlleuses. Par l'effet du temps, ou parfois seulement de la souffrance (quand ils ne choisissent pas de se travestir), ils changent d'aspect, et, le jour où la Providence (force positive, antagoniste à la méchante Fortune) enfin les remet en face des êtres chers qu'ils ont perdus de vue, ne sont pas aussitôt reconnus de ceux-ci. Les retrouvailles réunissent tantôt des conjoints dont l'un est devenu méconnaissable, tantôt (cas de loin le plus fréquent) des enfants avec leurs parents. Elles sont de type familial dans la quasi-totalité des ouvrages mentionnés (quitte, parfois, à coexister avec les retrouvailles amoureuses) : Histoire d'Apollonius roi de Tyr ; Babyloniaques de Jamblique ; Chairéas et Callirhoé ; Daphnis et Chloé ; Éthiopiques ; Leucippé et Clitophon ; Merveilles incroyables d’au-delà de Thulé d'Antoine Diogène. Ces retrouvailles entre enfants et parents s'assortissent d’une scène de reconnaissance dans quatre de ces sept textes : Histoire d'Apollonius roi de Tyr, 45 ; Éthiopiques, VII, 7, 2 (Calasiris et ses deux fils) et X, 16, 1-2 (Chariclée et ses parents) ; Babyloniaques (Henry, p. 46, 77b) ; Daphnis et Chloé, IV, 35-36.

D'un point de vue typologique, le roman grec connaît les deux catégories de reconnaissance : l'anagnorisis dramatique, à contexte dangereux ou scabreux, et la simple reconnaissance pathétique et larmoyante. 

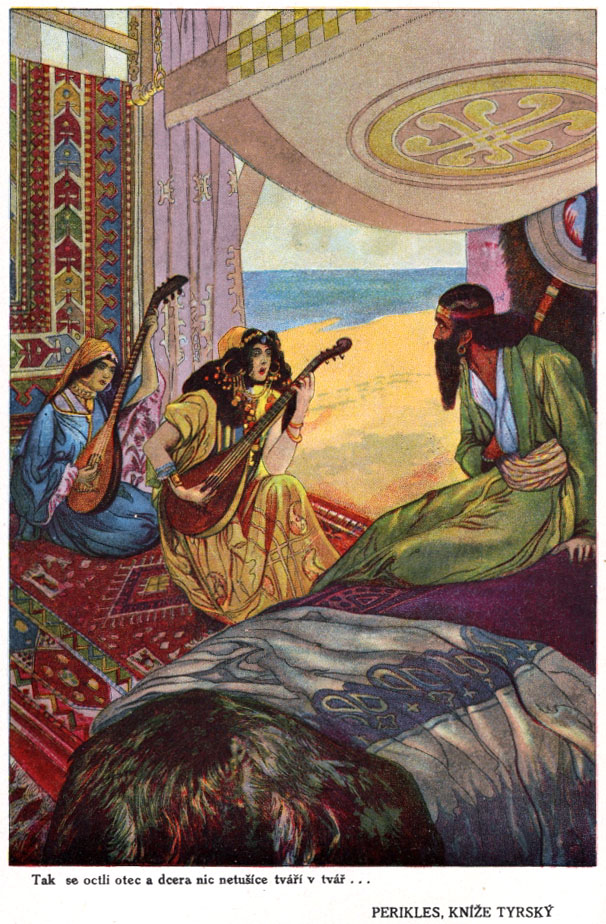
Illustration d'Artuš Scheiner (avant 1923) pour Périclès, prince de Tyr de Shakespeare, remake de l’Histoire d'Apollonius roi de Tyr : scène où Périclès/Apollonius invite sur son bateau une courtisane musicienne qu'il ignore être sa fille Marina/Tarsia.

 L'anagnorisis dramatique empêchant l'inceste ne figure que dans l’Histoire d'Apollonius roi de Tyr : l'héroïne Tarsia, devenue musicienne et prostituée (mais ayant obtenu de tous ses clients qu’ils la respectent), est envoyée sur un bateau pour divertir Apollonius, qu’elle ignore être son père, et la reconnaissance a lieu au moment où Apollonius repousse brutalement ses avances.
L'autre type d'anagnorisis dramatique, celle où un meurtre est évité de justesse, se rencontre dans deux textes. Un personnage des Babyloniaques de Jamblique, à savoir Euphratès, frère de Garmus le roi de Babylone, « est livré à son père, qui est bourreau ; reconnu et sauvé, il remplit l'office de son père, qui ne se souille pas du sang humain ». Dans les Éthiopiques d'Héliodore (livres IX-X), nous voyons le roi d'Éthiopie Hydaspe et son épouse Persinna, parents de Chariclée, préparer le rituel d'immolation de celle-ci, jusqu'au moment où ils reconnaissent en elle leur fille.
On peut se demander pourquoi les romanciers grecs n'usèrent pas davantage de ces deux catégories d'anagnorisis. La réponse tient sans doute, au moins en partie, à la loi du dépaysement : les voyages de nos héros (sauf Daphnis et Chloé) les mènent très loin de leurs lieux d'origine, dans des contrées exotiques, où ils ne peuvent rencontrer des parents ou des proches. Bien sûr, l'anagnorisis avant l'irrémédiable pourrait avoir lieu à leur retour : mais les auteurs ont alors une petite préférence (3 cas contre 2) pour le simple pathétique sentimental et les retrouvailles larmoyantes et volontiers accompagnées de pâmoisons. Tel est le cas de Chariton (VIII, 7), de Longus (IV, 35-36 ; sans long voyage) et d’Achille Tatios (VII, 15-16).
En somme, la fiction romanesque peut, dans son cours, emprunter main trait à la tragédie ; mais sa fin, qui se conforme à la véritable idéologie du genre, tend plutôt à la réintégration dans l'ordre traditionnel, au retour à la norme et à la banalité heureuse du quotidien. Dans le même esprit, notons le goût des auteurs pour le thème — très ambivalent, car lié d'un côté au folklore universel des histoires de héros (Moïse, Œdipe, Romulus, etc.), mais aussi et surtout très prisé du drame bourgeois et de la comédie sentimentale de toutes les époques —, de l'enfant abandonné, recueilli par de petites gens et qui grandit sans connaître sa véritable identité (Héliodore, Longus, Histoire d'Apollonius roi de Tyr).

### Hagiographie
Le thème de l'anagnorisis familiale fut traité dans quelques œuvres hagiographiques antiques de langue grecque, latine ou copte (une douzaine en prenant pour terme la fin du VIIe siècle) : ce nombre, proportionnellement très faible, ne doit pas masquer l'influence considérable qu'exercèrent certains de ces textes, principalement le roman pseudoclémentin et la Vie de saint Eustathe, traduits ou adaptés dans de nombreuses langues. Des saint(e)s comme Abraham de Qiduna, Clément, Eugénie, Euphrosyne, Eustathe alias Eustache, Jean Calybite (avec son épigone Alexis) et Xénophon furent ainsi les héros de « romans chrétiens de reconnaissance » promis à un succès millénaire. Cette faveur ne se limita pas au domaine proprement hagiographique — où elle se traduisit par la multiplication des copies manuscrites du texte primitif, par l'apparition de recensions dérivées et par la rédaction de textes nouveaux s'inspirant plus ou moins manifestement de l'œuvre primitive —, mais se fit aussi sentir dans un grand nombre de textes de fiction profanes (chansons de geste, romans courtois, etc.).

#### Roman pseudo-clémentin
Le texte hagiographique le plus ancien traitant d'anagnorisis est ce qu'il est convenu d'appeler le « roman pseudoclémentin », ample récit conservé dans une recension double : en grec, un ensemble de vingt Homélies (Ὁμιλίαι) ou plutôt Entretiens (BHG 322-341) rédigé, sous la forme qui nous est parvenue, dans le courant du IVe siècle, en tout cas avant 381 ; en latin, un ensemble de dix livres intitulé Reconnaissances (Recognitiones) (BHL 6644), traduit d'un original grec distinct des Homélies (et intitulé Ἀναγνωρισμοί / Anagnôrismoï) par Rufin d'Aquilée dans les premières années du Ve siècle (sans parler des épitomés et des autres traductions). Les deux branches narrent à peu près la même histoire, mais avec des variantes qui ont naturellement attiré l'attention des spécialistes. Obscure et complexe, la genèse de cette œuvre a donné lieu à de nombreuses spéculations et le débat est fort loin d'être clos.
Voici le résumé de l'intrigue de reconnaissance (commune aux Homélies grecques et aux Reconnaissances latines) du « roman pseudo-clémentin » (désormais RPC). Jeune homme tourmenté par des interrogations métaphysiques, Clément a été déçu par tous les systèmes philosophiques. Vers l’âge de trente ans, ayant appris qu’en Judée était apparu un nouveau prophète, il s’embarque pour l’Orient. À Césarée de Palestine, il rencontre l’apôtre Pierre, qu’il ne quittera plus. Entouré de disciples, dont les deux frères Aquila et Nicétas, Pierre s’employait alors à poursuivre partout, pour le réfuter, l’hérétique Simon le Magicien. Un jour, à Antarados, Clément lui raconte son passé. Il appartenait à une très noble famille romaine, apparentée à l’empereur. Alors qu’il avait cinq ans, sa mère Mattidia fut avertie en songe de quitter l’Italie avec ses deux autres fils, les jumeaux Faustinus et Faustinianus ; quant à lui, il demeura à Rome avec son père Faustus. Comme le temps passait et qu’il restait sans nouvelles des trois émigrés, Faustus le confia (le narrateur était alors âgé de douze ans) à des tuteurs, et partit à leur recherche ; dès lors, à son tour, le père cessa de donner signe de vie. Clément ayant achevé ce récit, les disciples de Pierre demandent au maître la permission d’aller admirer des curiosités artistiques dans l’île d’Arados : l’apôtre consent et le groupe gagne l’île. Là, s’étant séparé de ses compagnons, Pierre rencontre une mendiante aux mains paralysées, qui lui raconte alors ses tribulations : mariée à un illustre Romain et poursuivie par les assiduités de son beau-frère, elle décida de s’éloigner avec ses deux fils jumeaux, en prétendant obéir à un avertissement divin reçu en songe (etc.) : au terme de ce récit, l’apôtre reconnaît Mattidia. Clément, au retour de sa visite, retrouve ainsi, avec une joie ineffable, sa mère disparue (Rec., VII, 21, 1 — 23, 2 ; Hom., XII, 21, 6 — 23, 2). Plus tard, à Laodicée de Syrie, Aquila et Nicétas se révèlent être Faustinus et Faustinianus : seconde scène de reconnaissance (Rec., VII, 28, 5 — 31, 2 ; Hom., XIII, 3, 5 — 6, 1). Ils racontent comment, après leur naufrage, où ils croyaient que leur mère avait péri, ils étaient tombés entre les mains de pirates qui les avaient vendus à la riche matrone cananéenne Justa ; celle-ci les avait élevés comme ses fils en leur dispensant une éducation grecque. Le matin suivant, après avoir baptisé Mattidia dans la mer, les trois frères sont abordés par un vieil ouvrier qui les a aperçus tandis qu’ils priaient. L’homme se dit désolé de les voir se fourvoyer ainsi, et leur affirme ne croire qu’au destin, déterminé par les astres. Avisé de cette rencontre par Clément, Pierre organise entre les trois frères et le vieillard un débat sur la prédestination astrale et sur le polythéisme. À tour de rôle, Nicétas, Aquila et Clément exposent et réfutent les théories des diverses écoles philosophiques : Épicuriens, Pyrrhoniens, Platoniciens et Aristotéliciens. Le vieillard tente de prouver sa thèse en contant sa propre vie. Il a été trahi par sa femme, laquelle, née sous l’étoile produisant des épouses adultères périssant dans un naufrage, n’a pourtant pas réussi à séduire son beau-frère, comme celui-ci le lui révéla plus tard, et préféra fuir avec ses fils jumeaux, en prétextant un rêve inquiétant ; elle lui laissa leur plus jeune fils. Il est resté sans nouvelles d’eux depuis lors. Pierre lui demande le nom de son benjamin : « Clément ». Il n’y a plus de doute : le vieillard est Faustus ! Les trois frères reconnaissent leur père avec émotion ; Mattidia arrive, reconnaît à son tour son mari et tombe dans ses bras (Rec., IX, 34, 1 36, 1 ; Hom., XIV, 9, 1-7). Après vingt ou vingt-cinq ans de séparation, la famille se retrouve au complet. Une nouvelle discussion, portant cette fois sur la mythologie, oppose ensuite les trois jeunes gens à leur père. Peu après, Simon, croyant que l’empereur a ordonné de l’arrêter, réussit à donner à Faustus ses propres traits. Les trois frères ne reconnaissent plus leur père, mais Pierre n’est pas dupe, et promet à Faustus de lui rendre son visage s’il va à Antioche réfuter, sous le masque de Simon, les hérésies que le magicien y a répandues. Faustus mène à bien sa mission et monte les Antiochiens contre Simon. Après avoir établi un évêque et des prêtres à Laodicée, Pierre gagne Antioche, où il opère des guérisons miraculeuses et convertit les foules. Théophile, premier notable de la ville, lui offre sa basilique, qui devient la cathedra de Pierre. L’apôtre ordonne enfin un jeûne général et baptise Faustus.

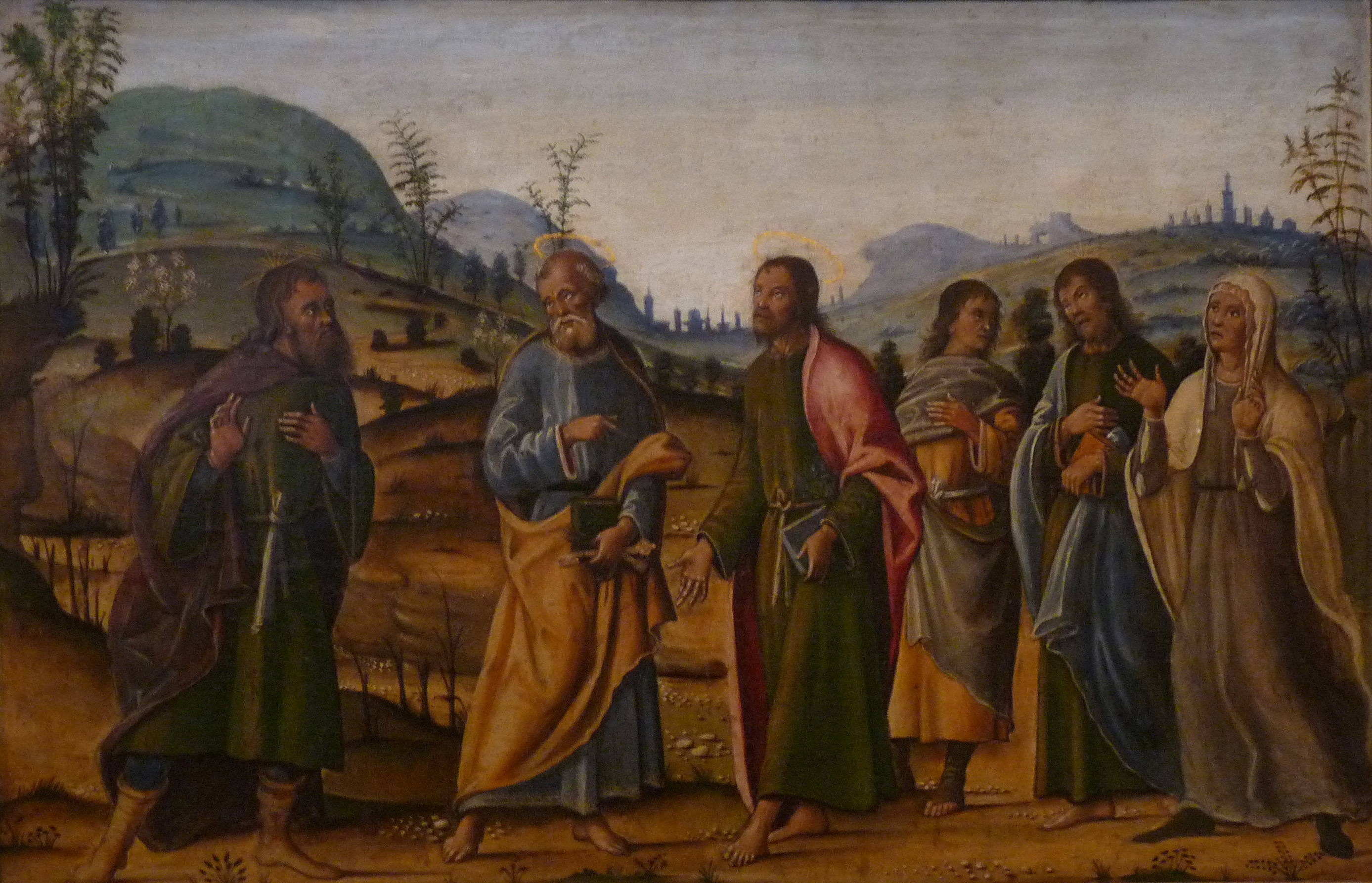
Clément, après avoir retrouvé sa mère et ses deux frères, reconnaît son père dans le vieillard fataliste (de gauche à droite : Faustus, Pierre, Clément, Nicétas et Aquila, Mattidia). Tableau de Bernardino Fungai (1460-1516). Strasbourg, Musée des Beaux-Arts.

On s'accorde à postuler l'existence d'une source commune G (« Grundschrift » ou « écrit de base ») aux Homélies et aux Reconnaissances, même si certains inclinent aujourd'hui à se libérer de ce carcan et à considérer synchroniquement, voire indépendamment l'un de l'autre, les deux ensembles finis qui nous sont parvenus. G, peut-être composé en Syrie vers 220-230, remploie lui-même divers éléments, dont celui qui nous intéresse ici est manifestement un roman profane de reconnaissance. Ce proto-roman narrait les aventures de jumeaux séparés, selon une topique bien connue qui resurgira plus tard dans la légende de Placidas/Eustathe et autres, mais il ne comportait pas encore le personnage de Clément ; il semble bien avoir été d'inspiration judaïque, ou du moins judaïsante, et avoir utilisé, pour configurer le personnage du vieillard fataliste Faustus, des traditions juives concernant Aquila de Sinope, le traducteur en grec de la Bible hébraïque. Un faisceau d'indices a conduit Pascal Boulhol à situer hypothétiquement la rédaction du proto-roman sous le principat de Marc Aurèle (161-180), lequel serait précisément le dédicataire d'une œuvre « à masques » le mettant en scène avec les siens. Les emprunts évidents du RPC à l'univers romanesque profane, avec le thème même de l'anagnorisis et quelques reprises — mais soigneusement désactivées —, de motifs de romans grecs (songe inquiétant ; naufrage ; pirates), ainsi qu'un écho à la fois docte, ironique et polémique au roman de Chariton d'Aphrodisias dans le choix de l'île d'Arados comme lieu des retrouvailles, s'expliqueraient par une telle destination primitive ; en outre, cette inspiration juive ou judaïsante pourrait se révéler compatible avec l'hypothèse, reprise en 2001 par Bernard Pouderon, identifiant le Clément du RPC à Titus Flavius Clemens, lui-même identifié par certains à Keti'a Bar-Shalom.
Quoi qu'il en soit de ces hypothèses, l’histoire de reconnaissance formant la charpente narrative du RPC mérite d’être analysée en soi comme l’un des plus anciens échantillons de roman chrétien, en tout cas comme le premier à développer une intrigue familiale. Le premier trait novateur du texte est la place centrale donnée à la parenté. Toute la partie diégétique dont Clément est l’acteur principal tend à un but unique, les retrouvailles du jeune homme avec ses parents ; les épisodes inutiles à la reconnaissance, qui proliféraient dans les romans grecs, ont été supprimés. Cette orientation concorde avec le sens nouveau donné dans l'hagiographie antique, dès l'apparition des Actes apocryphes d’apôtres (fin du IIe siècle), à la séparation familiale ; notons toutefois que, comme dans les textes profanes, les retrouvailles avec sa famille semblent bien mettre un terme heureux aux épreuves du héros. Le second aspect du roman où la marque du christianisme apparaît le plus clairement consiste dans la conversion des parents du héros, chronologiquement une des premières du genre dans une littérature hagiographique qui fit à ce thème une place assez importante. Clément et ses deux frères, qui sont tous devenus chrétiens au contact de Pierre, entreprennent d’amener à la religion vraie leur mère Mattidia et leur père Faustus (ou Faustinianus). La première n’oppose aucune résistance, bien au contraire, et reçoit le baptême presque aussitôt après la reconnaissance, Pierre ayant réduit le délai habituel à une seule journée (Hom., XIII, 9 — XIV, 1). Faustus, païen invétéré que ses infortunes ont ancré dans la croyance au déterminisme astral, est plus coriace. Il ne se rendra qu’après un long débat avec ses enfants et l’apôtre et surtout après une mésaventure rappelant le roman grec, mais qui prend un sens nouveau dans le contexte chrétien : la métamorphose de son visage en celui de Simon, par un artifice du magicien désireux de semer ceux qui, croit-il, sont lancés à ses trousses. Les trois frères ont ainsi la surprise d’entendre la voix de leur père sortir de la bouche de Simon, et seul Pierre comprend ce qui s’est passé (Hom., XX, 12 = Rec., X, 53). La reconnaissance familiale est ici moins efficace que le divin discernement qui permet à l’apôtre de reconnaître Simon sous son masque et de montrer sa supériorité thaumaturgique en rendant à Faustus sa vraie face une fois que celui-ci a rempli sa mission. Cette prouesse de Pierre aboutit au résultat définitif que ni les retrouvailles familiales, ni le débat public n’avaient pu produire : la conversion du vieillard et son baptême, lequel, avec la confusion de Simon à Antioche et la sorte d’apothéose que connaît Pierre en cette ville, clôt le roman sur une note triomphale (Rec., X, 72). Immédiate ou différée, la conversion des parents constitue donc la clé de voûte des retrouvailles familiales dans le RPC.
Sous son habillage romanesque, l'histoire de Clément et des siens se révèle ainsi comme un ample apologue et mériterait presque d'être comparée, mutatis mutandis, au conte philosophique à la manière de Voltaire. La fonction didactique du thème de la reconnaissance dans l'état final du RPC est évidente, même si elle n'exclut pas d'autres types d'utilité. L’anagnorisis fut mise au service du propos doctrinal et apologétique. Au-delà de la reconnaissance familiale, le RPC nous oriente vers la reconnaissance de la vérité du christianisme. L'histoire de Clément et des siens est censée prouver la « providence de Dieu » et réfuter la théorie fataliste du vieux païen Faustus. L’apôtre Pierre le dit lui-même : tribulations du vieillard, départ, naufrage, séparation, éducation grecque des fils, enfin retrouvailles, sont les effets de l’économie divine, qui se révèle dans la conversion des trois frères et de leur mère (Hom., XV, 4). Le roman montre ainsi sa vraie nature de leçon, et la reconnaissance « s’élève du statut de péripétie à celui de preuve théologique ».

#### La vierge calomniée se faisant reconnaître: Eugénie, Apollinaria, Hilaria
Les trois légendes hagiographiques antiques ayant pour héroïnes Eugénie, Apollinaria et Hilaria narrent l'histoire d'une vierge ayant fui, déguisée en homme, la maison paternelle pour aller vivre dans un monastère masculin. Là, malgré son irréprochable piété, la jeune fille est accusée d'avoir séduit une femme (sa propre sœur dans les deux derniers cas), ce qui l'amène à reparaître devant son père pour se disculper en dévoilant sa féminité et du même coup se faire reconnaître. La plus célèbre de ces légendes est la Vie et Passion des saints Eugénie, Protus et Hyacinthus (BHL 2667), pieux roman rédigé en Italie, probablement au Ve siècle, et bientôt traduite en grec et en diverses langues orientales. Voici le résumé de la légende BHL 2667. L’empereur Commode envoie en Égypte le vir illustris Philippe, pour qu’il y dirige la préfecture. Philippe part donc avec son épouse Claudia et ses enfants Sergius, Avitus et Eugénie. Celle-ci, d’une beauté rare, est demandée en mariage par le fils du consul Aquilinus, qu’elle dédaigne. Tombant par hasard sur un exemplaire des Actes de Paul et Thècle, elle s’enflamme à leur lecture et décide de se faire chrétienne. Elle met dans la confidence ses deux eunuques Protus et Hyacinthus, se coupe les cheveux, s’habille en homme et va trouver l’évêque Hélénus. Celui-ci s'aperçoit qu'« Eugène » est une fille, mais accepte de la baptiser avec ses deux serviteurs et d’envoyer les trois néophytes dans un monastère d’hommes. « Eugène » devient un moine exemplaire, à tel point qu’à la mort de l’abbé il est élu à sa succession. Ses vertus thaumaturgiques l’amènent à guérir du typhus la noble matrone Mélanthia, qui s’éprend de son sauveur : repoussée, la soupirante se venge en prétendant que l’abbé Eugène a tenté de la violer. L’affaire est portée devant le préfet d’Égypte. Eugène est cité à comparaître dans l’amphithéâtre utilisé comme tribunal. Pour se disculper devant celui qui ignore être son père, l’accusé(e), sous les yeux de la foule ébahie, déchire sa tunique et montre sa féminité. Philippe reconnaît avec émotion sa fille disparue et bientôt se convertit au christianisme avec tous les siens ; il deviendra évêque, finira martyr dans sa propre cathédrale et le reste de la famille entière subira le même sort par décision de l’empereur Gallien, furieux de voir sa nièce Basilla embrasser le christianisme sous l’influence d’Eugénie.
Apollinaria et Eugénie, après avoir longtemps vécu déguisées en moines dans un monastère d’hommes, révèlent leur sexe et se font connaître de leur juge et père en déchirant leur tunique et en montrant leurs seins. La reconnaissance est alors double : la sainte dévoile son véritable sexe par le geste, et sa filiation par la parole en disant « Je suis ta fille ! ». Le premier élément ne paraît pas nécessaire selon les exigences de la vraisemblance ; d’ailleurs, il manque dans l’histoire d’Hilaria (laquelle, il est vrai, n’a plus de seins, car l’austérité de son ascèse les a desséchés). Certes, Apollinaria et Eugénie se dénudent brièvement ou discrètement, celle-ci se rajustant aussitôt après avoir exhibé sa « belle poitrine », celle-là ne faisant qu’entrouvrir son colobium (tunique à manches courtes). Leur acte n'en est pas moins audacieux. Mais il faut résister à la tentation de voir dans la belle Eugénie une Phryné chrétienne : le caractère foncièrement édifiant du roman dont elle est l'héroïne neutralise d'avance la potentialité scabreuse de la scène.

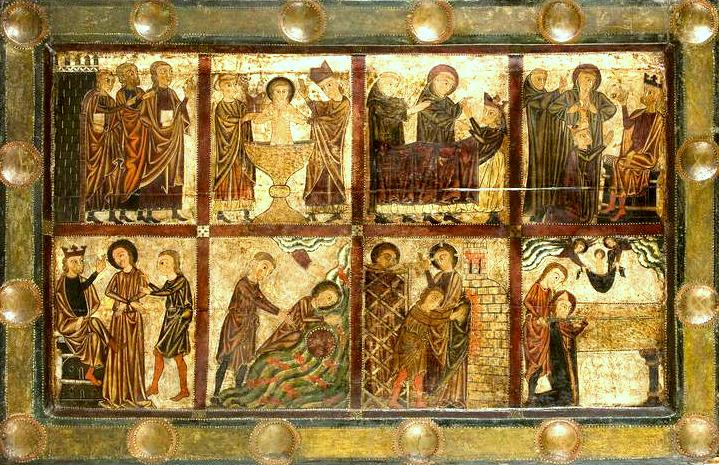
Autel de Santa Eugenia à Saga, Ger, Catalogne.

Sainte Eugénie se fait reconnaître de son juge et père, le préfet Philippe (bandeau supérieur, quatrième panneau, soit le dernier à droite). Frontal (= devant d'autel) de Santa Eugenia de Saga, Ger, Cerdagne, Catalogne. Œuvre du Maître de Soriguerola (fin du XIIIe siècle). Cliché d'Isern Vidal.

#### Anagnorisis et titillation érotique: Abraham et sa nièce Marie
Faussement attribuée à saint Éphrem le Syrien, la Vie d’Abraham de Qiduna et de sa nièce Marie (BHG 6), qui date de la fin du Ve ou du début du VIe siècle, a été traduite d’un original syriaque. C’est un long « récit utile à l’âme » au ton encomiastique, où sont exaltées tour à tour l’endurance ascétique (ὑπομονή) du héros, sa sollicitude pastorale (car il a accepté, non sans résistance, la prêtrise), et enfin, dans l’épisode final du « sauvetage » de la jeune Marie, sa miséricorde envers une pécheresse. Dans ce dernier épisode, de facture assez romanesque, l’auteur crée un curieux climat de suspens érotique (sinon pornographique). L’intrigue est la suivante. Après avoir passé ses premières années dans une cellule contiguë à celle de son oncle Abraham, la jeune recluse Marie s’est laissé séduire par un faux moine. Accablée de remords et de honte, elle s’enfuit et devient prostituée dans une auberge. 

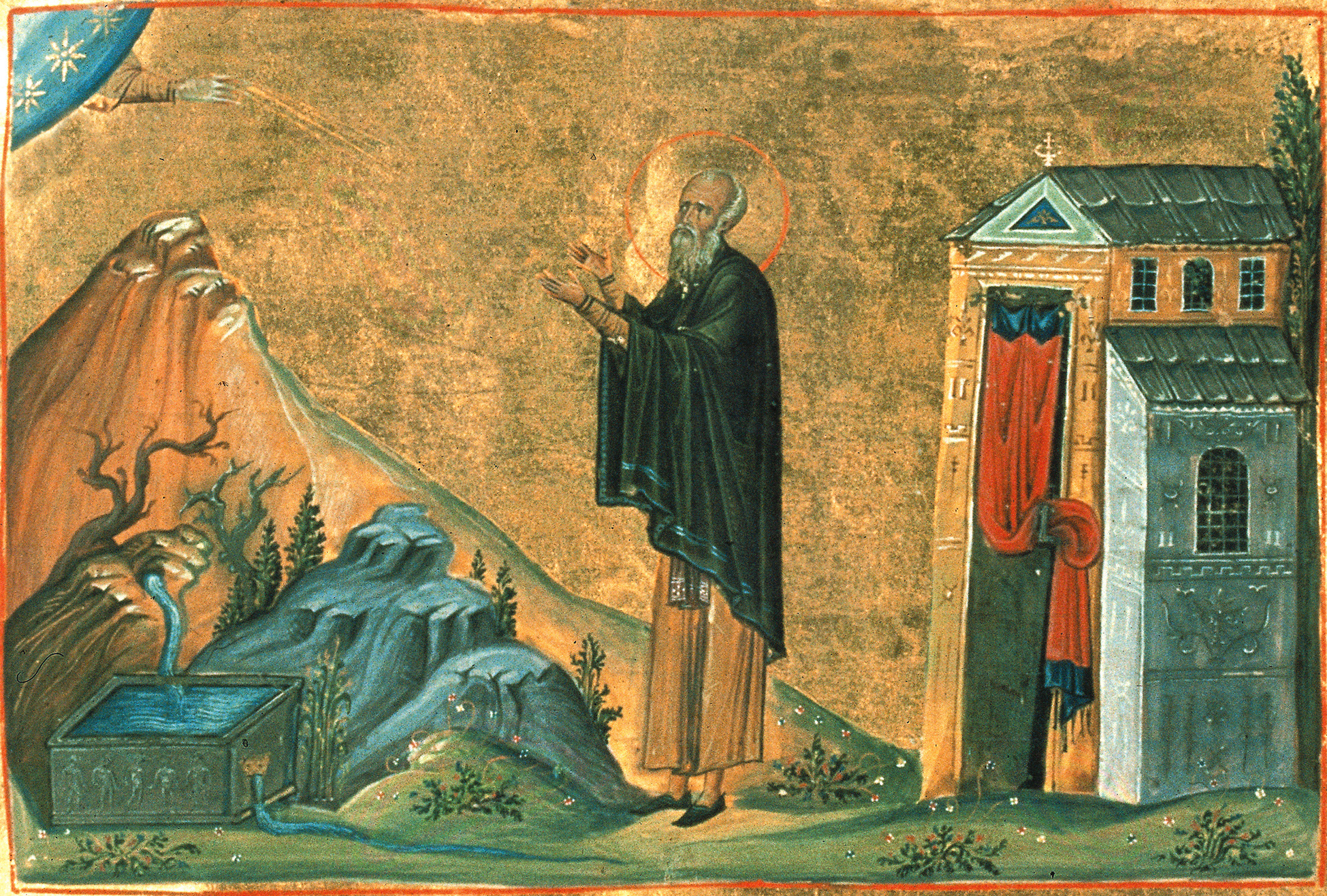
Abraham de Qiduna. Miniature du Ménologe de Basile II. Manuscrit Vaticanus graecus 613 (vers 985).

 Au bout de deux ans, Abraham apprend enfin le sort de sa nièce. Il se déguise en soldat, prend un cheval, se rend au mauvais lieu et là, comme un client ordinaire, s’assoit et boit en compagnie de la fille. Celle-ci lui donne des baisers dans le cou, mais est alors frappée de componction et se lamente à mots couverts sur son triste sort. Elle n’en monte pas moins dans sa chambre avec son client ; Abraham s’étend sur le lit, et Marie s’apprête à lui ôter ses sandales. L’ascète la saisit alors, ôte la coiffure qui lui cachait le visage et, se faisant reconnaître, lui adresse de doux reproches. Marie, interdite et submergée de honte, se repent ; laissant ses affaires et ses infâmes économies (« salaire du diable »), elle s’enfuit à cheval avec son oncle et tous deux regagnent au galop leur ermitage, où, dans l’ascèse la plus rigoureuse, Abraham vivra encore dix ans et Marie la pénitente, quinze.
Dans la Vie d’Abraham et Marie, le retardement de l'anagnorisis par l’un des deux intéressés atteint une extension et un raffinement singuliers. L’ascète de Qiduna attend le dernier moment permis pour se dévoiler à sa nièce. L’auteur ne nous révèle pas les mobiles du saint. Abraham joue avec le feu, exercice ascétique dont l’histoire de la sainteté offre quelques exemples, depuis les conseils de l’ange à Paphnuce rapportés par l’abbé Nestoros dans les Conférences de Jean Cassien (XV, 10) — où l’ascète se garde toutefois de passer à l’acte ! —, jusqu’au syneisaktisme de Robert d'Arbrissel, en passant par les licences innocentes d’un Syméon Salos. On sait la fonction d’ordalie de ce genre d’épreuve, qui permet au saint de s’assurer qu’il a conquis l’impassibilité en mortifiant sa chair. Mais ici le procédé semble plutôt viser à faire brûler le lecteur, lequel, au rebours d’Abraham, n’est pas censé avoir atteint l’apatheia. Bien que le genre du récit de pénitence, auquel appartient ce long épisode de la Vie d’Abraham, comporte certains risques, le ressort du texte, où le scabreux du suspens est aggravé par le lien de parenté des deux protagonistes — donc par l’idée d’inceste —, en fait un cas-limite dans l’hagiographie antique, ce qui n'a pas empêché l'abbesse Hroswitha de Gandersheim, vers l'an 970, d'adapter fidèlement cette histoire à la scène et de transformer ainsi Abraham et Marie en héros d'une comédie sacrée (BHL 13) conçue pour édifier et divertir les moniales allemandes. L’intrigue de la Vie d'Abraham n’est peut-être pas sortie de l’imagination de l’auteur. On la retrouve en effet, presque identique, dans les fragments d’un apocryphe copte mal daté, l’histoire du prêtre Syméon et de sa sœur Salomé, future sage-femme de Marie : le vieux Syméon tire Salomè de la déchéance en la visitant dans son lupanar, déguisé en stratélate, et en se faisant connaître d’elle sur place après un long atermoiement, avant de la ramener avec lui et de la baptiser dans le Jourdain sur le chemin du retour. En l’état actuel de la documentation, on ne peut savoir lequel des deux récits dépend de l’autre, ou s’ils s’inspirent tous deux d’une source commune. Quoi qu’il en soit, l’effet de suspens semble encore plus fort dans la Vie d’Abraham. Comme l’avait imaginé l’auteur de la Pénitence de Taisia (ou Thaïs), mais cette fois en un long passage, la reconnaissance est retardée autant qu’il est possible. La patience de l’ascète mésopotamien se double d’une parfaite résistance, ou insensibilité, à la concupiscence. N’était le renom de sainteté d’Abraham, on pourrait, devant ce crescendo de la table d’auberge au lit de la prostituée, craindre une chute doublement peccamineuse (fornication aggravée par l’inceste), un peu comme celle de Juda avec sa bru Tamar (Genèse, 38, 15-18) — bien que celui-ci eût l’excuse de ne l’avoir pas reconnue —, ou mieux comme celle de ce moine qui commit l’erreur de recevoir dans sa cellule une parente depuis longtemps désireuse de le voir. Certes, la perfection du héros était une donnée de base, d’ailleurs ressassée au cours du récit, et la loi du genre excluait l’obscénité : le public ne pouvait donc s’attendre à une scène indécente. L’auteur s’ingénie néanmoins à montrer le saint frôlant le péché autant que faire se peut. Après un bon repas carné, bien arrosé et agrémenté de cajoleries « professionnelles » — dure épreuve pour un ascète ayant toujours vécu loin de « la femme » —, Marie fait monter son client dans sa chambre et veut lui enlever ses chaussures ; à sa demande, elle verrouille la porte ; il s’assied sur son lit, lui saisit la main, enfin se fait reconnaître en ôtant soudain son couvre-chef. Les doux reproches qui suivent, et qui font écho aux louanges d’Abraham dont l’auteur entrecoupe la scène de l’auberge, restituent vite au texte son ton de prédication. Suggestion érotique et pathos moralisant s'allient ainsi le plus naturellement du monde.

#### Légende de Placidas-Eustathe alias saint Eustache
La Vie et Passion (BHG 641) des saints Eustathios, Théopistè son épouse et Agapios et Théopistos leurs fils (en abrégé Vie d'Eustathe, dont le protagoniste deviendra Eustache dans le calendrier et l'onomastique de l'Occident) est de datation très délicate : on ne peut la situer que dans une période très large, entre la fin du IVe siècle et la fin du VIe siècle. Son héros, le noble et riche Placidas, est au début du récit un général au service de Trajan qui se recommande non seulement par sa valeur militaire mais aussi par son équité et sa charité envers les pauvres, bien qu’il soit païen de religion. Un jour que ce passionné de chasse poursuit un grand cerf dans une forêt de montagne, il voit apparaître une croix lumineuse et la figure de Jésus entre les bois de l’animal, qui se met alors à lui parler et lui dit être le Christ, venu pour le sauver des ténèbres du paganisme. Sur les conseils du cerf, Placidas redescend à la ville, avertit son épouse Tatiana — qui elle aussi, de son côté, a vu le Christ en songe —, et va trouver le prêtre des chrétiens. Celui-ci catéchise et baptise le couple avec ses deux fils Agapios et Théopistos. Placidas quitte son nom pour celui d’Eustathios, tandis que sa femme devient Théopistè. Dieu l’avertit, comme il l’avait fait pour Job, des malheurs qui vont l’accabler pour éprouver sa constance. Après avoir essuyé diverses infortunes, la famille fuit en Égypte. Le capitaine du bateau, voyant qu’ils ne peuvent acquitter le prix de la traversée, se paye en gardant pour lui Théopistè ; Eustathe, menacé de mort, s’enfuit à la nage avec ses deux fils, qui ne tardent pas à être ravis par des fauves. 

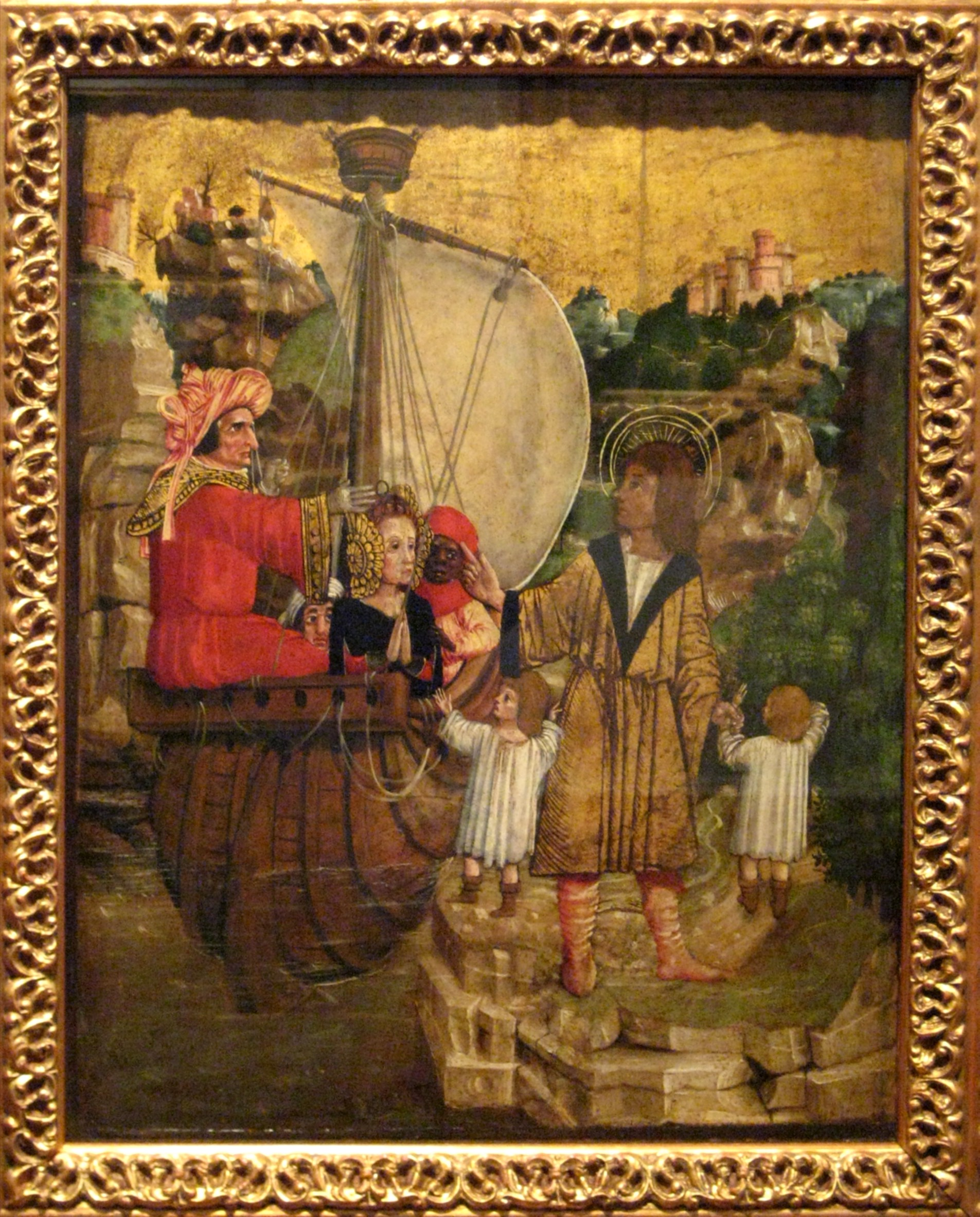
Saint Eustathe est séparé de sa femme et débarqué avec ses deux fils. Tableau allemand anonyme du XVIe siècle siècle. Musée de Nijni Novgorod.

 Eustathe les croit morts, mais ils ont été sauvés l’un par des bergers, l’autre par des laboureurs, qui les élèvent dans le même village sans soupçonner qu’ils sont frères. Le temps passe. Le péril barbare rappelle le général Placidas au souvenir de Trajan. L’empereur fait rechercher partout l’exilé volontaire, le tire de son obscure retraite, lui rend son grade et lui confie la défense du pays. Eustathe enrôle alors de nouveaux soldats, parmi lesquels deux jeunes gens qu’il prend en amitié et dont il fait ses commensaux. Après une brillante victoire sur les Barbares, le général et ses deux aides de camp s’arrêtent près d’une maison habitée par une femme qui cultive un petit jardin. Les deux nouvelles recrues, qui ne sont autres qu’Agapios et Théopistos, se racontent leur vie et se reconnaissent avec une grande émotion. Témoin muet de la scène, la jardinière — en réalité, Théopistè, que le pirate, mort subitement, n’a pas eu le temps de déshonorer et qui a pu s’échapper —, voit sur la personne du général les cicatrices dont elle se souvient et reconnaît en lui son mari ; toute la famille (père, mère et enfants) se retrouve alors avec allégresse. Cependant, Trajan meurt ; Hadrien lui succède. Au cours du banquet organisé par l’empereur en leur honneur, Eustathe et sa famille refusent de sacrifier. Livrés sans résultat aux fauves, ils sont plongés dans un taureau de bronze incandescent et rendent l’âme en chantant des hymnes. Au bout de trois jours, on trouve leurs corps intacts, et la foule, à la vue de ce miracle, se convertit.
Le récit est très clairement tripartite : conversion ; séparation se résolvant par la reconnaissance ; martyre. La partie médiane, à savoir l'intrigue de reconnaissance, présente de frappantes affinités avec de vieux contes indiens, et les folkloristes contemporains l’ont répertoriée comme le « conte-type no 938 » ; un autre spécialiste a supposé à ce récit une origine galate (celtique). Quelle que soit sa provenance, cette partie du roman eustathien exerça une influence considérable sur la littérature de piété et de fiction de l'Occident médiéval et moderne. L’épisode romanesque de la reconnaissance a été encadré de deux épisodes chrétiens ou christianisés, celui de la conversion et celui du martyre. Malgré le caractère primaire du style et la maladresse de la narration, qui semblent dénoncer une faible culture littéraire, la thématique et la structure de ce volet médian présentent des similitudes frappantes avec celles du roman grec d’époque impériale ; des affinités précises avec les Éphésiaques et plus encore avec l’Histoire d’Apollonius roi de Tyr ont été signalées. Un élément nouveau est apporté, d’une manière paradoxale, par la présence aux côtés d’Eustathe et de la belle Théopistè (lesquels correspondraient assez bien au classique couple persécuté de l’ancien roman grec), de leurs deux enfants : aucun roman profane conservé ne narre les tribulations de toute une famille. L’influence, à cet égard, du RPC est assez probable.
Mais l’innovation majeure réside ailleurs. Bousculant les conventions du roman profane, l'auteur refuse tout suspens narratif : il fait annoncer au héros — et du même coup au lecteur —, par une vision divine, les épreuves et les embûches diaboliques qui l’attendent et qui feront de lui, s’il en triomphe, un autre Job (Vie, I, 7). Ne se contentant pas de protéger le saint, la Providence, une fois qu’il a surmonté l’épreuve des quinze ans de solitude, le rassure en l’informant qu’il retrouvera femme et enfants (II, 13). La résignation d’Eustathe — dont le nom en grec suggère l'équilibre (εὐστάθεια/eustatheia) et la stabilité —, est aux antipodes de l'attitude-type du héros de roman païen : il ne recherche pas son épouse durant sa longue retraite, et il attend quinze ans pour prier Dieu de lui faire revoir sa femme (II, 13). Selon les lois du récit édifiant, son comportement exemplaire est réglé par sa foi. Dans un long discours de lamentation (I, 11), le saint lui-même se compare longuement à Job, le modèle qui lui a été fixé, et, comme lui, il conclut que le juste doit accepter sans révolte les vicissitudes et les tribulations voulues par Dieu. Il remet totalement son destin à la Providence et fait pénitence durant de longues années. Ce n’est que lorsqu’il aperçoit et reconnaît ses anciens compagnons d’armes, envoyés à sa recherche par l’empereur, qu’il se retourne vers son passé et se permet de prier Dieu de lui faire revoir son épouse (II, 13). Héros chrétien et moine « avant la lettre » (si l’on considère, bien sûr, non pas l’époque de rédaction, mais celle où l’histoire est censée avoir lieu), Eustathe cultive la vertu ascétique d’ὑπομονή : il n’est point passif, mais patient. Au-delà de la séparation et des retrouvailles, c'est la carrière entière du héros et des siens qui assume un sens nouveau. En faisant suivre l’anagnorisis d’une Passion où la famille à peine réunie obtient la palme du martyre, l’hagiographe donne à l’intrigue familiale la direction chrétienne qui, dans le roman pseudo-clémentin, était représentée par la conversion des parents du héros. Une telle orientation confère a posteriori une tout autre valeur à la reconstitution de la famille : celle-ci, au lieu d’être une fin en soi comme dans le roman profane, ou même le simple instrument d’une démonstration théologique et d’une conversion, comme dans les Reconnaissances pseudo-clémentines, devient une étape de l’itinéraire de sainteté. La famille se reforme pour s’offrir en victime et, d’un même pas, gagner le Ciel. Par leur ardent sacrifice dans le taureau d’airain, Eustathe et les siens passent du bonheur éphémère des retrouvailles terrestres à l’éternelle félicité du Royaume de Dieu.

#### Légende de Xénophon, son épouse et ses deux fils
Le roman familial de séparation et de reconnaissance, qui apparaît (encore ?) dans la légende de Placidas-Eustathe comme un élément rapporté, acquiert son autonomie dans une œuvre grecque jadis très diffusée mais aujourd’hui bien oubliée (le texte prémétaphrastique en est toujours inédit), la Vie des saints Xénophon, Marie et leurs fils Arcadios et Jean (BHG 1877). Cette pièce, vraisemblablement composée par un moine de Palestine peu avant le milieu du VIe siècle, se distingue par son unité et sa cohérence. Le genre hagiographique du roman familial de voyage y prend son aspect le plus spirituel et le plus édifiant, non sans offrir parfois une réponse ou une riposte aux modèles littéraires et conceptuels de la tradition profane. En voici le résumé. 

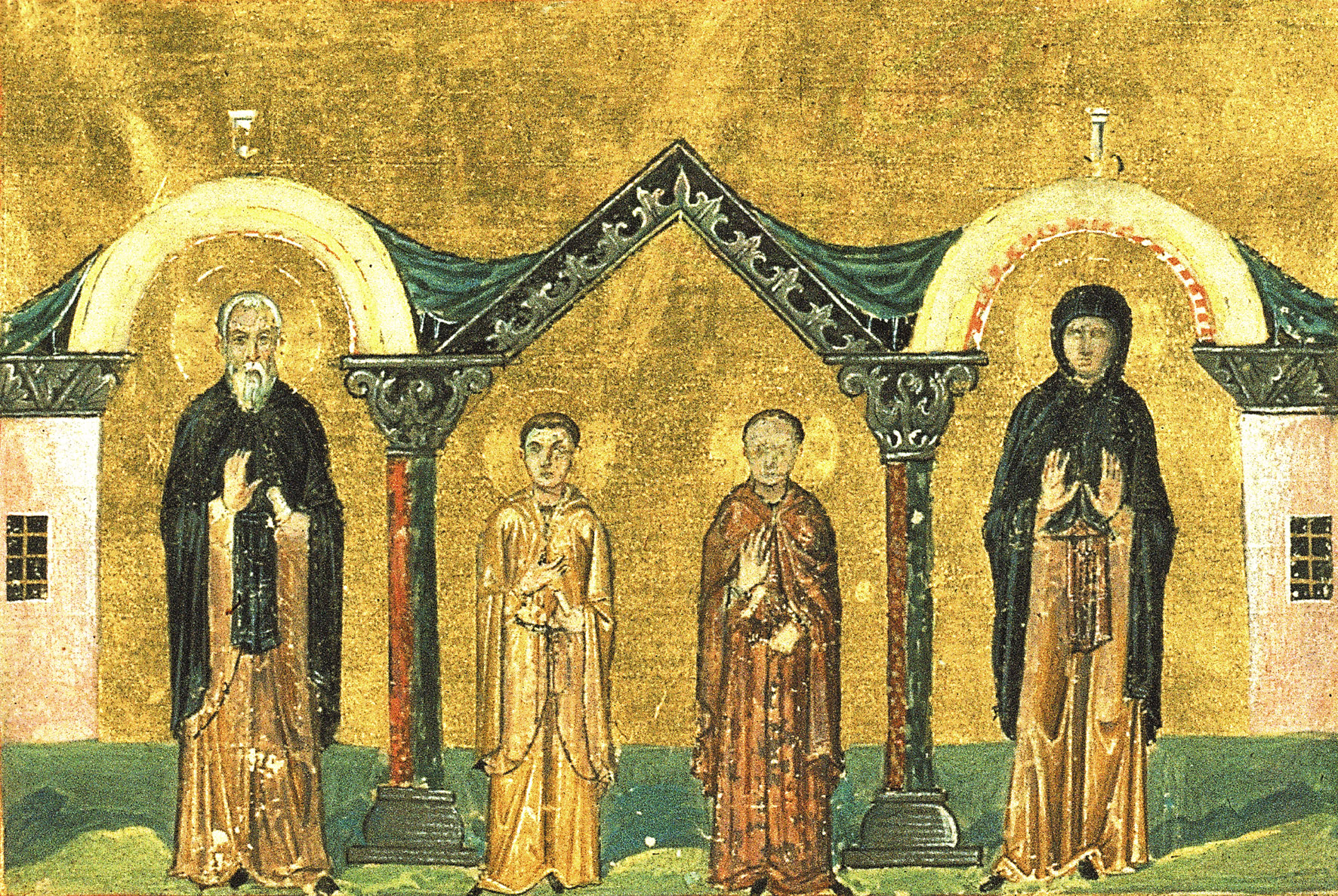
Xénophon, Arcadios, Jean et Marie. Miniature du Ménologe de Basile II (vers 985).

 Le pieux sénateur byzantin Xénophon et son épouse Marie veulent dispenser à leurs fils Arcadios et Jean la meilleure éducation possible. À cette fin, ils les envoient à Béryte faire leur Droit. Un jour, se sentant très mal et croyant sa mort prochaine, Xénophon fait revenir en hâte ses fils pour leur donner ses dernières instructions morales et religieuses. Les deux frères en larmes le supplient de ne pas les abandonner si vite ; Dieu guérit Xénophon, et ses fils repartent sereins pour Béryte. Mais une tempête provoque le naufrage du bateau ; chacun des deux frères sauve sa vie, mais croit l’autre mort et aborde sur un rivage différent. Voyant dans leur sort la volonté de Dieu, Arcadios et Jean, chacun de son côté, se font moines. Cependant Xénophon, inquiet de n’avoir aucune nouvelle de ses fils, envoie à leur recherche un esclave qui, parvenu à Béryte, découvre que les deux frères n’ont pas reparu à l’Université et entend dire qu’ils ont péri dans un naufrage. Le serviteur, affligé, rentre à Constantinople ; Marie lui arrache la triste nouvelle et la transmet à son mari. Malgré leur chagrin, les deux époux se soumettent à la volonté du Seigneur. Un songe avertit Xénophon de la grande gloire conquise par ses fils à Jérusalem : il décide donc de s’y rendre avec son épouse. Tous deux visitent les Lieux Saints et vont au bord du Jourdain ; là, ils rencontrent le vieil ascète qui a formé Arcadios à la vie monastique, et ils obtiennent de lui l’assurance qu’ils reverront leurs fils. Le vieillard provoque d’abord, près du Golgotha, les retrouvailles d’Arcadios et de Jean (1er anagnorisis). Deux jours plus tard, Xénophon et Marie viennent au même endroit pour y prodiguer les offrandes et prier. Leurs dévotions achevées, comme ils s’éloignent, ils voient le vieillard et le prient d’accomplir sa promesse en leur montrant leurs fils. Le vieux moine, après avoir défendu aux deux frères de se faire reconnaître, répond aux époux qu’il viendra dîner avec eux dans leur hôtellerie en compagnie de ses deux disciples, et qu’il leur dira ensuite où vivent leurs enfants. Durant le repas, il invite ses disciples à raconter leur histoire. Xénophon et Marie, en proie à une indicible émotion, reconnaissent leurs fils (2e anagnorisis) : on s’embrasse, on pleure, et l’on rend gloire à Dieu. Sur-le-champ, les deux époux optent à leur tour pour la vie monastique. Le vieillard leur donne ses instructions et engage parents et enfants à ne plus se revoir avec les yeux de la chair. On se dit adieu : les deux frères repartent pour leurs monastères, Xénophon distribue tous ses biens aux pauvres, place Marie dans un couvent, se vêt d’un cilice et gagne le désert. Lui et tous les siens se signaleront dès lors par leurs charismes ou leurs dons de prophétie et mourront saintement.
Avec la Vie de saint Xénophon se parachève la christianisation du roman de reconnaissance. Ce texte d’inspiration monastique rédigée pour un public monastique reprend l’antique thème de la séparation familiale — tel qu’il apparaît, par exemple, dans l’Histoire d’Apollonius roi de Tyr —, et le façonne en forme de fable sur la ξενιτεία / xeniteia et de leçon de spiritualité ascétique. Le candidat à l’ascèse, et plus généralement le chrétien désireux de vivre selon l’Évangile, comprend, à sa lecture, qu’il doit non seulement se dépouiller de tous ses biens terrestres — exigence de l' ἀποταγή / apotagé monastique —, mais aussi quitter toute source d’inquiétude pour atteindre l' ἀμεριμνία / amerimnia (« insouciance ») propre au bon moine : il lui faut donc laisser quiconque (parent, proche, ami) le lie par des soucis mondains, et devenir étranger ou « pèlerin » par l’exil volontaire. Leur éloignement de leur famille et leur isolement sur des rivages inconnus sont, pour Arcadios et Jean, les moyens de la conversion monastique. Une telle conversion, comme le montre abondamment l'hagiographie des premiers siècles, exige l’arrachement familial ; mais ce qui, dans la plupart des pièces hagiographiques traitant de ce sujet, est présenté comme une décision personnelle, apparaît dans la Vie de Xénophon comme le résultat d’un hasard proprement divin. Les vieux clichés romanesques assument ici une dimension nouvelle, purement religieuse. Avatar chrétien de la Fortune (Τύχη) des romans profanes, la Providence est partout : comme la guérison de Xénophon, le naufrage de ses deux fils est voulu par Dieu, et la reconnaissance, soigneusement mise en scène par le gérôn sur les lieux mêmes de la passion du Christ, fait partie, elle aussi, du plan divin. Si le vieillard ne provoque pas directement la reconnaissance des deux frères par leurs parents, c’est évidemment pour laisser agir la volonté de Dieu. L’anonyme auteur de notre conte pieux pourrait faire sienne cette phrase du romancier profane Héliodore (Éthiopiques, X, 37, 3) concernant la longue retenue, dans des circonstances similaires, du prêtre Sisimithrès : « Bien qu’il eût compris depuis longtemps de quoi il s’agissait et ce qui s’était passé, il attendait que les révélations se fissent spontanément, par la volonté de la divinité ».
Simple et juste récompense pour Arcadios et Jean, ces brèves retrouvailles deviennent ainsi, pour Xénophon et Marie, un instrument de conversion ascétique. Les deux époux, certes, admiraient les moines, qu’ils accueillaient volontiers chez eux et dont ils révéraient l’habit ; mais ces riches aristocrates byzantins rêvaient encore d’une carrière mondaine, quoique foncièrement chrétienne, pour leurs fils, quand ceux-ci auraient achevé leurs études juridiques à Béryte. La reconnaissance, à Jérusalem, de leurs enfants amaigris, affaiblis et défigurés par les austérités, leur fait soudain prendre conscience que la seule réussite humaine est d’ordre spirituel ; mieux encore, elle les convainc instantanément de la supériorité absolue du monachisme sur toute autre forme de vie chrétienne. Le roman se termine donc non seulement par un retour des fils à l’ascèse individuelle, mais aussi par l’attraction des parents eux-mêmes : en reconnaissant leurs enfants, Xénophon et Marie reconnaissent en même temps la cause divine de l’aventure qui les leur a enlevés, puis rendus. Illuminés par cette découverte, et appelés à leur tour à servir sans partage le Dieu dont ils viennent d’éprouver la philanthropie, ils oublient leur palais de Constantinople et leur fortune séculière pour demeurer comme leurs fils en ce pays de Palestine où, chacun de son côté — elle dans un couvent, lui dans quelque ermitage —, ils travailleront à leur salut et parviendront à la sainteté.

#### La reconnaissancein articulo mortis(1): Jean Calybite et Euphrosyne
La reconnaissance du saint par ses parents juste avant qu'il meure a été traitée dans deux Vies monastiques de l’Antiquité tardive, à savoir celles de Jean Calybite (BHG 868) (co-prototype de la légende de saint Alexis) et celle d’Euphrosyne d’Alexandrie (BHG 625).
La Vie de saint Jean Calybite (BHG 868) fut sans doute rédigée à Constantinople, lieu du culte. Bien que son éditeur O. Lampsidis (p. 260, n. 2) l’ait datée de la fin du VIe siècle ou du début du VIIe, elle pourrait bien remonter aussi loin que le milieu du Ve siècle. Comme ses illustres parents veulent le lancer dans la carrière militaire et le contraindre au mariage, le jeune Constantinopolitain Jean s’enfuit en compagnie d’un ascète pour se faire moine chez les Acémètes. Il passe là six ans dans l’ascèse la plus dure mais n’en cède pas moins à la nostalgie familiale, contre laquelle il lutte en vain. Avec la permission de son supérieur, il revient à Constantinople. Là, il vit de mendicité devant le palais de ses parents, qui ne reconnaissent pas leur fils dans ce malheureux au visage ravagé par les mortifications. Indisposée à la vue du gueux, sa mère Théodora veut le faire éloigner de sa demeure, mais Jean obtient de l’intendant du palais qu’on lui bâtisse une petite cabane près du porche pour le protéger du froid et épargner aux maîtres des lieux un spectacle répugnant. Il gîtera là pendant trois ans, redistribuant aux pauvres les restes de repas que son père Eutropios, par charité, lui fait apporter chaque jour. Épuisé par le jeûne, il entre en agonie. Le Seigneur lui apparaît alors pour lui annoncer sa mort prochaine et son salut ; Jean le prie d’avoir pitié de ses parents. Puis il demande à l’intendant de faire venir sa maîtresse. Théodora refuse, mais il insiste, lui rappelle la compassion du Seigneur pour les pauvres et l’avertit qu’elle se repentirait d’un tel refus. La dame ordonne enfin d’amener le mendiant, qui lui révèle que sa charité sera récompensée et lui fait jurer de l’enterrer avec ses guenilles, les seuls habits dont il soit digne. Il lui remet enfin son unique bien, un évangile à reliure d’or. Troublée, Théodora croit reconnaître le livre qu’Eutropios et elle avaient offert à leur fils peu avant qu’il disparût. Son mari confirme ; tous deux interrogent le moribond, qui se fait alors reconnaître et expire dans leurs bras. De la première à la sixième heure, Eutropios et Théodora pleurent sur le corps de leur enfant. Oubliant son serment, la mère fait habiller le défunt de vêtements d’or, mais elle est aussitôt frappée de paralysie ; son mari ayant fait remettre au cadavre ses haillons, elle recouvre l’usage de ses membres. Ils ensevelissent Jean dans sa cabane, sur laquelle ils édifient un oratoire ; puis ils emploient toute leur fortune à soulager les nécessiteux, et finalement meurent en paix.
Cette histoire poignante présente la première et la plus rigoureuse des formes de « séparation dans la proximité », celle où le saint reconnaît ses parents et vit à leurs côtés sans se faire connaître d’eux, du moins avant ses derniers moments. Jean n’a pas à se grimer. Qui pourrait en effet reconnaître le fils d’Eutropios et de Théodora dans ce pauvre hère aux traits ravagés par l'ascèse ? Et le maintien, ou plutôt l’aggravation de ses austérités (il se laisse pratiquement mourir de faim) rend ce rapprochement innocent : le voisinage de ses riches et mondains parents ne compromet en rien le salut de celui qui a choisi le dénuement total. Cette fable représente sans doute la plus heureuse combinaison de deux thèmes hagiographiques habituellement inconciliables : l’attraction de la piété filiale et le choix du service de Dieu dans le renoncement et la pauvreté. En imaginant de tristes retrouvailles précédant de très peu le décès du saint, l’auteur illustre, et peut-être inaugure, une tendance pathétique qui se confirmera dans plusieurs autres Vies byzantines : repris tel quel dans la légende d’Euphrosyne, le thème sera encore assombri dans la Vie d’Alexis, qui met en scène une reconnaissance posthume. Mais c’est sans aucun doute la Vie (conservée en syriaque et en copte) d’Archélidès ou Archellitès, texte traduit d’un original grec perdu, qui porte la tendance à son comble, avec la double mort volontaire du saint et de sa mère.
L’histoire de sainte Euphrosyne d’Alexandrie (BHG 625), qui semble dater du VIe siècle ou du début du VIIe et appartient, du point de vue de la typologie narrative, au groupe des histoires de femmes déguisées en moine, réduit à une simple entrevue la coexistence séparée, mais conserve la notion de reconnaissance unilatérale, transposée à présent dans un décor monastique.

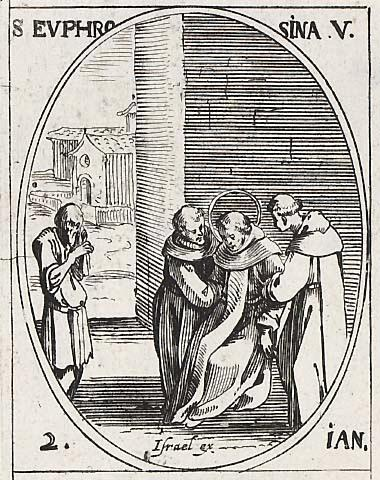
La mort de sainte Euphrosyne. Gravure de Jacques Callot pour un calendrier des saints (1636).

Pour échapper au mariage que son père, le pieux Paphnuce (Paphnoutios), voulait lui imposer, Euphrosyne a fui le domicile familial et, se faisant désormais passer pour un eunuque palatin du nom de Smaragdos, a trouvé refuge dans un monastère masculin, celui-là même où son père faisait de fréquentes visites. Paphnuce, désespérément, la recherche partout, mais n’en continue pas moins ses récollections au monastère. À l’une de ces occasions, l’abbé lui propose de passer quelque temps en prière auprès de Frère Smaragdos. Au cours de ce saint entretien avec sa fille, qu’il ne reconnaît pas, Paphnuce se sent envahir par une grande émotion et par une envie violente de serrer ce moine dans ses bras et de mourir avec lui. Trente-huit ans passent ; Smaragdos tombe gravement malade. Lors d’une de ses visites au monastère, le vieux Paphnuce l’apprend et demande à revoir celui qui l’a tant ému jadis. L’eunuque alité le prie de ne pas s’éloigner de trois jours. Au moment de rendre l’âme, Euphrosyne se fait connaître par son père, qui s’évanouit. Rappelé à la vie, Paphnuce affligé étreint le corps de sa fille morte : « Hélas, mon enfant chéri, pourquoi ne m’as-tu pas fait cette révélation avant, pour que je partage ton choix et que je meure avec toi ? ». Tout le cénobion apprend l’événement ; en touchant le corps, un moine borgne retrouve l’usage de son œil perdu. Paphnuce se retire à son tour au monastère, auquel il donne toute sa fortune ; il habite la cellule où sa fille a saintement vécu, et il y meurt dix ans plus tard. On l’enterre auprès de sa chère Euphrosyne.
Dans cette légende comme dans celle du Calybite, les retrouvailles véritables entre le père et l’enfant n’adviennent qu’au moment de l’agonie, et se poursuivent symboliquement après la mort d’Euphrosyne, quand Paphnuce, ayant décidé de finir sa vie dans le même monastère, occupe la cellule de sa fille défunte et dort sur la natte où celle-ci a étendu ses membres épuisés par les mortifications. Toutefois, elles ont été précédées d’au moins une visite au cours de laquelle le vieillard et sa fille ont eu une longue conversation sans que le premier reconnaisse la seconde. Comme la Vie de Jean Calybite, celle d’Euphrosyne exalte l’héroïsme de qui sait dominer ses affections et rester maître de soi au point d’attendre l’ultime moment pour se faire connaître de l’être cher. On pourra penser que, dans les deux cas, il eût été encore plus héroïque de ne pas se révéler du tout. Mais Euphrosyne a, pour dévoiler son identité, une raison qui manquait à Jean : elle veut que son père seul fasse sa toilette funèbre, ce qui évitera que les moines découvrent son sexe, et elle demande également au vieillard de donner au monastère les biens qu’il lui destinait. De toute manière, qu’il s’agisse de Jean Calybite ou d’Euphrosyne, le maintien de l’incognito jusqu’au bout aurait privé le lecteur d’un émouvant face-à-face, et la conversion parentale eût été plus difficilement motivée. De fait, l'anagnorisis d’Euphrosyne et du Calybite possède la particularité, selon la terminologie de la Poétique d'Aristote, d'être accompagnée d’un pathos considérable : la mort immédiate du saint. Celle-ci n’est pas toutefois la dernière péripétie du drame, puisqu’elle entraîne dans les deux cas la conversion ascétique des parents, véritable point culminant du récit : Paphnuce se fait moine, Eutropios et Théodora donnent tous leurs biens aux pauvres.

#### La reconnaissancein articulo mortis(2): saint Alexis
La combinaison de l’histoire syriaque de l’« Homme de Dieu » d’Édesse (BHO 36) et de l’histoire grecque de Jean de Constantinople dit « le Calybite » (BHG 868) produisit, vers le VIIIe siècle, la légende de saint Alexis de Rome (BHG 51-56), qui eut d'abord un grand succès en grec, puis fut l'objet de traductions en maintes langues et d'adaptations multiples, notamment hymniques. 

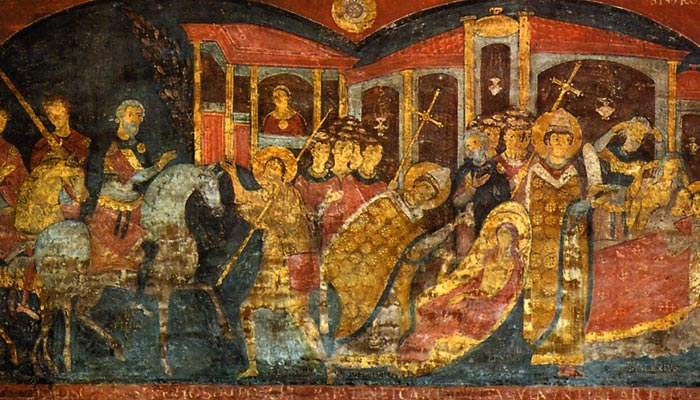
La reconnaissance de saint Alexis après sa mort. Fresque de la seconde moitié du XIe siècle siècle, basilique Saint-Clément à Rome.

 Le résumé qu’en offre le Synaxaire de Constantinople, au 17 mars, donne une bonne idée de l'état du conte tel qu’il devait circuler dans le monde byzantin vers l’an 900 : « Commémoraison de saint Alexis, surnommé l’Homme de Dieu. Originaire de l’ancienne Rome, il était le fils du patricien Euphémien et de son épouse Aglaïs, personnages riches et nobles. Ceux-ci avaient arrangé son mariage. Mais quand vint le moment où il lui fallut s’approcher de l’épousée, Alexis lui remit l’anneau nuptial et quitta la maison. Il gagna la ville d’Édesse et là, demeura près de l’église pendant dix-sept ans, dans des vêtements misérables. Sa vertu l’ayant fait connaître, comme on accourait à lui en foule, il s’éloigna de là et prit la mer avec l’intention d’aller à Tarse de Cilicie, dans l’église de Saint-Paul. Mais il n’atteignit pas ce but, car son navire fut entraîné par des vents contraires. Il aboutit à Rome et gagna la demeure de son propre père. Là, n’étant reconnu de personne, il s’installa auprès du porche et y mena une vie dure : il voyait son père, sa mère et ses serviteurs aller et venir par ce porche, et il se faisait moquer et insulter, en tant qu’étranger et pauvre, par ses propres esclaves dans sa maison, et ce, bien que ses parents et sa chaste épouse fussent dans une grande tristesse et pleurassent continuellement sa disparition. Quand sa fin fut proche, il demanda un morceau de parchemin et y écrivit toute son aventure ; il garda le parchemin dans sa main après sa mort, jusqu’au moment où l'empereur Honorius, à qui Dieu venait de révéler la chose, survint, et, à force de prières et de supplications, alors que le saint était déjà mort, parvint à prendre le parchemin (en effet, le défunt ne voulait le donner à nul autre) ; on en fit lecture, et c’est ainsi que le public connut son histoire. Tout le monde fut stupéfait. On donna à sa sainte dépouille des funérailles solennelles et magnifiques en l’église du saint apôtre Pierre ; un suave parfum en émanait, et elle opéra d’innombrables guérisons au profit de ceux qui s’en approchaient ».
Conforme, sur le plan du contenu narratif, aux recensions BHG 51-54, ce résumé ne peut évidemment restituer la proportion des épisodes dans la totalité du récit. L’ensemble narratif ayant pour noyau la reconnaissance d’Alexis — et qui comprend l’annonce divine de la sainteté du mendiant, la visite d’Euphémien, celle des empereurs et les obsèques —, représente 47 % du récit de BHG 51, 40 % de celui de BHG 53 et près de 38 % de celui de BHG 54. Outre cette importance quantitative — qui rattache indiscutablement la Vie d’Alexis aux « romans de reconnaissance » stricto sensu —, une tendance déjà constatable dans les textes antérieurs (RPC ; Eugénie ; Eustathe ; Jean Calybite) se confirme et s’amplifie ici : de simple fait familial et privé, l’anagnorisis devient un événement non seulement public, mais aussi politique. Le « théâtre » de la reconnaissance accueille désormais les protagonistes de la vie civile : l’autorité suprême de l’Empire, l'empereur Honorius — dans les recensions BHG 51, 52 et 54, il est même apparié, au mépris de toute vraisemblance historique, à son frère Arcadius —, y joue un rôle actif, voire directif.

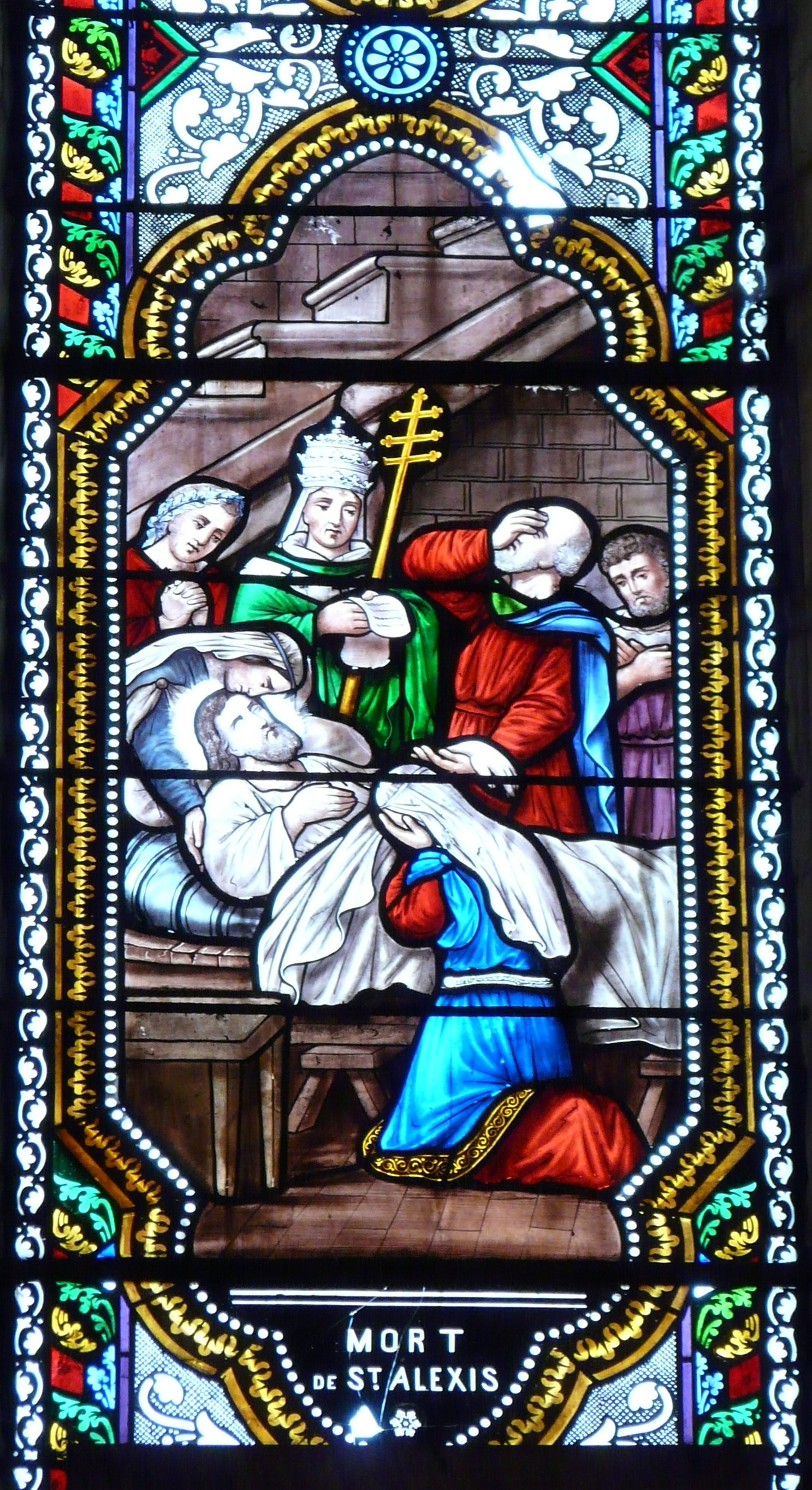
La mort de saint Alexis. Vitrail de l'église Saint-Sulpice du Bugue (Dordogne), année 1874.

 La mort du saint, son identification et ses funérailles font figure d’événements politiques unissant, sous l’égide du monarque, toute la population de la cité romaine (entendons par là, bien sûr, « constantinopolitaine »). L’exemple édifiant, ne se bornant plus à susciter la conversion de quelques individus, fédère désormais toute la société. La reconnaissance familiale provoque à Rome un rassemblement à la fois religieux et patriotique, sinon national, sous la houlette moins du pape « Marcien », dont le rôle dans les deux textes est somme toute assez passif, que d’un souverain consacré dans son rôle de guide spirituel : au basileus seul, et non à son propre père, Alexis a daigné, en desserrant les doigts, céder l’objet révélant son identité. L’autre trait remarquable du récit, cette fois sur le plan de la forme, est le traitement très rhétorique de l’anagnorisis parentale. La stupeur et la tristesse d’Euphémien et d’Aglaïs s’expriment, dans les recensions BHG 51 et surtout BHG 52, 53 et 54, en deux longs thrènes successifs au contenu et à la forme similaires, dans lesquels des rappels de l'histoire alexienne alternent avec les poncifs d’école sur la ruine des espoirs de transmission patrimoniale et la perte irrémédiable du « bâton de vieillesse » ; tous ces textes, excepté BHG 53, y ajoutent même au style direct un thrène de la fiancée. Avec ces déclamations artificielles — dont la postérité fut importante dans la littérature de l’Occident médiéval —, on est assez loin du pathétique muet et sobre qui caractérisait la mort de Jean Calybite, ou même des brèves (et d’autant plus émouvantes) paroles de douleur prononcées par le pieux Paphnuce devant le corps de sa fille Euphrosyne.

### Chanson de geste et roman courtois
Le motif narratif de la reconnaissance abonde dans la littérature médiévale de fiction (principalement la chanson de geste et le roman). Il s'agit assez souvent d'une anagnorisis entre conjoints ou amis, assez fréquente dans les récits profanes de l'Antiquité mais presque ignorée de l’hagiographie. Seule sera traitée ici l’anagnorisis familiale des récits de fiction médiévaux, abondamment représentée en raison de la vogue dont continua de jouir le thème de la famille dispersée, en particulier aux XIVe et XVe siècles. Ce genre de reconnaissance semble se diviser, pour parler très schématiquement, en deux grandes catégories, l’une épique, l’autre romanesque.

#### La reconnaissance médiévale de type épique
Se rappelant sans doute l’antique thème tragique de la mise à mort par un parent évitée in extremis grâce à l’anagnorisis, les écrivains du Moyen Âge occidental se contentèrent parfois d’un scénario assez proche de celui d’un Sophocle ou d’un Euripide, témoin Le Roman de Silence de Heldris de Cornouailles (fin du XIIe siècle), ou mieux encore La fille du comte de Ponthieu (début du XIIIe siècle) et Mériadeuc ou Le Chevalier aux deux épées (1er tiers du même siècle). Le plus souvent, néanmoins, les auteurs médiévaux préférèrent créer un type de situation plus conforme aux genres en vogue (chanson de geste et roman de chevalerie).
La reconnaissance familiale — de même que la reconnaissance entre amis ou alliés —, s’inscrivit donc dans un cadre héroïque ou épique : on la fit advenir au cours ou à la suite d’un combat (livré pendant une bataille, ou bien sous la forme d’un duel ou d’un tournoi) opposant deux proches parents, le plus souvent le père et le fils, quelquefois deux frères. Presque toujours, l’ignorance est égale chez les combattants ; exceptionnellement, l’un des deux a reconnu l’autre, mais l’affronte malgré tout. Ce schéma folklorique universel fut très prisé en Occident auprès des romanciers du cycle arthurien, et plus généralement auprès des auteurs de chansons de geste et de romans de chevalerie ou d’aventures.

La reconnaissance épique se divise à son tour en deux types, selon que l’issue du combat est funeste ou heureuse. Héritière d’une tradition antique remontant à l’histoire d’Œdipe meurtrier de son père Laïos, et illustrée par une série d’œuvres allant de la Télégonie d’Eugammon de Cyrène (VIe s. av. J.-C.) à l’Histoire d’Alexandre le Grand du Pseudo-Callisthène (vers 300 A.D.), l’issue funeste, qui peut apparaître aussi dans l'historiographie, est rare : on la trouvait probablement dans l’Hildebrandslied haut-allemand (VIIe s. ? ; mis par écrit avant 810), et elle caractérise deux chansons de geste du XIVe siècle — à savoir Valentin et Sansnom (perdue, mais connue par son adaptation en prose Valentin et Orson, publiée en 1485) et Tristan de Nanteuil —, où un personnage tue son père faute de l’avoir reconnu à temps ; ajoutons-y Auberi le Bourgoin (2e moitié du XIIIe siècle), où le héros, ayant accepté d’échanger ses habits avec un traître, tombe alors sous les coups de son neveu (éd. P. Tarbé, p. 118-119). 

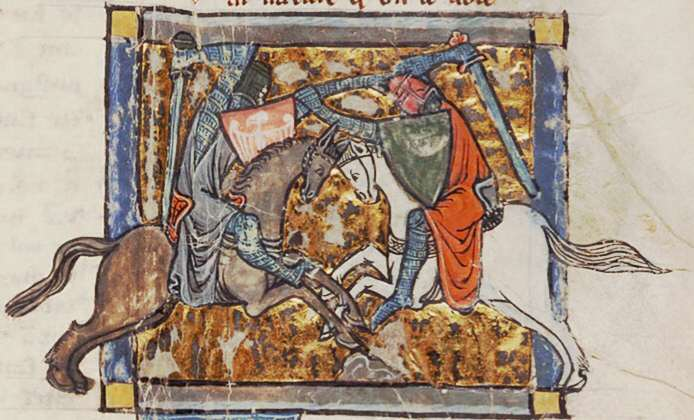
Gauvain et Yvain, ne s'étant pas encore reconnus, se battent en duel. Miniature d'un manuscrit d’Yvain. Le Chevalier au Lion de Chrétien de Troyes (Garrett MS. No. 125 ; Princeton University Library ; circa 1295).

L’issue heureuse figure dans mainte œuvre de divers genres (chanson de geste, lai, roman de chevalerie ou d’aventures) et en de nombreuses langues d’Europe (allemand, anglais, espagnol, français, gallois, grec byzantin, irlandais, italien...).
Presque toujours fortuits, la rencontre et l’affrontement surviennent parfois au cours d’une recherche du père par le fils : ainsi dans des œuvres françaises (comme Milon de Marie de France, Richard le Beau, Valentin et Sansnom, Yder), germaniques (e.g. l’épopée Biterolf und Dietleib, rédigée en Bavière entre 1254 et 1260), anglaises (Sir Degaré), mais aussi dans la littérature byzantine populaire. Le duel père-fils se réduit parfois à une pure menace que l’anagnorisis dissipe, comme dans Guillaume d'Angleterre (v. 2724-2760 : Guillaume et ses deux fils) et Macaire (éd. F. Guessard, p. 302-304 : Varocher et ses deux fils) ; le plus souvent, toutefois, il a lieu réellement. L’identification se fait soit par la parole, grâce à une déclaration — de l’un des deux intéressés, parfois d’un tiers (Floovant ; Parise ; Raoul de Cambrai) —, à un cri de guerre connu (Jourdain de Blaye ; Guillaume de la Barre) ou à un récit, soit (ou bien en plus, à titre de confirmation) par un gnôrisma qui est fréquemment, comme dans la comédie antique, un anneau ou une moitié d’anneau, soit encore par l’exécution d’une action distinctive. Il peut arriver que l’identification n’ait pas lieu, mais c’est alors partie remise — sauf peut-être dans Gormont et Isembart, XIX, encore que cette œuvre ne nous soit point parvenue entière —, et la reconnaissance différée relève alors du type romanesque.
L’option d’une anagnorisis survenant au cours d’un duel témoigne sans doute d’une volonté de dramatisation littéraire, mais elle correspond aussi à un idéal laïc de type chevaleresque. L’épisode exprime l’éthique d’une société féodale conciliant la loyauté vassalique et la piété familiale, sans imposer aucun choix, sauf exception comme l’Hildebrandslied, lequel pourrait bien avoir affirmé la primauté de la première sur la seconde. Quand les personnages se reconnaissent, leurs gestes sont les mêmes que dans les textes hagiographiques, et il s’ensuit une grande réconciliation et une reconstitution — certes plus ou moins durable —, de la famille.

#### La reconnaissance médiévale de type romanesque
La reconnaissance de type romanesque survient d'une manière pacifique, mais non moins pathétique, et son effet est toujours heureux, sauf dans le sous-type de l'anagnorisis tardive après inceste. Son vecteur le plus courant est la déclaration d’identité ou le récit autobiographique d’un des intéressés, amené à se faire connaître ou à conter ses tribulations. Si cette procédure peut, ici ou là, ne rien devoir à la littérature édifiante, le modèle sous-jacent est souvent hagiographique. Ainsi, plusieurs fictions médiévales renouèrent, cette fois dans un cadre familial, le lien entre anagnorisis et hospitalité cher aux hagiographes grecs, et le thème alexien du noble gîtant incognito sous un escalier resurgit parfois. Mais l’influence la plus forte reste évidemment celle des scènes de reconnaissance du roman pseudoclémentin et/ou de la Vie de saint Eustathe. Certes, l’archétype narratif est lui-même bien plus ancien que ces œuvres, puisqu’il remonte à des légendes orientales ; c’est pourtant par le biais des deux textes susdits, largement diffusés et traduits, qu’il passe dans la littérature occidentale. L’hagiographie a donc, ici comme ailleurs, servi de « courroie de transmission » à des thèmes de contes populaires.

##### Le modèle pseudoclémentin de séparation
Les aventures de Mattidia, fuyant Rome avec ses fils jumeaux pour se soustraire au harcèlement de son beau-frère, relèvent du motif narratif qu'on peut appeler « la princesse calomniée et exilée avec ses deux enfants », subdivision particulière du type Aarne-Thompson K2110.1 (« Calumniated wife »). Dans ce motif, le calomniateur est un soupirant extérieur à la famille ou un parent par alliance (belle-mère, beau-père, beau-frère). Rien ne prouve, quoi qu’on en ait dit, que le thème s’inscrive dans une tradition narrative grecque ou latine. Il est toutefois permis d’y voir une variante, avec inversion du sexe, du Putiphar-Motiv (Aarne-Thompson K2111), lequel, comme on sait, n’est pas plus spécifiquement juif qu’hellénique. Une variante analogue existait dans la Grèce antique, témoin la légende de Bellérophon et Sthénébée, ou, pour l’aspect incestueux, celles d’Hippolyte et Phèdre, de Myènos et sa marâtre, de Ténès et Philonomè, ainsi que l’histoire de Cnémon et Démaenété dans les Éthiopiques ou de Timasion dans la Vie d'Apollonios de Tyane. Bousset, quant à lui, a supposé que le thème du beau-frère aux désirs incestueux n’arrivant pas à ses fins et se vengeant par la calomnie, provenait d’un roman juif hellénistique.
Quoi qu’il en soit de ces conjectures, la présence, dans mainte fiction de l’Occident médiéval, du thème des deux fils accompagnant la mère dans sa fuite ou son exil, ne saurait renvoyer directement à de tels récits ; elle nous ramène en revanche au roman pseudoclémentin. Celui-ci, en effet, associe précisément la fuite pour cause d’instances incestueuses et/ou de calomnie et les épreuves avec les deux fils ; en outre, il n'était pas inconnu des auteurs médiévaux, ce qu’on ne saurait affirmer des fables précitées. L’influence pseudoclémentine a pu, à l’occasion, passer par le filtre de la Vie d’Eustathe. Cela est clair quand la fable combine le thème de la dame persécutée et celui de l’enlèvement des enfants par des bêtes, surtout si chacun des deux bambins est ravi par un animal différent (ex. : La Belle Hélène de Constantinople, 3609-3649). Une autre influence, présumable quoique moins sensible, est celle d’Apollonius de Tyr : toutefois, ce récit met en scène le départ du couple et non de l’épouse seule, et l’enfant unique, né durant le voyage, n’est pas ravi par un fauve, mais confié par son père à des parents nourriciers.
Du schéma de séparation pseudoclémentin relèvent notamment les récits médiévaux suivants : un Miracle de la Vierge présent dans un manuscrit du XIIe siècle et repris par Gautier de Coincy (circa 1218-1222), puis par Vincent de Beauvais et maint écrivain des XIIIe et XIVe siècles ; la Vita Offae I, citée dans les Chronica maiora de Jean de la Celle, abbé de Saint-Albans de 1195 à 1214 ; Waldef, roman anglo-normand du début du XIIIe s., et Gui de Warewic (1232-1242), qui en dérive probablement ; les Gesta Romanorum, de la fin du XIIIe s., chap. 249 (Octavianus) ; La Belle Hélène de Constantinople, roman en vers du milieu du XIVe siècle ; Valentin et Sansnom, rédigé au XIVe s., mais qui n’a subsisté en français que par une mise en prose de 1485. Un rameau où l’enfant est unique comprend Doon de la Roche (fin du XIIe s. ou début du XIIIe), Parise la Duchesse (2e quart du XIIIe s.), la Manekine de Philippe de Remy (vers 1240), Mai und Beaflor (milieu du XIIIe s.), le Roman du Comte d’Anjou de Jean Maillart (1316), l’histoire de Constance (reprise par Gower et par Chaucer) que raconta Nicholas Trivet entre 1334 et 1347 dans sa Chronique anglo-normande, et deux romans anglais de la 2e moitié du XIVe s., Sir Eglamour et Émaré (sans séparation). Enfin, la Fille du Comte de Ponthieu (début du XIIIe s.), Florence de Rome (1er quart du XIIIe s.) et le Comte de Poitiers (vers 1222) offrent de ce schéma narratif trois variantes spéciales où l’héroïne n’a pas d’enfants.
L’histoire de la femme chaste convoitée par son beau-frère a été l’objet d’études approfondies. En amont des œuvres occidentales, Axel Wallensköld, en 1906, a montré que ce conte existait en Inde au XIIe siècle et sans doute bien avant ; en aval, le motif de la « reine accusée » dans la littérature médiévale tardive a été examiné par A.B. Gough en 1902 et par M. Schlauch en 1927. Enfin J. Schick, en 1929, mit en lumière le prototype que constitue le roman pseudoclémentin. Cette œuvre fournit en effet le plus ancien exemple attesté de la chaîne narrative suivante, si souvent reproduite au Moyen Âge : une dame noble est convoitée par son beau-frère ; pour lui échapper ou se soustraire à la calomnie, elle s’enfuit — le départ équivaut ici à un exil —, avec ses deux fils ; elle fait naufrage et est séparée des enfants ; elle connaît diverses tribulations dans un pays lointain ; là, après plusieurs années, elle finit par retrouver ses fils et son mari au cours d’une scène de reconnaissance. Sans nier la médiation de la légende indienne, qui a enrichi le thème avant de le transmettre à l’Occident, nous pensons qu’il reste licite, en l’état actuel des connaissances, de tenir les aventures de Mattidia — dont les mains paralysées préfigurent en outre le thème de la « femme aux mains coupées » —, pour l’ancêtre occidental, et le modèle le plus sûr, du type de conte de la « chaste épouse calomniée », alias « Constance » ou « Crescentia ».

##### Le modèle eustathien de séparation
L’origine du motif narratif AT 938, selon lequel deux (rarement un ou trois) enfants de sexe masculin sont ravis par des bêtes sauvages, en général différentes, à leur père ou mère durant leur fuite, souvent alors que le père traverse un fleuve à la nage, est indéniablement orientale : on la situe dans le conte multiforme de l’« Homme éprouvé par le destin ». Mais le thème est entré dans la littérature occidentale par la Vie d’Eustathe, que son allure de roman d’aventures prédisposait à inspirer les auteurs de fictions profanes.
Relèvent du type eustathien de séparation, notamment, les textes suivants (après le titre figure entre parenthèses l’agent de la séparation des fils) : Guillaume d’Angleterre (loup) ; Parise la Duchesse (brigands) ; Die gute Frau, roman souabe du milieu du XIIIe s. environ (courant d’un fleuve) ; Octavian, roman en vers du XIIIe s., et sa mise en prose Florent et Octavien, du XIVe (singe et lion) ; le Livre du chevalier Zifar, roman espagnol de la première moitié du XIVe s. (lionne et égarement) ; Lion de Bourges, XIVe s. (brigands, puis lionne) ; Valentin et Sansnom, XIVe s. (ours et roi Pépin) ; La Belle Hélène de Constantinople (loup et lion) ; Sir Isumbras, 2e moitié du XIVe s. (lion, léopard et licorne); Sir Torrent of Portyngale, roman de la fin du XIVe s. ou du commencement du XVe (griffon et léopard) ; Der Graf von Savoien, 2e moitié du XVe s. (lion et léopard).
On constate dans certaines textes le mélange, qui commença au XIIIe siècle, du schéma pseudoclémentin (la chaste épouse persécutée) et du schéma eustathien (l’« Homme éprouvé par le destin »). Cette fusion se voit dans Parise, Octavian (et Florent et Octavien), La Belle Hélène de Constantinople, Valentin et Orson, et Torrent. On note d’autre part que, si la séparation est de matrice eustathienne dans tous les cas, la reconnaissance ne l’est tout au plus que dans un seul (Torrent).

#### Gestuelle de l'anagnorisis dans les fictions médiévales
De fait, si l’on excepte les dérivés directs, l’influence des Reconnaissance pseudoclémentines et de la Vie de saint Eustathe sur la scène de reconnaissance proprement dite est moins nette que celle qu’elles exercèrent sur le choix du mode de séparation. On notera toutefois la reprise de certains traits. Au premier rang de ceux-ci, le thème de la « voix du sang », qui figure dans les Recognitiones pseudoclémentines, Abraham, Eustathe, Euphrosyne et Xénophon. Dans la droite ligne des textes hagiographiques et surtout de la Vie d’Eustathe, les romanciers médiévaux affirmèrent parfois l’existence d’une sympathie naturelle unissant les êtres d’un même sang, qu’ils se sachent tels ou non, et cette tendance s’accentue dans les œuvres tardives (XIVe-XVe s.). Ils héritèrent également de l’hagiographie deux procédés narratifs : le report de la scène de reconnaissance et sa duplication ou son triplement, sur le modèle du roman pseudoclémentin, d’Eustathe ou de Xénophon. Enfin, la gestuelle des retrouvailles, avec la constante du baiser et de l’étreinte (« se baisier et acoler »), parfois complétée par l’agenouillement ou corsée par un évanouissement, évoque celle des récits hagiographiques. Mais on admettra que, sauf cas de plagiat comme Guillaume d’Angleterre, il peut s’agir là d’une simple coïncidence, imputable à l’identité des manifestations de joie à travers les âges : comme Euripide le fait dire à Pylade, « quand deux êtres chers se retrouvent, il est naturel qu’ils s’étreignent ».
On remarquera pour finir, dans la Première continuation de Perceval, branche VII (ms. E, v. 10969-11041), une reconnaissance entre deux amis qui, par le contexte pénitentiel, le lieu, le rôle d’intermédiaire que joue le moine et la métamorphose qu’a subie le personnage retrouvé — en l’occurrence Caradoc ou plutôt Karados (quasi-anagramme d’Arkadios) —, rappelle les retrouvailles à Jérusalem des deux fils de Xénophon. Certes, la légende grecque, pourtant traduite en arabe et en arménien, n’est pas attestée en Occident par des monuments littéraires, contrairement à celles de Clément et d’Eustathe, ce qui peut faire conclure à un pur effet du hasard. On pourrait toutefois imaginer une transmission orale du conte de Byzance vers l’Occident, ce qui paraît possible au temps des croisades. Quand on sait que certains romanciers étaient aussi, à leurs heures, des hagiographes curieux de l’antique tradition orientale (témoin Wauchier de Denain, auteur de la Seconde Continuation de Perceval et traducteur en français des Verba seniorum, de l’Historia monachorum in Aegypto et d’une partie des Vitae patrum), une telle greffe n’aurait rien d’inconcevable.

#### Fonction de l'anagnorisis dans les fictions médiévales
Quant à la fonction de la reconnaissance dans les récits de fiction médiévaux, il s’agit presque toujours, du moins dans les chansons de geste et les romans d’aventures, d’une réintégration du héros dans sa société d’origine. Peu importe, en somme, que la reconnaissance advienne tout à la fin (La Chanson de Guillaume ; Macaire), un peu avant la fin (Doon de la Roche ; Octavian ; Torrent) ou assez longtemps avant celle-ci (Parise ; Richard le Beau) : péripétie ou épisode conclusif, elle constitue dans la quasi-totalité des cas le moyen de la reconstitution de la famille et d’un retour définitif (ou durable) du ou des protagonistes au bercail. L’anagnorisis renoue ainsi le lien familial ou social défait par l’adversité.
Cette règle admettait certaines exceptions. Les impératifs de la guerre ou de la vengeance dans la chanson de geste (ex. : Doon de Mayence ; Sept Infants de Lara), l’appel de l’idéal dans les romans courtois (ex. : Perceval et ses continuations ; Perlesvaus) pouvaient à nouveau, passé le doux moment de la reconnaissance, séparer le héros des siens. Exceptionnellement, la reconnaissance familiale ne met pas fin aux tribulations affectives : ainsi Nicolette, après avoir retrouvé son père, s’enfuit pour échapper au mariage que lui prépare celui-ci, et tente de retrouver son cher Aucassin (Aucassin et Nicolette, XXXVIII). La vocation guerrière ou chevaleresque, l’honneur ou même l’insatisfaction amoureuse apparaissent ainsi comme des succédanés profanes du renoncement chrétien qui empêchait la reconnaissance de clore l’itinéraire du saint. On ne négligera pas, enfin, les chansons de geste ou romans à fin édifiante où le héros, ayant reconnu les siens, les quitte à nouveau pour devenir ermite ou pèlerin et achève sa vie dans l’ascèse voire dans le martyre. Cette classe comprendrait des textes comme Doon de Mayence (où Gui devient abbé du monastère fondé par son fils), Renaud de Montauban (où le héros encore jeune se fait ermite par pénitence) et Dieudonné de Hongrie (même si le couple Dieudonné-Supplante reste uni dans l’anachorèse) ; mais il est notable qu’aucune de ces trois œuvres ne place la retraite aussitôt après la reconnaissance, comme les pièces hagiographiques.

## Iconographie de l'anagnorisis littéraire
Les scènes de reconnaissance des œuvres littéraires les plus populaires ont été volontiers transposées dans les arts figurés. Ce sujet est en grande partie inexploré.
Le grand succès iconographique de l’Odyssée dans l'art antique (grec, étrusque, romain) concerna aussi ses scènes d'anagnorisis. La reconnaissance d'Ulysse par Pénélope fut souvent représentée. L'anagnorisis du héros par la servante Euryclée devint également un thème iconographique. Cette scène est notamment peinte sur un beau skyphos attique à figures rouges conservé à Chiusi et datant de circa 435/430 avant notre ère, et sculptée sur un sarcophage du IIIe siècle de notre ère conservé au Musée Borély à Marseille. Même les brèves retrouvailles d'Ulysse avec son vieux chien Argos eurent l'honneur de la représentation figurée, en particulier sur des gemmes. Un relief de terre cuite, la plaque « Campana » de Rome (Museo Nazionale Romano), a l'originalité de réunir dans une seule scène, autour d'Ulysse, les personnages reconnaisseurs que sont Eumée, Euryclée et Argos.
La reconnaissance et délivrance d'Éthra, veuve de Thésée, par ses petits-fils Acamas et Démophon, épisode célèbre de l’Iliou persis d'Arctinos de Milet et de la Petite Iliade de Leschès de Pyrrha, a été assez souvent représentée dans l'art antique. Le célèbre peintre Polygnote de Thasos, dans l'Iliou persis dont il orna la Lesché des Cnidiens à Delphes en s'inspirant du texte de Leschès, représenta le moment où Démophon, ayant reconnu sa grand-mère, « réfléchit, à en croire son attitude, au moyen de la sauver ». Les retrouvailles d'Éthra avec les Théséides devinrent un thème courant dans la céramique grecque ou italiote. Elles étaient sculptées, à Athènes, sur les métopes nord du Parthénon. On en trouve également la représentation sur les tables iliaques (bas-reliefs gréco-romains en miniature pourvus d'inscriptions grecques et illustrant des épisodes épiques).
Pour ce qui est de l'hagiographie, l'histoire de Placidas/Eustathe alias saint Eustache eut un certain succès iconographique tant en Orient qu'en Occident, mais les scènes d'anagnorisis qu'elle comporte ne semblent avoir été représentées que dans l'art occidental. En Grèce, par exemple, la plus ancienne représentation connue d'une reconnaissance eustathienne date du XVIIe siècle : c'est l’icône de Chôra de Patmos, église de la Panaghia Eleïmonitria, exécutée entre 1620 et 1640, qui montre dans le registre supérieur Théopistè et ses deux fils se faisant reconnaître d’Eustathe devant le prétoire (à gauche), puis (au milieu) une scène où les deux fils servent à table leur père et les soldats Akakios et Antiochos.
Dans l'Occident médiéval, les reconnaissances eustathiennes (ou plutôt, désormais, « eustachiennes ») ont inspiré en particulier les artistes de vitrail gothique. Les retrouvailles de la famille d’Eustache apparaissent pour la première fois vers 1207-1215, dans une verrière du déambulatoire nord de la cathédrale de Sens, où elles sont concentrées en une seule scène. Puis, c’est un vitrail du bas-côté nord de Notre-Dame de Chartres qui, vers 1210, détaille en pas moins de 7 médaillons (sur un total de 33 scènes, dont 29 narrant l’histoire du saint) les moments de la rencontre et de la reconnaissance d’Eustache et des siens. L’anagnorisis eustachienne se lit aussi, réduite de nouveau à une seule scène, dans les déambulatoires des cathédrales du Mans (milieu du XIIIe siècle) et de Tours (3e quart du XIIIe siècle). En dehors de l’art du vitrail, le motif apparaît dans la peinture italienne en 1351 et au début du XVe siècle ; il est également représenté parmi les dessins à la plume du codex de Krumau, sans doute exécuté en 1358. Pour ce qui regarde l’art de la miniature, seul un inventaire en règle permettrait d’évaluer la fortune du thème, qu’on devine toutefois mince par avance.

## L'anagnorisis au cinéma et en musique
Le moment où Dark Vador révèle à Luke Skywalker, grièvement blessé, qu'il est son père dans L'Empire contre-attaque de Irvin Kershner (1980), est un exemple bien connu d'anagnorisis cinématographique.
Anagnorisis est le titre d' un album musical d'Asaf Avidan, sorti en 2020.
Anagnorisis est le nom de la 32e carte du mégawad 
Eviternity pour le jeu Doom II. La difficulté élevée de ce niveau permet à celles et ceux qui la surmontent d'expérimenter une forme de reconnaissance.

#### Études sur l'anagnorisis
- (en) Archibald Elizabeth, « Comedy and tragedy in some Arthurian recognition scenes », dans Keih Busby & Roger Dalrymple (ed.), Comedy in Arthurian literature, Cambridge (GB), D.S. Brewer, 2003 (= Arthurian literature, XIX), p. 1-16.
- Elie Bikerman, « Latens Deus : la reconnaissance du Christ dans les Évangiles », dans The Harvard Theological Review, 39/3, juillet 1946, p. 169-188.
- Robert Böhme, « Aischylos und der Anagnorismos », dans Hermes, 73 (1938), p. 195-212.
- Pascal Boulhol,  Ἀναγνωρισμός. La scène de reconnaissance dans l'hagiographie antique et médiévale. Aix en Provence, Publications de l'Université de Provence, 1996.
- Pascal Boulhol, « La conversion de l'anagnorismos profane dans le roman pseudo-clémentin », dans Frédéric Amsler, Albert Frey, Charlotte Touati & Renée Girardet (éd.), Nouvelles intrigues pseudo-clémentines. Actes du deuxième colloque international sur la littérature apocryphe chrétienne. Lausanne – Genève, 30 août-2 septembre 2006, Belfort, Éditions du Zèbre, 2008 (= Publications de l’Institut Romand des Sciences Bibliques, 6), p. 151-175.
- Cave Terence, Recognitions. A study in poetics, Oxford, Clarendon Press, 1988.
- Clifton Cherpack, The call of blood in French classical tragedy. Baltimore, The Johns Hopkins University Press, 1958.
- Diana Culbertson, The poetics of revelation : recognition and the narrative tradition, Macon (Georgie), Mercer University Press, 1989 (= Studies in American Biblical Hermeneutics, 4).
- Adriana Da Silva Duarte, « L’anagnorisis chez Aristophane », dans Danièle Augier & Jocelyne Peigney (éd.), « Phileuripidès ». Mélanges offerts à François Jouan, Paris, Presses Universitaires de Paris X, 2008, p. 483-496.
- Sylwester Dworacki, « Anagnorismos in Greek drama », dans Eos, 66 (1978), p. 41-54.
- William D. Furley, « Aspects of recognition in Perikeiromene and other plays », dans Alan H. Sommerstein (éd.), Menander in contexts, New York, Routledge, 2014, p. 106-117.
- Peter Gainsford, « Formal analysis of recognition scenes in the Odyssey », dans Journal of Hellenic Studies, 123 (2003), p. 41-59.
- Barbara E. Goff, « The sign of the fall : the scars of Orestes and Odysseus », dans Classical Antiquity, 10 (1991), p. 259-267.
- Woldemar Görler, « Doppelhandlung, Intrige und Anagnorismos bei Terenz », dans Poetica, 5 (1972), p. 164-182.
- Alfred Hähnle, Γνωρίσματα, Tübingen, 1929.
- Wolfgang Harms, « Anagnorisis-Szenen des mittelalterlichen Romans und Ulrich Füetrers Buch der Abenteuer », dans Zeitschrift für deutsches Altertum und deutsches Literatur, 96 (1966), p. 301-318.
- Walter Hermann, « Die Wiedererkennungsszenen in Homers Odyssee. Überlegungen zur Wirkungsweise des Anagnorismos », dans Res Publica Litterarum, 15 (1992), p. 61-69.
- Alfred Heubeck, « Zwei homerische πεῖραι », dans Ziva Antika, 31 (1981), p. 73-83.
- Uvo Hölscher, « Die Erkennungsszene im 23. Buch der Odyssee », dans Egon Römisch (éd.), Griechisch in der Schule. Frankfurt/M., 1972, p. 156-165 ; repris dans Joachim Latacz (éd.), Homer (1991), p. 388-405.
- Paulus Hoffmann, De anagnorismo. Dissertatio inauguralis, Breslau, 1910.
- Jacques Jouanna, « Notes sur la scène de reconnaissance dans les Choéphores d'Eschyle (v. 205-211) et sa parodie dans l'Électre d'Euripide (v. 532-537) », dans Les Choéphores d'Eschyle. Cahiers du GITA, no 10 — 1997, p. 69-85.
- Philip Kennedy & Lawrence Marilyn (éd.), Recognition : the poetics of narrative. Interdisciplinary studies on Anagnorisis, New York, Peter Lang, 2009.
- Adolf Köhnken, « Perspektivisches Erzählen im homerischen Epos : die Wiedererkennung Odysseus-Argos », dans Hermes, 131/4 (2003), p. 385-396.
- Kasper Bro Larsen, Recognizing the stranger : recognition scenes in the Gospel of John. Leiden, Brill, 2008 (= Biblical interpretation series, volume 93).
- Nathalie Lhostis, « Voir et savoir dans les comédies de Ménandre : le passage de la perception à son interprétation », dans Cahiers des études anciennes, 51 (2014), p. 87-109.
- John MacFarlane, « Aristotle's definition of anagnorisis », dans American Journal of Philology, 121/3 (Fall 2000), p. 367-383.
- Sherryll S. Mleynek, Knowledge and mortality : anagnorisis in Genesis and narrative fiction, New York, Peter Lang, 1999 (= American University Studies, séries 3 : Comparative Literature, vol. 56).
- Ulrich Mölk, « Das Motif des Wiedererkennens an der Stimme im Epos und höfischen Roman », dans Romanistisches Jahrbuch, 15 (1964), p. 107-115.
- Silvia Montiglio, Love and Providence : recognition in the ancient novel, Oxford, Oxford University Press, 2013.
- Dana Munteanu, « Types of anagnorisis : Aristotle and Menander. A self-defining comedy ? », dans Wiener Studien, 115 (2002), p. 111-125.
- Hubert Philippart, « La théorie aristotélicienne antique de l'anagnorismos », dans Revue des études grecques, 38 (1925), p. 171-204.
- Nicholas James Richardson, « Recognition scenes in the Odyssey and ancient literary criticism », dans F. Cairns (éd.), Papers of the Liverpool Latin Seminar, 4 (1983), Liverpool, 1984 (= Arca, 11), p. 219-235.
- Hanna M. Roisman, « Eumaeus and Odysseus - Covert recognition and self-revelation », dans Illinois Classical Studies, 15 (1990), p. 215-238.
- Georges Roux, « Commentaire à l'Orestie d'Eschyle. III. Choéphores, v. 164 s. : la scène de reconnaissance, ou : Électre avait-elle de grands pieds ? », dans Revue des études grecques, 87 (1974), p. 42-56.
- Teresa G. Russo (éd.), Recognition and modes of knowledge : anagnorisis from antiquity to contemporary theory. Edmonton, University of Alberta Press, 2013.
- Franck Salaün, « L'invention de la scène de reconnaissance dans le théâtre français du XVIIIe siècle », dans Arrêt sur scène, 2 (2013), p. 73-90.
- Wolfgang Schadewaldt, Neue Kriterien zur Odyssee-Analyse. Die Wiedererkennung des Odysseus und der Penelope. Heidelberg, 1959. Repris dans Joachim Latacz (éd.), Homer (1991), p. 340-365.
- Ruth Scodel, « The removal of the arms, the recognition with Laertes, and narrative tension in the Odyssey », dans Classical Philology, 93 (1998), p. 1-17.
- Charles Segal, « Andromache's anagnorisis : formulaic artistry in Iliad 22. 437-476 », dans Harvard Studies in Classical Philology, 75 (1971), p. 33-57.
- Friedrich Solmsen, Electra and Orestes. Three recognitions in Greek tragedy, Amsterdam, 1967 (= Mededelingen der koninklijke nederlandse akademie van wetenschappen, Afd. letterkunde, nieuwe reeks, 30.2).
- Keih V. Sinclair, « Nature trait in Medieval French », in Zeitschrift für französische Sprache und Literatur, 89 (1979), p. 151-158.
- Jules Vuillemin, « La reconnaissance dans l’épopée et dans la tragédie », dans Archiv für die Geschichte der Philosophie, 66 (1984), p. 243-280.